# Federální palác
Federální palác (francouzsky Palais fédéral, rétorománsky Chasa federala, italsky Palazzo federale, německy Bundeshaus, nebo také Spolkový dům) je komplex budov v jihozápadní části Bernu, v níž sídlí Federální shromáždění (zákonodárný sbor), Spolková rada (výkonná moc) a některá švýcarská ministerstva a úřady. Symetrický komplex je dlouhý asi 300 metrů a skládá se ze tří vzájemně propojených budov. Je považován za jednu z nejvýznamnějších historických staveb v zemi a je zapsán ve švýcarském seznamu kulturních památek národního významu.
Nejstarší částí Spolkového paláce je západní budova (dříve nazývaná „spolková radnice“), postavená v letech 1852 až 1857 za Jakoba Friedricha Studera. Pod jednou střechou sdružovala spolkovou správu, vládu i parlament. Pro vyřešení naléhavých prostorových problémů byla v letech 1884 až 1892 podle Hanse Wilhelma Auera postavena východní budova (Bundeshaus Ost). Pod Auerovým vedením byla dále v letech 1894 až 1902 postavena i budova parlamentu v centru komplexu, která projekt uzavřela. Na počátku 21. století proběhla první komplexní rekonstrukce paláce.
V západní budově na ulici Bundesgasse sídlí dvě ministerstva, Spolkové kancléřství a Parlamentní knihovna; také zde zasedá také Spolková rada. Další dvě ministerstva sídlí ve východní budově na ulici Kochergasse. Střízlivost obou křídel odpovídá jejich charakteru administrativních budov a kontrastuje s monumentálnější budovou parlamentu postavenou v novorenesančním stylu s portikem a nápadnou kupolí. Bohatá umělecká výzdoba, jejíž symbolika vychází z historie, ústavních základů a kulturní rozmanitosti Švýcarska, i použití materiálů ze všech částí státu podtrhuje charakter parlamentu jako národní památky.

## Poloha
Palác se nachází na jihozápadním okraji Starého města Bernu, které je zapsáno na seznamu světového dědictví UNESCO, na opevnění zvaném Bundesterrasse na svahu dolů do čtvrti Marzili. Komplex budov se táhne v délce něco přes 300 metrů a skládá se ze tří částí: Západní budova (Bundeshaus West) na ulici Bundesgasse, budova parlamentu na Bundesplatz a východní budova (Bundeshaus Ost) na Kochergasse. Zatímco východní budova je orientována od východu na západ, ostatní dvě části budovy jsou mírně nakloněny k jihozápadu.
Navzdory své velikosti a dominantní poloze Federální palác harmonicky zapadá do městské krajiny. Je to především díky použití bernského pískovce na fasády. Tento stavební materiál, který má zelenošedou barvu, je použit i na ostatní budovy ve starém městě. Na západě na Spolkový palác navazuje bývalý hotel Bernerhof a na východě hotel Bellevue Palace, který je zároveň oficiální rezidencí pro státní hosty. Kromě Federálního paláce lemují Spolkové náměstí budova Kantonální banky a budova Švýcarské národní banky. Horní stanice lanové dráhy Marzili, která vede dolů do čtvrti Marzili, se nachází na Spolkové terase mezi západní budovou a hotelem Bernerhof.

## Historie

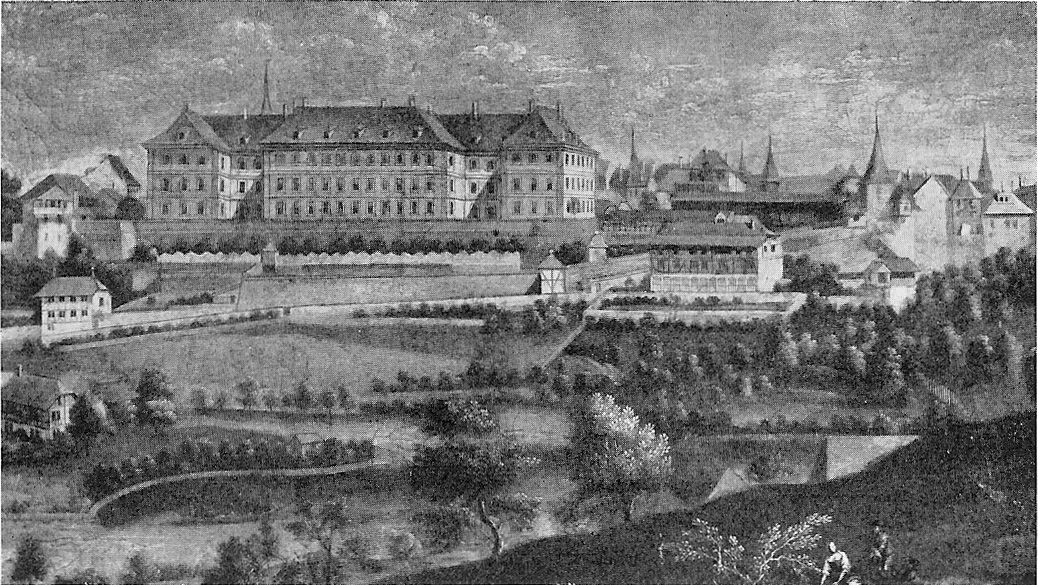
Malba Inselspitalu z roku 1742, dnes na tomto místě stojí východní budova Federálního parlamentu

### Před stavbou budovy
Vstupem Švýcarské ústavy v platnost 12. září 1848 vznikl moderní švýcarský spolkový stát, ale otázka hlavního města zůstala zpočátku nevyřešena. V prvním kole hlasování 28. listopadu 1848 Federální shromáždění zvolilo Bern za spolkové město, a tím i za sídlo spolkových orgánů (de iure nemá Švýcarsko hlavní město dodnes). V Bernu stále nebyla vhodná budova pro ústřední sídlo vlády, parlamentu a spolkové správy, proto bylo nutné přistoupit k provizornímu řešení. Spolkové radě byl poskytnut palác Erlacherhof na Junkerngasse, Spolková rada zasedala v hudebním sále zvaném Casino postaveném v roce 1821 a v případě potřeby na bernské radnici, zatímco Rada kantonů zasedala na radnici na Zeughausgasse. Spolkový soud a spolková správa se přestěhovaly do různých budov na Starém Městě.

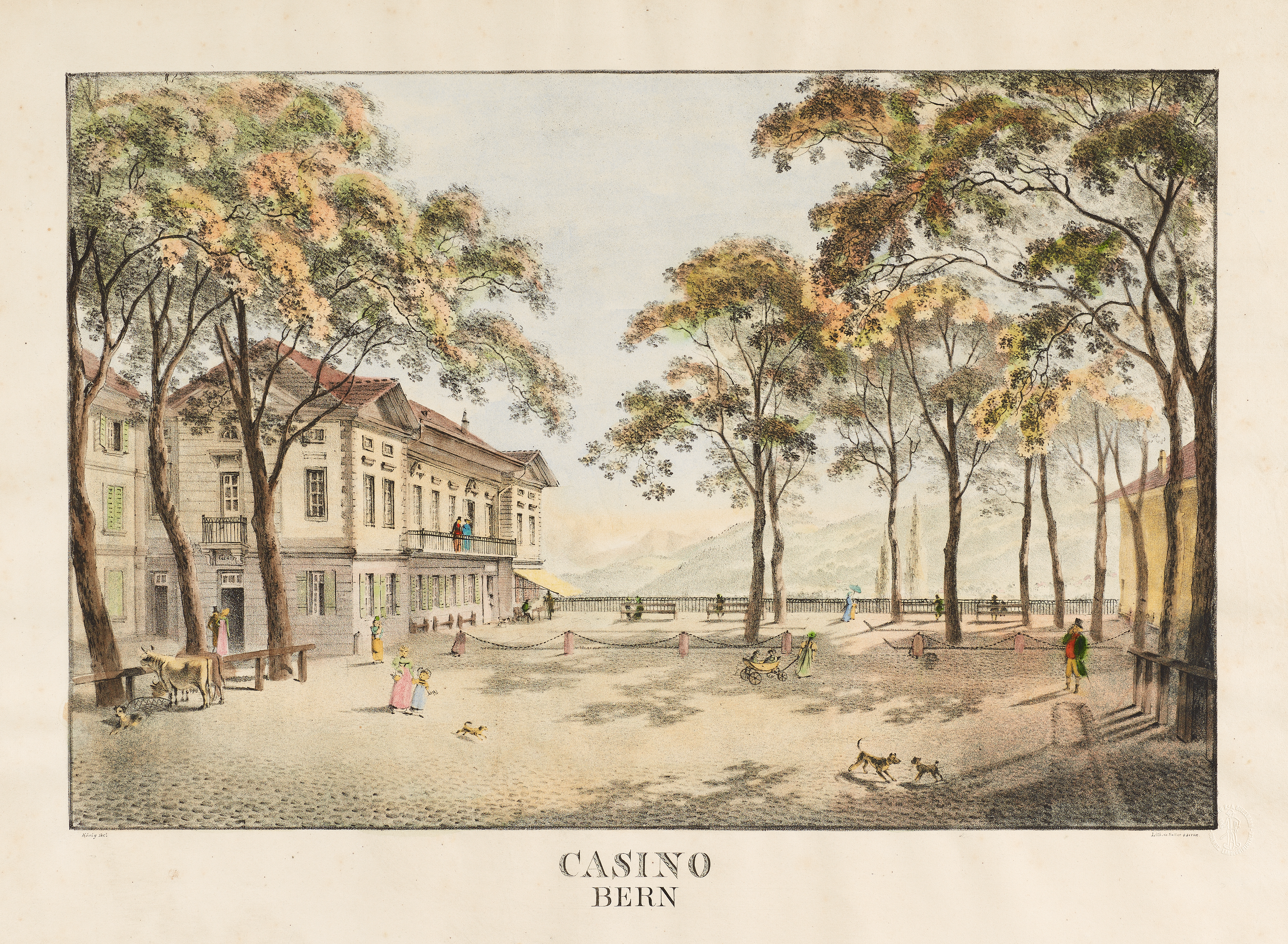
Staré Casino, první místo setkání Národní rady (kolorovaná litografie Franze Niklause Königa z roku 1825)

Burgergemeinde Bern, orgán městských občanů a kdysi mocného patriciátu, byl v té době stále ještě nadřazeným typem samosprávy. Její shromáždění se těsnou většinou rozhodlo přijmout zvolení Bernu spolkovým městem. Přeneslo však odpovědnost za výstavbu parlamentu a vládní budovy na komunu obyvatel, která vznikla teprve o 15 let dříve a byla orgánem všech obyvatel (konfederace v té době ještě neměla pravomoc stavět vlastní budovy). Toto rozhodnutí urychlilo politické znemožnění Burgergemeinde, o které usilovaly liberální síly a které bylo dovršeno v roce 1852 přenesením obecných pravomocí na Einwohnergemeinde a majetkovou odlukou (dělením majetku).

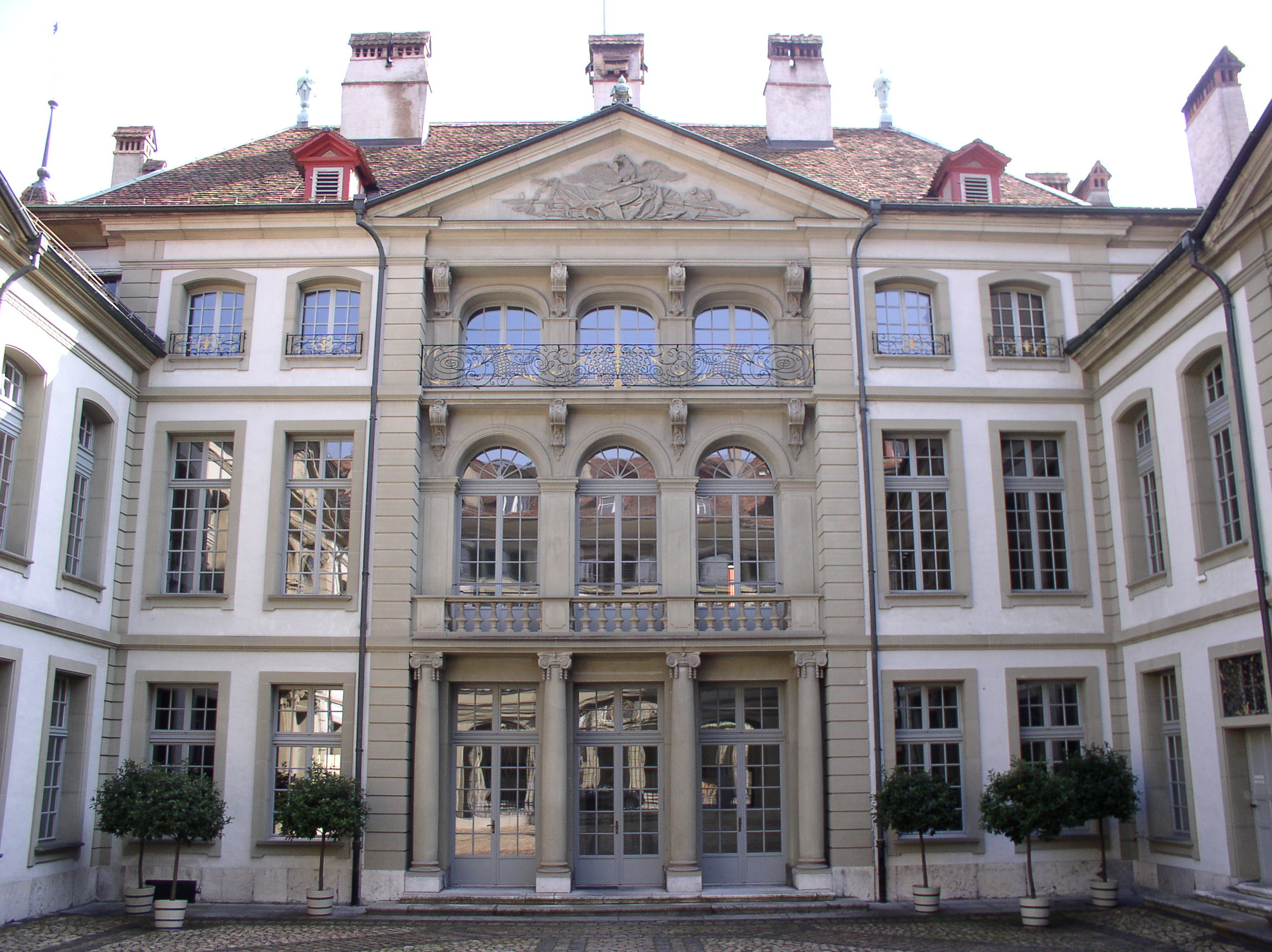
Palác Erlacherhof byl prvním a přechodným sídlem Švýcarského parlamentu

V únoru 1849 pověřila Spolková rada městské úřady, aby našly vhodné místo pro centrální budovu. Měla zahrnovat sály obou parlamentních komor, místnosti pro Spolkovou radu, 96 kanceláří a byt spolkového kancléře. Z několika návrhů se Spolková rada rozhodla pro místo na městském dřevoskladu vedle kasina, na jižním okraji starého města a na vrcholu svahu klesajícího k řece Aare. Dne 8. dubna 1850 vyhlásila městská rada architektonickou soutěž na „Spolkovou radnici“. Obyvatelé Bernu neměli být zatěžováni půjčkami a zvláštními daněmi, proto se výběrové řízení vyznačovalo rozpočtovým přístupem. Budova, která měla být postavena, měla být důstojná, ale zároveň co nejfunkčnější a nejjednodušší. „Páni konkurenti“ byli požádáni, aby se vyhnuli „zbytečnému přepychu a přehnaným rozměrům“ a aby jako stavební materiál použili bernský pískovec, neboť „okolí Bernu disponovalo bohatstvím nejlepšího a nejkrásnějšího pískovce.“

### Stavba tzv. Spolkové radnice

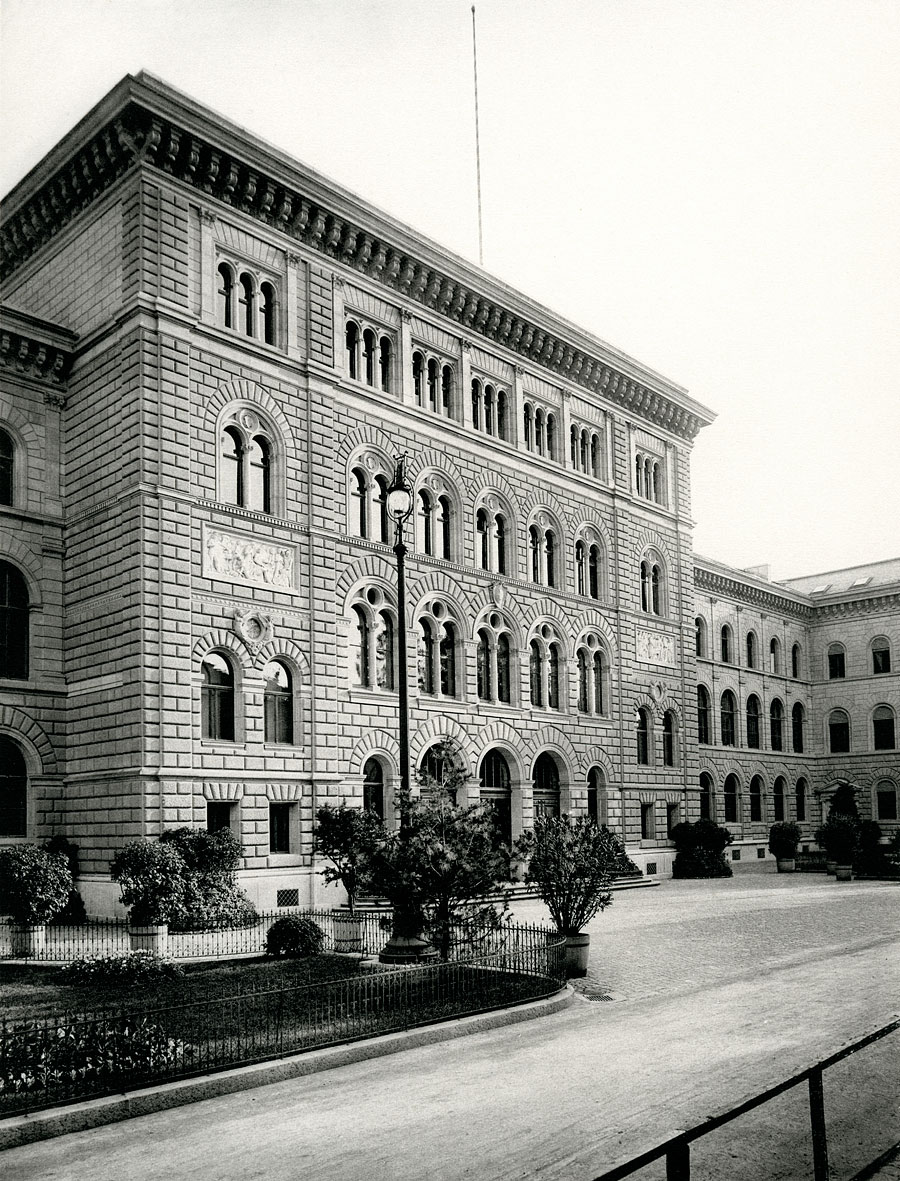
Prakticky nově postavený Bundeshaus Ost v roce 1895

V oficiální porotě zasedli architekti Melchior Berri, Ludwig Friedrich Osterrieth, Robert Roller a Gustav Albert Wegmann a stavební inspektor Bernhard Wyss. Z 37 předložených návrhů zvítězil návrh Ferdinanda Stadlera. Porota udělila další tři ceny: Druhé místo získal Felix Wilhelm Kubly, třetí Johann Carl Dähler a čtvrté Jean Franel. Zvláštní porota jmenovaná Švýcarskou společností inženýrů a architektů (SIA), která neměla na projekt žádný vliv, hodnotila tři nejlepší návrhy v opačném pořadí.
Poražení soutěžící ve svých návrzích vyčlenili centrální křídlo pro zasedací místnosti rady a boční křídla pro administrativu. Dähler a Franel navrhli větší sál Národní rady v podobě amfiteátru. Zatímco Dähler jej nechal vystupovat z budovy jako korunu střechy, Franel plánoval půlkruhovou vybouleninu v průčelí. Kubly si uvědomoval, že na rozdíl od jiných budov parlamentů v Evropě je třeba uvažovat o dvou rovnocenných radách, a proto upustil od příliš dominantního půlkruhu ve prospěch dvou obdélníkových sálů. Co měly všechny tři projekty společné, bylo umístění obou sálů na středovou osu, což vedlo k nepříznivým proporcím středního křídla. Stadler naproti tomu dokázal přesvědčit podkovovitým půdorysem. Centrální křídlo přidělil Spolkové radě a administrativě a parlamentní sály odsunul do vystupujících bočních křídel. Jeho styl navíc nevycházel z klasicismu, nýbrž z nového obloukového stylu novorománské architektury a inspiroval se stavbami na Ludwigstrasse v Mnichově, zejména Bavorskou státní knihovnou.
Některým kritikům se nelíbila stupňovitá struktura a průběžné kruhové oblouky. Stadlera tyto námitky zneklidnily a svůj návrh přepracoval a doplnil o neoklasicistní prvky. Přepracovaný návrh se však setkal s ještě menším souhlasem. Dne 23. června 1851 se bernská městská rada rozhodla pověřit stavitele Jakoba Friedricha Studera vypracováním nového návrhu. Studer, který se soutěže nezúčastnil, přijal Stadlerův původní návrh. Znovu zavedl štafáž a posílil styl kruhového oblouku, místo aby jej zmírnil. Revize byla přijata kladně a Studer získal stavební zakázku. Po prvním zasypání terasy byl 21. září 1852 položen základní kámen. Po téměř pěti letech výstavby se 5. června 1857 uskutečnilo slavnostní předání stavby.
V roce 1858 byla na čestném dvoře nového sídla vedení Švýcarska postavena Bernabrunnenova kašna a o pět let později přibyla i socha. Výzdoba radních síní byla z úsporných důvodů velmi skrovná. August Hövemeyer a jeho bratr Ludwig vytvořili v sále Spolkové rady čtyři alegorické nástěnné malby a ornamentální vzory. V roce 1861 věnovaly kantony do sálu Rady kantonů erbovní desky, které však byly již o deset let později odstraněny kvůli nepříznivým světelným podmínkám. Komise vedená spolkovým radou Jakobem Dubsem navrhla přeměnit Spolkovou radnici na jakési národní muzeum s krajinnými a historickými malbami a bustami slavných švýcarských osobností. Zatímco Rada kantonů v roce 1865 tento návrh podpořila, Národní rada jej v roce 1866 dvakrát zamítla.

Projekt Franka Buchsera se také neuskutečnil: vítězství severních států v Americké občanské válce vyvolalo ve Švýcarsku vlnu projevů sympatií. Na konci roku 1865 Buchser plánoval pro sál Národní rady nástěnnou malbu s vyobrazením nejvýznamnějších amerických osobností té doby, která měla vyjádřit solidaritu Švýcarska s USA. Přestože se mu během čtyřletého pobytu v Americe podařilo vytvořit portréty mnoha významných osobností, generál Ulysses S. Grant odmítl dát souhlas, neboť byl portrétován i jeho protivník Robert Edward Lee. Z tohoto důvodu se skupinový portrét neuskutečnil a plán zanikl.

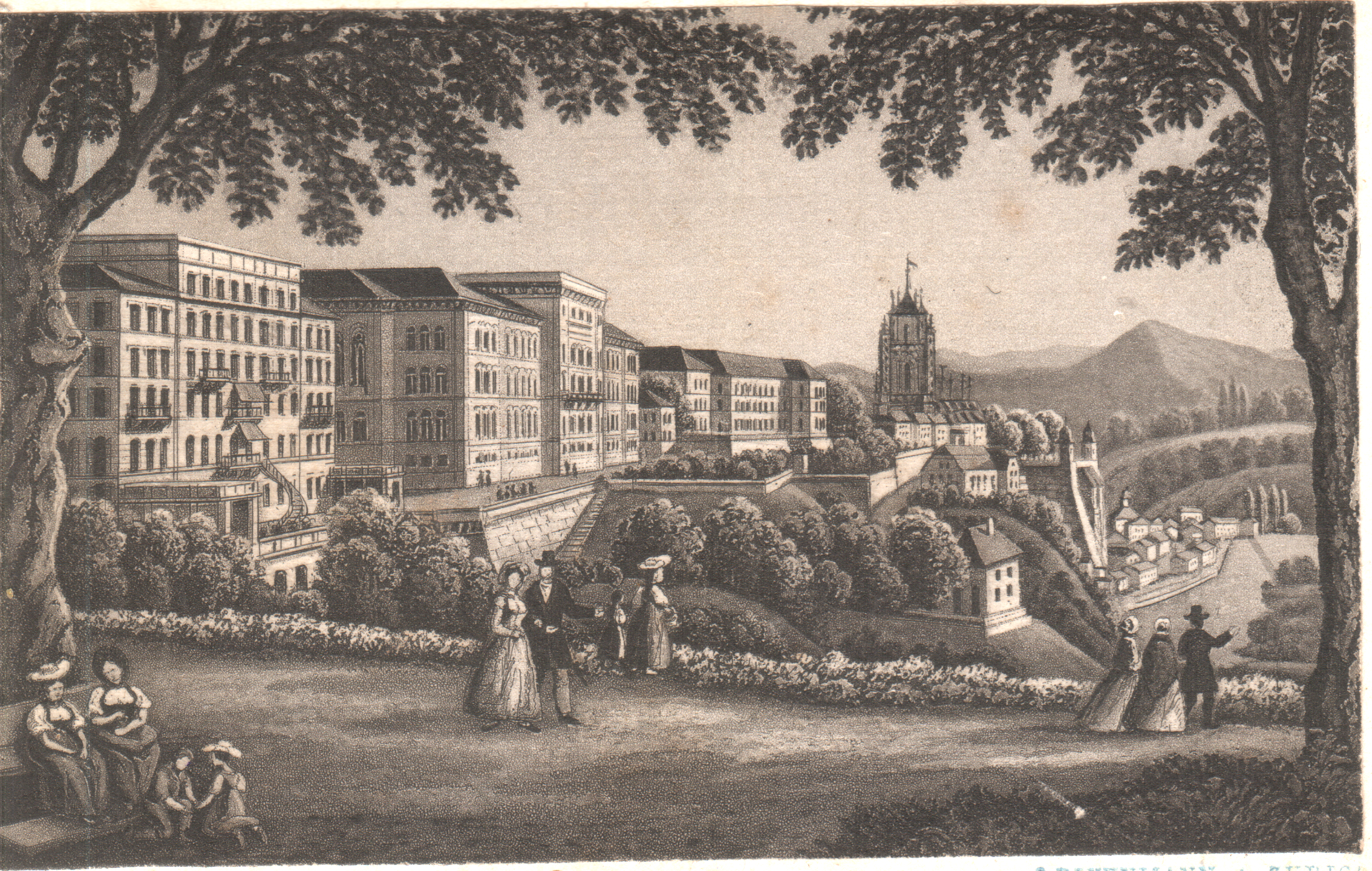
Budova Spolkové radnice na malbě Rudolfa Johanna Dinkenmanna z roku 1830
Radnice v roce 1854
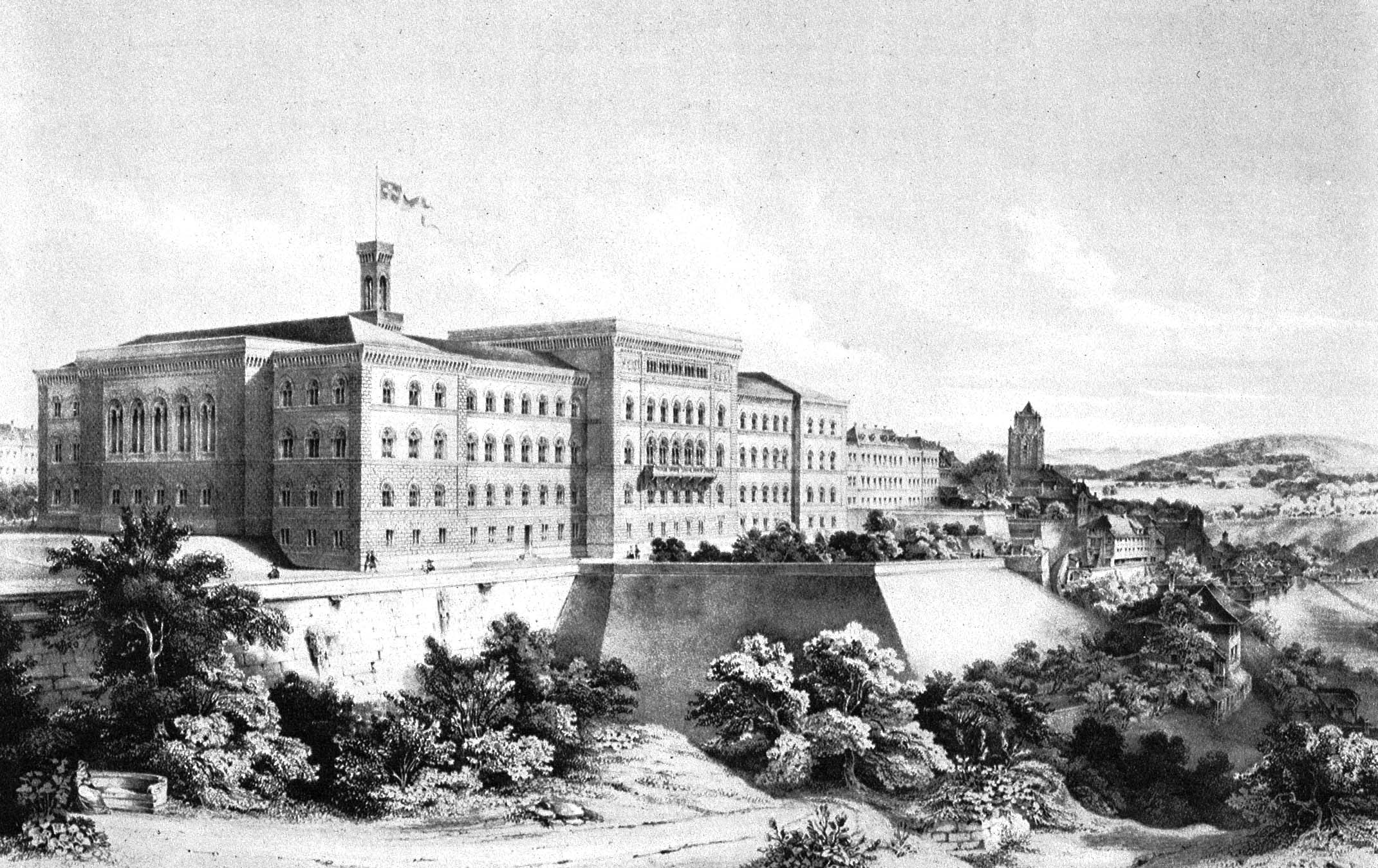
Spolková radnice v roce 1857
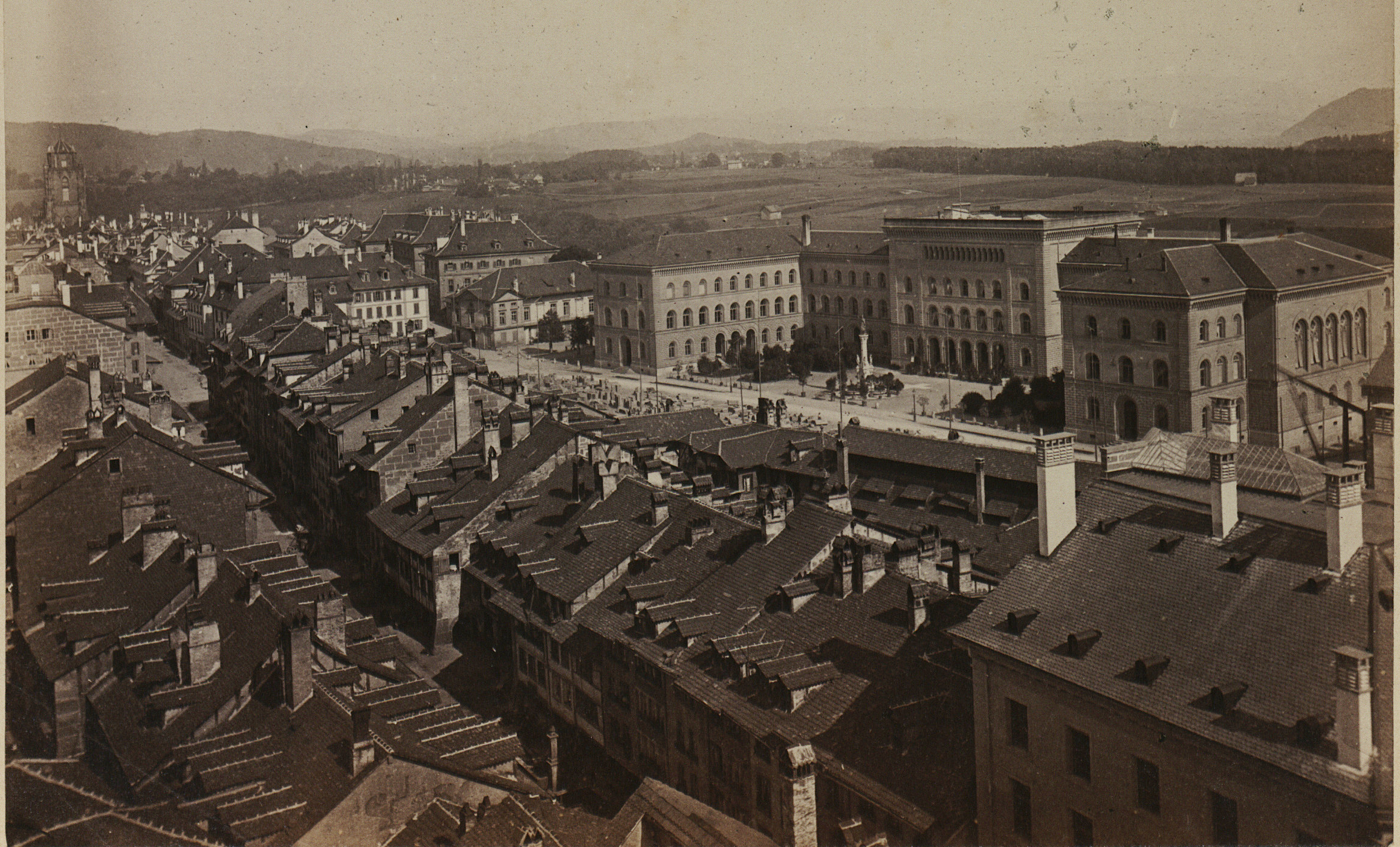
Radnice na fotce z roku 1863
1854

### Východní budova

#### Architektonická soutěž
Když 29. května 1874 vstoupila v platnost celková revize spolkové ústavy, došlo k významnému přesunu pravomocí z kantonů na Konfederaci. Rychle rostoucí spolková správa si brzy stěžovala na akutní nedostatek prostor. Spolková rada vyzvala město, aby poskytlo dostatečné kancelářské prostory pro četné nové spolkové úřady. Bern však nebyl schopen tento požadavek splnit. V roce 1876 proto město postoupilo státu odpovědnost za přístavby a nové budovy. V roce 1861 bylo třetí patro středního křídla poskytnuto Bernskému uměleckému spolku. Přemístění jejích sbírek do nového muzea umění v roce 1879 pouze dočasně zmírnilo nedostatek prostoru.
V roce 1876 získala spolková vláda jako stavební pozemek také Kleine Schanze západně od hotelu Bernerhof. Vyhlásila soutěž na administrativní budovu, která měla sloužit vojenskému, železničnímu a obchodnímu oddělení. Již o rok později bylo od projektu upuštěno; dnes na tomto místě stojí Památník Světové poštovní unie. V roce 1880 zakoupila konfederace budovu Inselspital, která byla od spolkové radnice oddělena budovou zvanou Casino. Původní plán počítal s přestavbou Inselspitalu, ale Národní rada požadovala novou budovu. Spolkový stavební inspektorát přišel s myšlenkou postavit ve druhé etapě budovu parlamentu mezi novou budovou a stávající spolkovou radnicí (tj. na místě Casina). Dne 23. února 1885 v souladu s tímto záměrem vypsala Konfederace architektonickou soutěž. Porotci byli architekti Louis Bezencenet, James Édouard Collin, Johann Christoph Kunkler, Heinrich Viktor von Segesser a Arnold Geiser a také Arnold Flückiger, asistent vrchního stavebního dozoru.

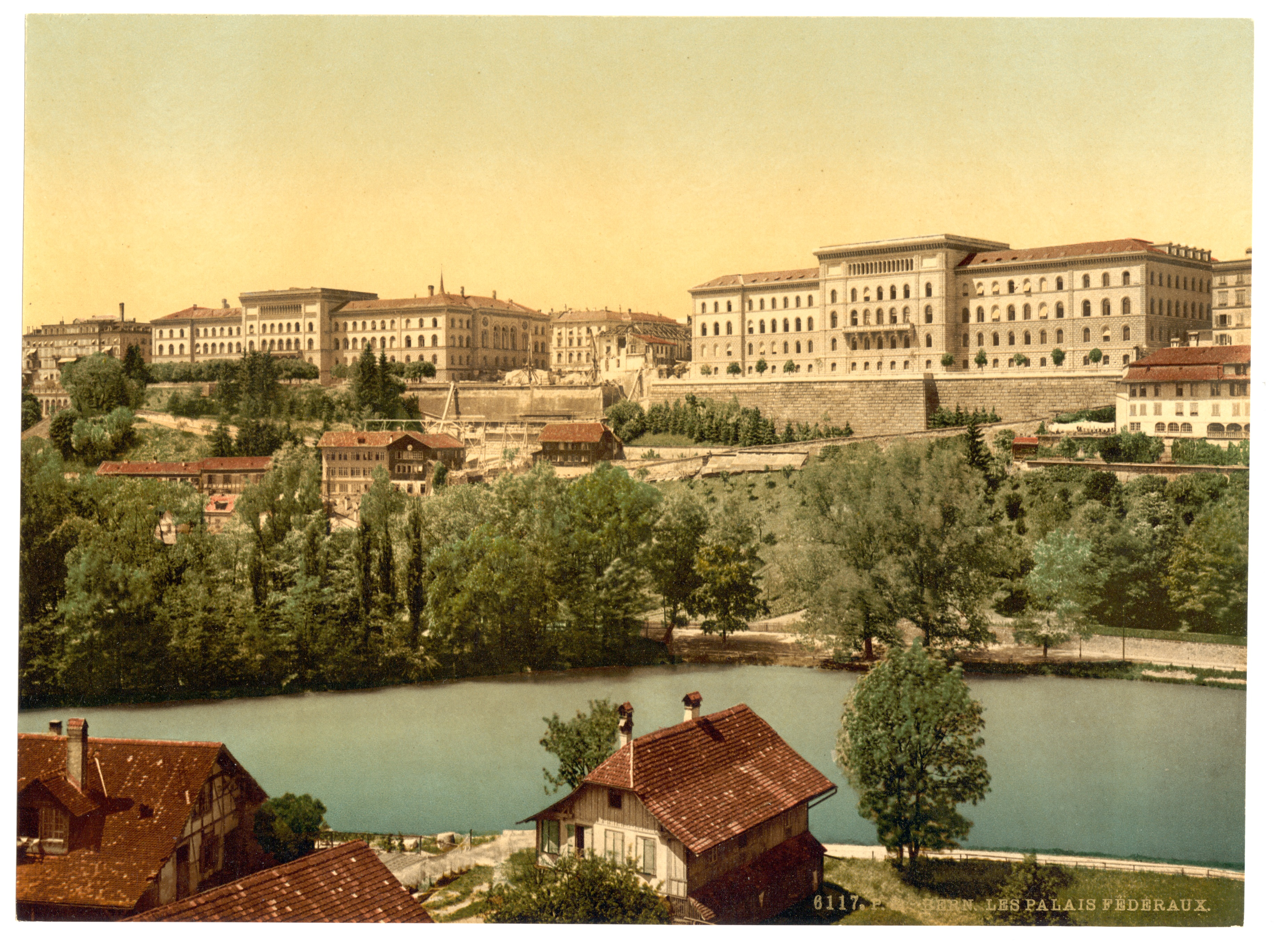
Oba paláce na společném obrazu z roku 1896

Z 36 předložených návrhů získal první cenu návrh Alfreda Friedricha Bluntschliho a druhou cenu návrh Hanse Wilhelma Auera. Bluntschli vážil architekturu podle účelu budov. Nový Bundeshaus Ost měl být kompaktním, skromným administrativním křídlem a budova parlamentu měla mít podobu přísně klasického řeckého kruhového chrámu. Auer naproti tomu nepřijal hierarchickou strukturu. Navrhl symetrický komplex budov, který zahrnoval spolkovou radnici jako západní budovu. Pro východní budovu přijal jeho styl kruhového oblouku, zatímco pro hlavní budovu upřednostnil novorenesanční styl. V souladu s tehdy převládající architektonickou teorií, která byla do značné míry ovlivněna Gottfriedem Semperem, porota kritizovala Auerovu symetrii jako funkčně nesrozumitelnou. Kritizovala zejména kupoli, která nebyla umístěna nad důstojnou radní síní, ale nad profánním schodištěm. Auer vycházel ze svého návrhu Kapitolu ve Washingtonu a argumentoval tím, že kopule korunuje parlament jako celek a neupřednostňuje žádnou ze dvou rovnocenných rad.

#### Stavba
Spolkové správě a poslancům se však Auerův návrh kopule zalíbil. V roce 1887 Federální shromáždění zrušilo rozhodnutí poroty a zadalo Auerovi zakázku na stavbu východního křídla. Bluntschliho ignorovalo s odůvodněním, že v soutěži šlo především o základní návrh; o podobě budovy parlamentu se mělo rozhodnout až později. Inselspital, který stál od roku 1884 prázdný, byl v roce 1887 zbourán. Stavební práce na Bundeshaus Ost začaly koncem roku 1888 a byly dokončeny v květnu 1892. Zatímco ve „Spolkové radnici“ (od roku 1895 známé jako Bundeshaus West/Východní budova) byl mramor jako dekorační kámen používán jen střídmě, v interiéru východního křídla bylo použito devět různých druhů kamene. Rozsáhlý stavební projekt poskytl příležitost k povýšení Spolkového stavebního dozoru na Ředitelství spolkových budov, z něhož se vyvinul dnešní Spolkový úřad pro budovy a logistiku.

### Třetí budova

#### Architektonická soutěž

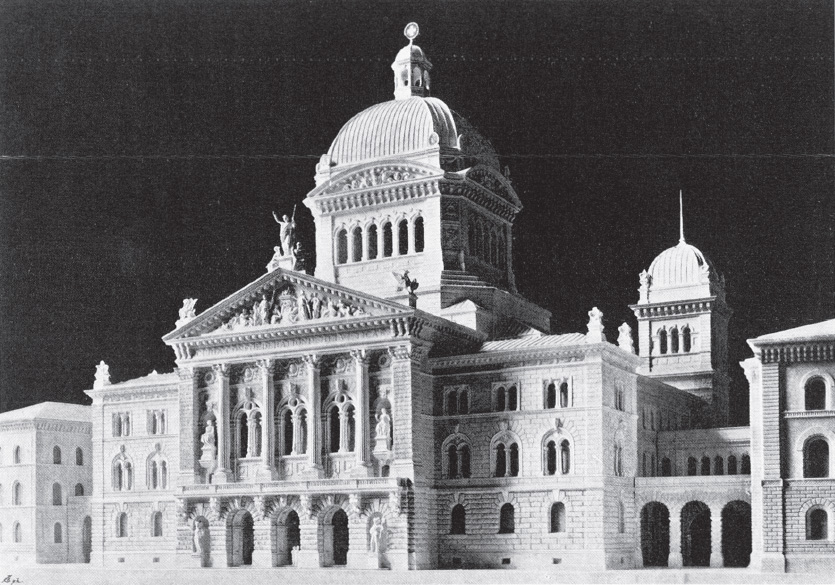
Sádrový model budovy parlamentu v Bernu od Anselma Laurentiho

V roce 1891 byli architekti Auer a Bluntschli vyzváni k účasti v další architektonické soutěži. Na výslovné přání Spolkové rady byla porota mezinárodní. Jejími členy byli Léo Châtelain, Ernst Jung, Hans Konrad Pestalozzi (starosta Curychu), Heinrich Reese (stavební inspektor kantonu Basilej-město), Friedrich Wüest (národní rada a starosta Lucernu) a Arnold Flückiger (ředitel spolkových staveb) a dále Francouz Gaspard André a Němec Paul Wallot (architekt budovy Říšského sněmu v Berlíně). Soutěže se zúčastnili i další architekti.
Bluntschli si byl vědom toho, že Bundeshaus Ost je hotovou věcí a že bez kopule by budova parlamentu mezi symetrickými budovami jen těžko vynikla. Upustil od architektonické zdrženlivosti a pokusil se překonat svého konkurenta pompézní kopulovitou stavbou připomínající pařížský Palais du Trocadéro. Ve srovnání s tím působil Auerův návrh umírněně a zdrženlivě. Přesto se porota nedokázala rozhodnout, protože kupoli nad vestibulem místnosti stále považovala za „monstrózní“. Dne 30. června 1891 rozhodla Spolková rada z vlastního rozhodnutí ve prospěch Auera. Národní rada dala souhlas k příslušnému stavebnímu rozhodnutí 24. března 1893, následně 30. března 1894 i Rada kantonů.

#### Plánování interiéru
Auer vypracoval prováděcí plány a zohlednil kritiku svých kolegů. Rozšířením kopulovitého prostoru do tvaru řeckého kříže mu dal charakter předsíně. Schodiště navrhl po vzoru pařížské Opéra Garnier jako volně stojící, mostu podobnou konstrukci. Také se chopil návrhu Schweizerische Bauzeitung, aby kopulovitému sálu dodal vyšší status přidáním soch. Sochař Anselmo Laurenti vytvořil sádrový model, který byl v roce představen roku 1895 a následujícího roku vystaven na národní výstavě v Ženevě.
Auerovým záměrem bylo symbolizovat v budově parlamentu celé Švýcarsko. Aby mohl tento cíl uskutečnit, přisoudil ve svých plánech ústřední roli stavebním a dekorativním kamenům. V této souvislosti zamýšlel komplexní národní prezentaci hornin, přičemž do budovy měla být reprezentativně zakomponována všechna známá a již využívaná ložiska v zemi s využitím různých druhů hornin. Tohoto cíle se nepodařilo plně dosáhnout, ale byly použity všechny významné švýcarské horniny. Ty ztělesňují rozmanitost země z hlediska petrografického, geologického a spolkového. Za zvláštní pozornost stojí téměř úplné využití hornin, které byly od 18. století používány dílnami Funk v Bernu a Doret ve Vevey pro výhradně exkluzivní účely. Kromě toho byla použita řada dekorativních a sochařských kamenů z Belgie, Francie a Itálie, včetně carrarského mramoru a savonniérského vápence, které jsou pro sochařské účely nepostradatelné. V architektuře Federálního paláce převládá švýcarský vápenec. Mezi další skupiny kamene použité ze švýcarských lomů patří mramory, pískovce, ruly, žuly a serpentinity.
Při stavbě budovy bylo použito celkem 30 druhů hornin ze 13 různých kantonů a polokantonů. Zastoupeny jsou téměř všechny tektonické strukturní jednotky Švýcarska staré pět až tisíc milionů let: krystalinické podloží Aarského masivu a Gotthardského masivu, helvétské a peninské horniny, jižní Alpy, vápence pohoří Jura a molasy Centrální plošiny. Důmyslné využití těchto hornin je v dějinách švýcarské architektury jedinečné.
Auer naplánoval i ostatní části projektu Federálního paláce. Většinu z 38 švýcarských umělců vybral osobně a zavázal je, aby pracovali podle jeho podrobných specifikací. Jeho přístup byl podobný přístupu jeho učitele Theophila von Hansena, který rovněž vypracoval a důsledně realizoval ikonografický program pro budovu rakouského parlamentu. Ne vždy však měl Auer při výběru umělců volnou ruku. Spolkový rada Adrien Lachenal, jehož ministerstvo vnitra mělo na starosti mimo jiné výstavbu a umění, zadal některé zakázky sám, protože se mu zdálo, že francouzsky mluvícímu Švýcarsku byla věnována příliš malá pozornost. Na stavebních pracích se podílely pouze švýcarské firmy. Díky bohaté a symbolické ikonografii zobrazující historii, ústavní základy a činnost obyvatel země vytvořil Auer švýcarský národní památník.

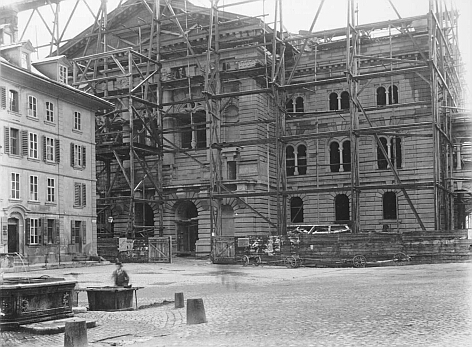
Stavba budovy parlamentu v roce 1899

#### Stavba
Spolková vláda odkoupila pozemek kasina od města a 5. září 1894 byla zahájena stavba budovy parlamentu. Spolková terasa na jižní straně byla prodloužena, ale ne až k mostu Kirchenfeldbrücke, jak bylo původně plánováno. Vztyčení velké kopule bylo slavnostně zahájeno 11. dubna 1900 a budova parlamentu byla slavnostně předána 1. dubna 1902 ráno. Náklady na výstavbu budovy parlamentu činily 7,2 milionu švýcarských franků (v dnešní hodnotě asi 700 milionů Kč). Z toho 16,2 % bylo vynaloženo na uměleckou výzdobu.

### Po otevření

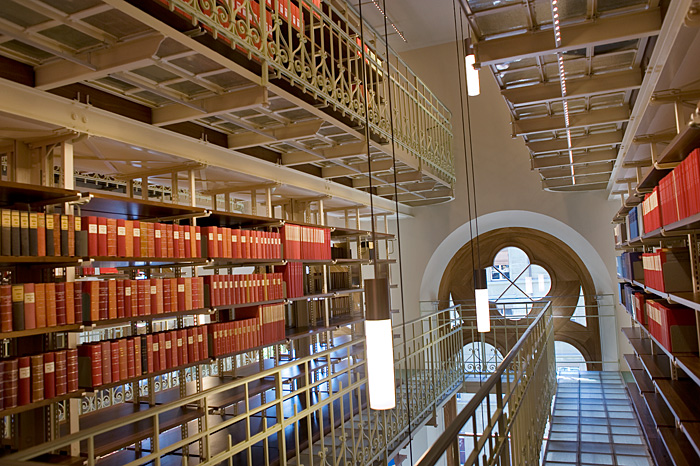
Parlamentní knihovna v bývalé sněmovně Národní rady

Po otevření parlamentní budovy byly dvě zasedací místnosti v budově Bundeshaus West odstraněny; o jejich původním využití se můžeme jen dohadovat. Na místě sálu Rady kantonů byly zřízeny kanceláře a poštovní úřad (v provozu do roku 2005). Bývalá komora Národní rady byla zmenšena a dále rozdělena železnou konstrukcí se schody a chodníky. Od roku 1904 zde sídlí knihovna, která je k dispozici zaměstnancům federální správy a poslancům.
V průběhu času muselo být využití prostor v budově parlamentu opakovaně přizpůsobováno měnícím se, často krátkodobým potřebám. Kromě nezbytných technických vylepšení byla budova zejména v šedesátých letech 20. století přestavěna tak, aby odpovídala duchu doby. V řadě místností byly zakryty nebo vybourány klenby, stropy a konstrukce stěn. Přetřením barevných tapet bílou barvou a nahrazením štuků sádrokartonem vznikly rádoby moderní místnosti. V roce 1965 začalo ve třetím patře nad sněmovnou Rady kantonů fungovat studio rozhlasu a televize, což si vyžádalo instalaci masivního betonového stropu se širokým rozpětím. Protože se stále intenzivněji využívaly i podkrovní místnosti, zdálo se vhodné zazdít lunetová okna do klenutého sálu. V důsledku toho do sálu nepronikalo více přirozeného světla a působil ponurým dojmem.

### 21. století

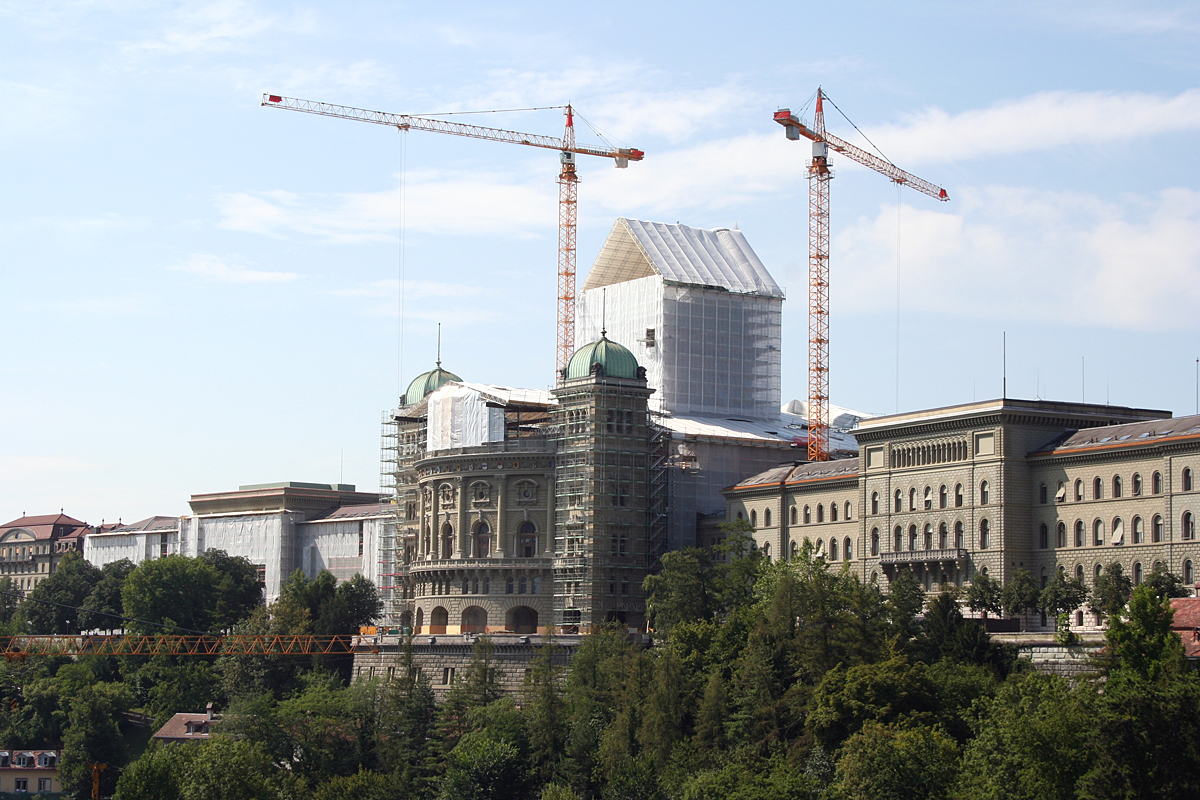
Budova při rekonstrukci v roce 2006

V roce 1950 představil architekt Martin Risch projekt přestavby, který měl vyřešit prostorové problémy federální správy. Podle jeho představy měla být kopule odstraněna a nahrazena čtvercovou věží, v níž by byly umístěny kanceláře.
V roce 1991 se výbor Národní rady pověřený přípravou parlamentní reformy rozhodl prověřit rozsáhlé rozšíření prostor parlamentu a v projektové soutěži zvítězil návrh Maria Botty na rozšíření v podobě stavby podobné citadele na svahu pod budovou parlamentu. Proti projektu byly vzneseny masivní námitky z hlediska památkové ochrany a urbanismu. Dne 17. března 1993 Národní rada na žádost výbor od projektu nakonec upustil z důvodu špatné finanční situace spolkové vlády. Na podzim roku 1993 prošla Sněmovna národní rady první komplexní rekonstrukcí od svého otevření. Z tohoto důvodu zasedali radní poprvé v historii v Ženevě. V roce 1999 se na návrh státního rady Dicka Martyho rozhodlo Federální shromáždění uspořádat jarní zasedání v roce 2001 v Luganu. To také umožnilo zrekonstruovat sněmovnu Rady kantonů.

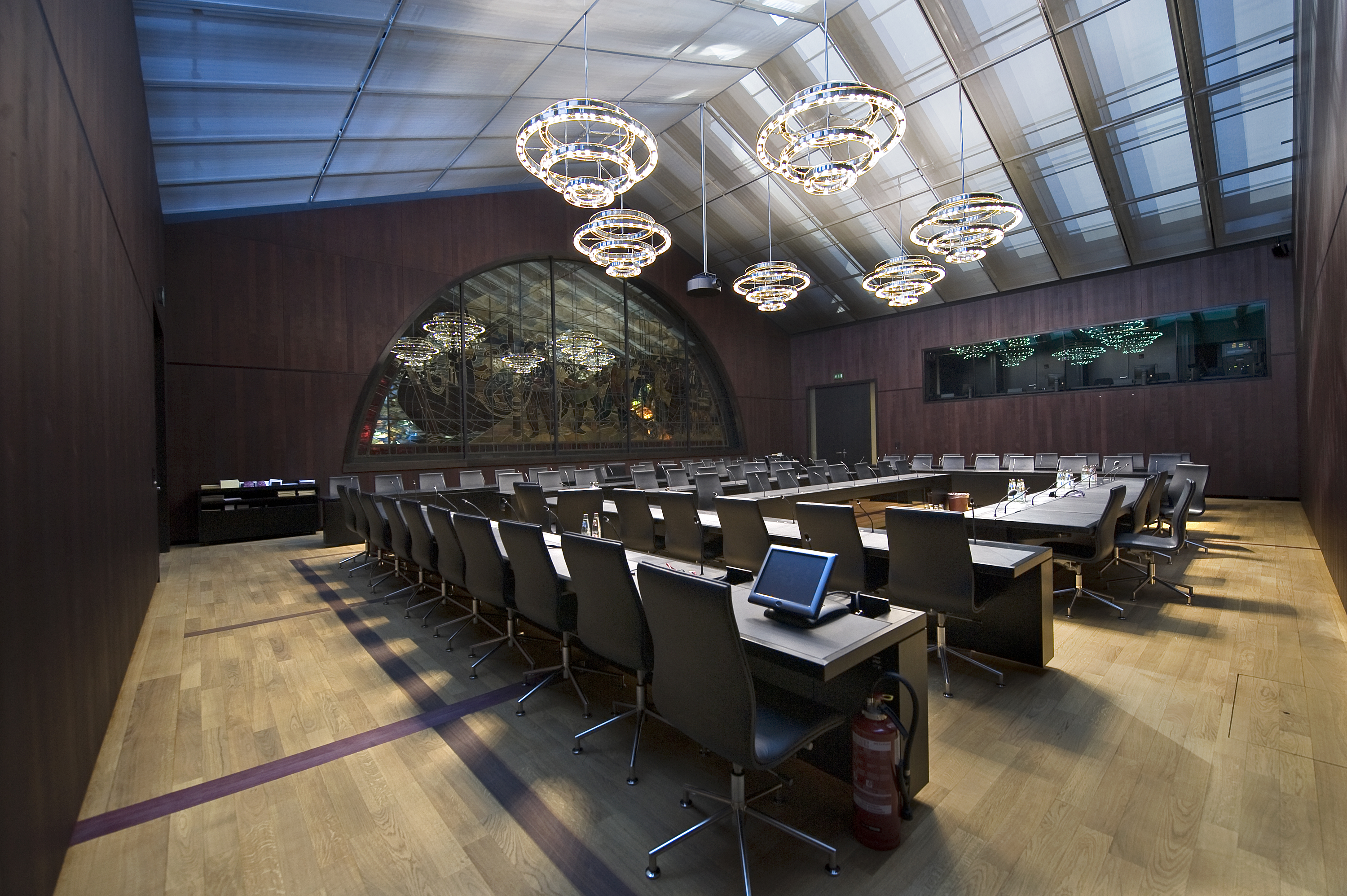
Jedna z nově vytvořených zasedacích místností poslaneckého klubu ve třetím patře budovy Parlamentu

Rozdílné požadavky poslanců, médií a administrativy při využívání Spolkového paláce vedly ke stále větším organizačním problémům. Parlamentní skupiny kritizovaly nedostatek místností pro schůze a sekretariáty a jednotlivá pracoviště poslanců byla příliš vzdálena od zasedací síně v nejvyšším patře východní budovy Federálního paláce. Kromě toho měly být kompletně zmodernizovány služby budovy a budova parlamentu měla opět sloužit především potřebám členů Rady, přičemž měl být kladen větší důraz na architektonickou a uměleckou koncepci Hanse Wilhelma Auera. První etapou bylo přemístění pracovišť zástupců médií. Za tímto účelem bylo v období od října 2003 do května 2006 vybudováno nové mediální centrum v budovách na Bundesgasse 8-12 (naproti Bundeshausu West); náklady na výstavbu a vybavení dosáhly 42,5 milionu švýcarských franků. Práce na Bundeshausu West byly zahájeny v únoru 2005 a trvaly něco málo přes tři roky. Zaměřily se především na renovaci fasády a střechy. Kromě toho byly vytvořeny nové pracovní prostory, přestavěno horní patro a provedena různá bezpečnostní a protipožární opatření.

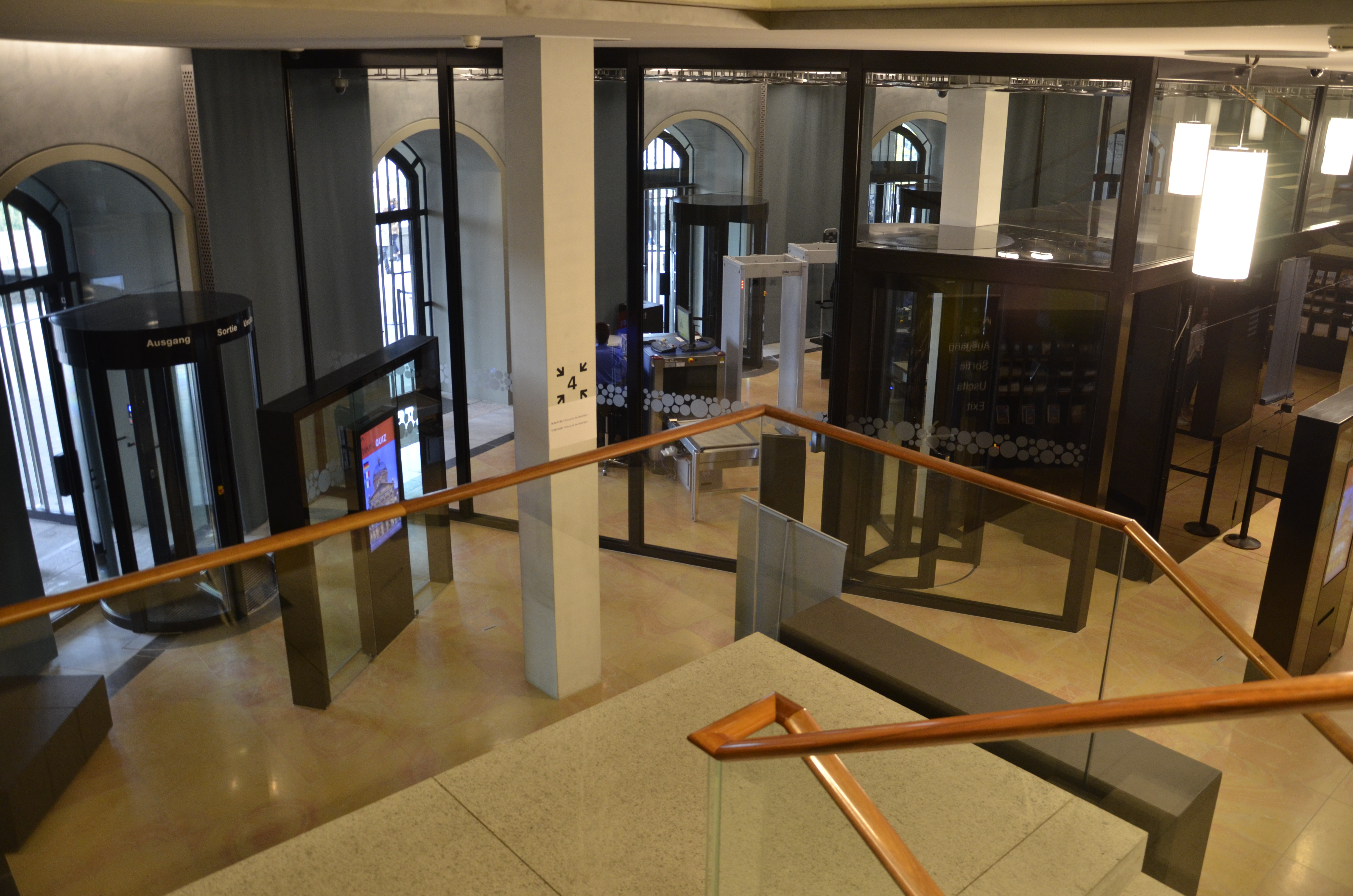
Návštěvnický vchod, který byl přestavěn v roce 2019

Pod vedením architektonické kanceláře Aebi & Vincent byla v červnu 2006 zahájena první komplexní rekonstrukce a obnova budovy parlamentu. Národní rada a Rada kantonů na ni schválily celkem 83 milionů švýcarských franků v rámci programů občanské výstavby z let 2004 a 2006. Po zohlednění inflace a různých dodatečných nákladů dosáhly konečné náklady 103 milionů franků.
Ve třetím patře vznikly pracovny pro poslance, zasedací místnosti pro parlamentní skupiny a multifunkční konferenční místnost. Otevřením lunetových oken (v zadní části osvětlených střešními okny), očištěním vnitřních stěn od nečistot, opravou prasklin a odstraněním nedávného nábytku se klenutý sál proměnil zpět ve světlou místnost s denním světlem a reprezentativním působením. Prodloužené točité schodiště a nové výtahy zlepšily vertikální přístup. Pod sálem Národní rady vznikl nový vstup pro návštěvníky, pod nímž se nachází nové technické podlaží a IT místnost. Obecně bylo zásadou odstranit modernější zařízení a vybavení a zdůraznit původní prvky. Komplexní rekonstrukcí prošel plášť budovy včetně pískovcových fasád, říms a figur, střecha a kupole, světlíky a osvětlení. V sále Národní rady byly obnoveny služby budovy, hlasovací systém, překladatelský systém a povrchy. Během nejintenzivnější fáze renovace se v roce 2006 ve Flimsu konalo podzimní zasedání Národní rady a Rady kantonů. Oficiální a slavnostní otevření renovované budovy parlamentu proběhlo 21. listopadu 2008.
V létě a na podzim roku 2011 proběhla rekonstrukce sálu Rady kantonů a od září 2012 do března 2016 byla dokončena rekonstrukce východní budovy. Kromě selektivní obnovy pláště budovy zahrnovala zejména komplexní rekonstrukci interiéru s vyčištěním struktury místností a obnovou stavební a zabezpečovací techniky. V souvislosti s touto rekonstrukcí stavební dělníci na podzim 2012 odkryli klenuté sklepy bývalého Inselspitálu. Mohutné místnosti z velkých pískovcových kvádrů kdysi sloužily k uskladnění přírodních zdrojů, z nichž se financovala nemocnice a péče o pacienty. Součástí rekonstrukce byla také výměna oken, přičemž nová okna byla vyrobena v České republice. Skupina 38 poslanců dokonce podpořila výzvu, aby se úřady v budoucnu chovaly při výběru dodavatelů „vlastenečtěji“.
V létě 2019 byl z bezpečnostních důvodů přestavěn vstup pro návštěvníky na straně Bundesterrasse.
U příležitosti 175. výročí spolkové ústavy bylo 12. září 2023 slavnostně otevřeno umělecké dílo „Tilo“, které bylo vztyčeno na štítu budovy parlamentu a jehož název je poctou první černošské národní radní Tilo Freyové. Dílo navrhla basilejská umělecká dvojice Renée Levi a Marcel Schmid a ručně ho vyrobil výrobce keramiky v Sarnenu.

## Budova parlamentu

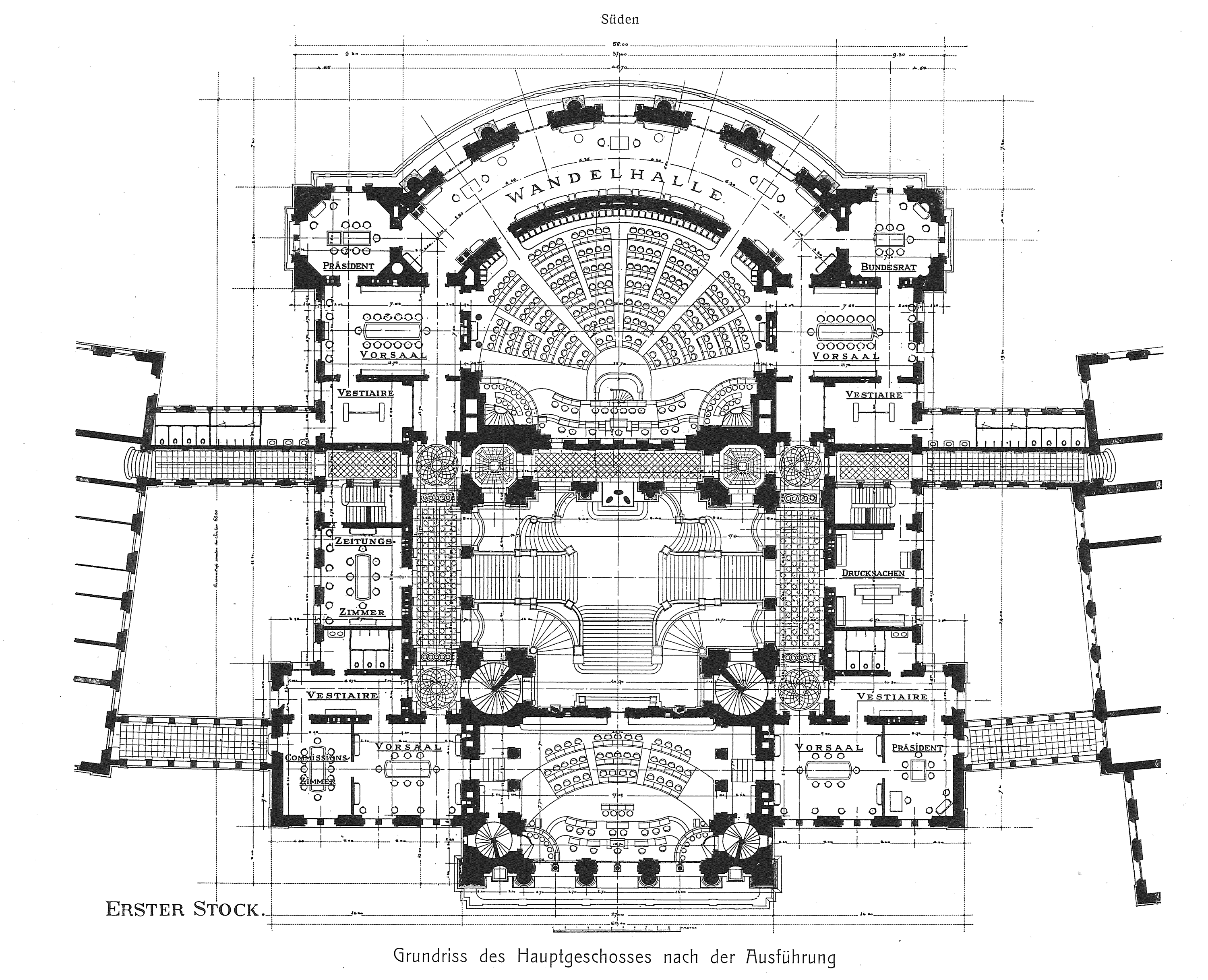

Hans Wilhelm Auer navrhl pro budovu parlamentu obrazový program, který zahrnuje tři témata. Za prvé, národní dějiny jsou zobrazeny pomocí zakladatelských mýtů, významných institucí, osob, míst a dat. Za druhé jsou zdůrazněny ústavní základy, jejich ochrana a obecné státní ctnosti. Zatřetí architektura a vybavení představují kulturní, materiální, politickou, geografickou a ekonomickou rozmanitost Švýcarska. Auer svůj záměr jasně vyjádřil již v roce 1885 ve vysvětlující zprávě ke svému prvnímu návrhu:
| „                         | Cílem je vytvořit dílo, které bude zemi sloužit k věčné slávě, symbol švýcarské jednoty a svornosti, nejvyšší výraz národního smyslu pro umění ... Zde, při pohledu na alpský řetěz...nechť vyrůstá švýcarský Kapitol ... pomník jeho pevně zakotvených institucí, jeho bezpečných poměrů, jeho požehnané prosperity, výraz vědomí jeho národní síly a jeho státní nezbytnosti | “ |
| — Hans Wilhelm Auer, 1885 | |   |

### Půdorys

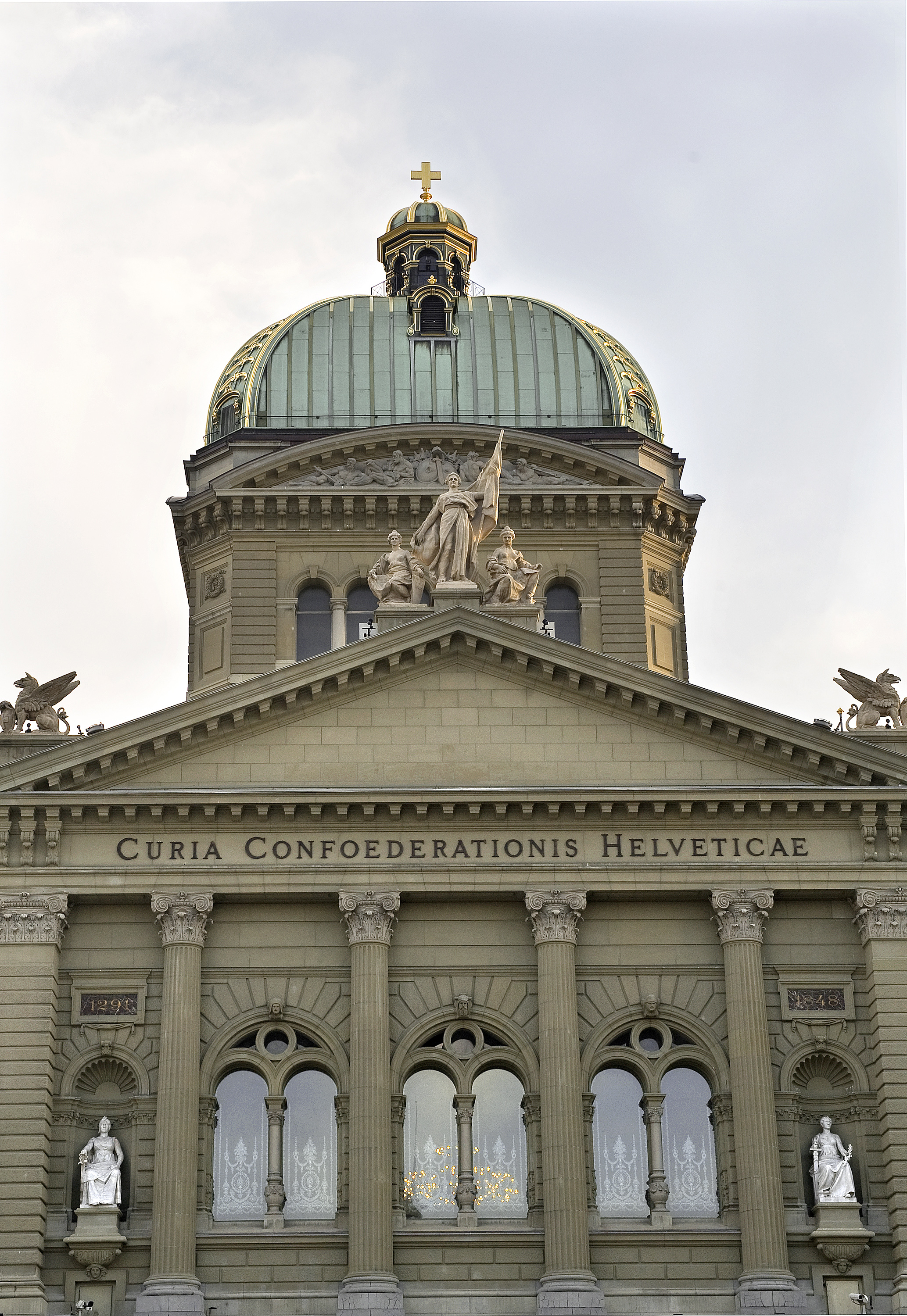
Detail portikusu před vytvořením uměleckého díla v roce 2023

### Fasáda a kupole
Budova parlamentu se prezentuje jako obdélníková stavba zakončená tamburem s nápadnou kopulí. Před severním průčelím se nachází chrámový portikus, zatímco jižní průčelí má dvě nárožní věže a široký výstupek uprostřed. Obvodový plášť budovy tvoří převážně masivní ploché kvádry z bernského pískovce se širokými spárami, sokly jsou z vápence různé světlosti a původu.
V prvních letech po dokončení měla kopule s měděným pláštěm červenou barvu, ale zhruba po čtvrtstoletí se na ní vytvořila charakteristická tyrkysově zelená patina. Žebra klenby jsou pokryta plátkovým zlatem. Na vrcholu kopule, na lucerně ve výšce asi 60 metrů, se nachází pozlacený švýcarský kříž. Kopuli podpírá čtvercový tamburic s 22 okny (odpovídajícími počtu tehdejších kantonů). Nad okny jsou segmentové reliéfy na frontonu od Richarda Kisslinga, které symbolizují bdělost: Na západní straně je „Hochwacht“ s orlím okem, na východní straně „Hügelwacht “s dřevěnou pažbou signálního ohně, na severní a jižní straně „Talwacht“ se strážemi utábořenými kolem stohu zbraní.

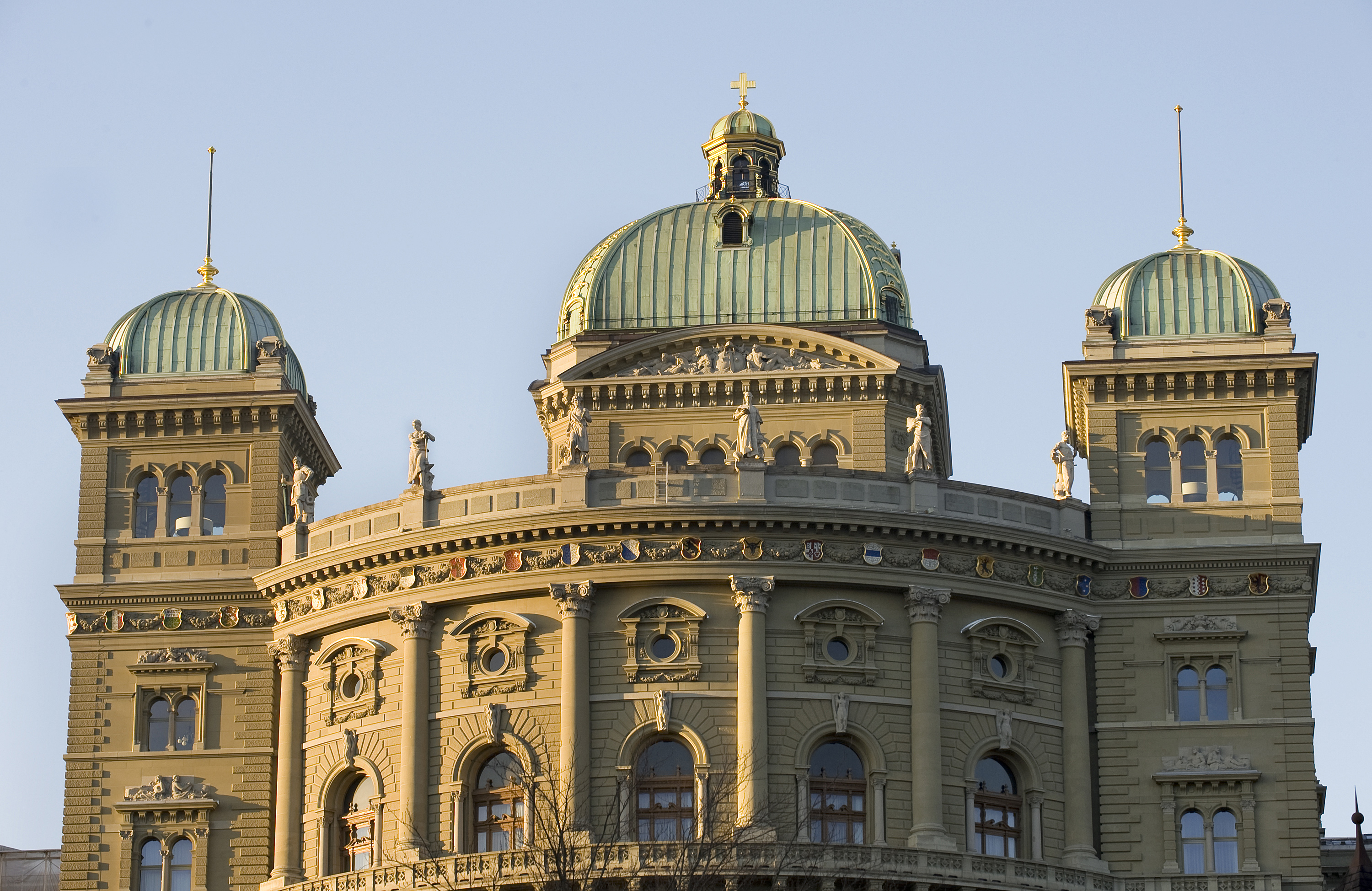
Federální palác z jižní strany

Čtyři kompozitní sloupy rozdělují portikus na pět polí. Ve třech středních polích se nacházejí kulatá okna sálu státní rady, která jsou zdobena rozetami. Jejich klíčové kameny, navržené Josefem Vetterem, mají podobu hlav bojovníků s helmami, které představují tři starověké švýcarské kmeny: zleva doprava jsou to Alamani, Burgunďané a Lombarďané. Ve výklencích vedle oken jsou dvě alegorické sochy od Jamese Viberta. Ženská postava vlevo se dvěma přetrženými pouty na řetězu symbolizuje svobodu; v poli nad ní je zlatým písmem vyveden letopočet 1291, který připomíná Přísahu z Rütli. Ženská postava vpravo drží v rukou palmovou ratolest a meč jako ztělesnění míru; zlaté datum 1848 v poli nad ní odkazuje na přijetí spolkové ústavy.
Vstupní prostor je rovněž rozdělen do pěti částí. Do interiéru budovy parlamentu vedou tři portály, ve dvou výklencích vedle nich jsou umístěny sochy od Maurice Reymonda. Vlevo stojí historik minulosti, starý muž, který čte a podává vstupujícím poslancům knihu o historii jako vodítko pro jejich jednání. Vpravo píšící mladý muž, historik současnosti, připomíná týmž poslancům, že jejich rozhodnutí se natrvalo zapíší do dějin. Reymond je rovněž autorem klíčových kamenů nad vstupní branou. Mužské hlavy mají vstupujícím připomínat ctnosti; vlevo hlava s vlčím kožichem představuje odvahu, uprostřed hlava s kukuřičnými klasy a dubovými listy ve vlasech moudrost a vpravo hlava s býčí čepicí sílu.
Nad průběžnou balkonovou římsou organizuje zaoblenou část jižní fasády šest kompozitních sloupů. Na pilastrech na atice stojí šest soch zobrazujících různé představitele lidu a jejich profese. Zleva doprava jsou to bojovník, řemeslník, umělec, učenec, obchodník a zemědělec. Autorem prvních tří soch je Karl Alfred Lanz, autorem ostatních je Natale Albisetti. Římsu pod atikou zdobí znaky třiadvaceti kantonů (každý z půlkantonů má společný znak). Koruny oken v obou hlavních patrech nárožních věží jsou dílem Raimonda Peredy. Zobrazují obchod, vědu, průmysl a umění - nejdůležitější profese zde působících poslanců. Okřídlené ženské postavy od Roda zdobí klíčové kameny obloukových oken; jejich symbolickým úkolem je roznášet usnesení parlamentu do země.

### Kuppelhalle

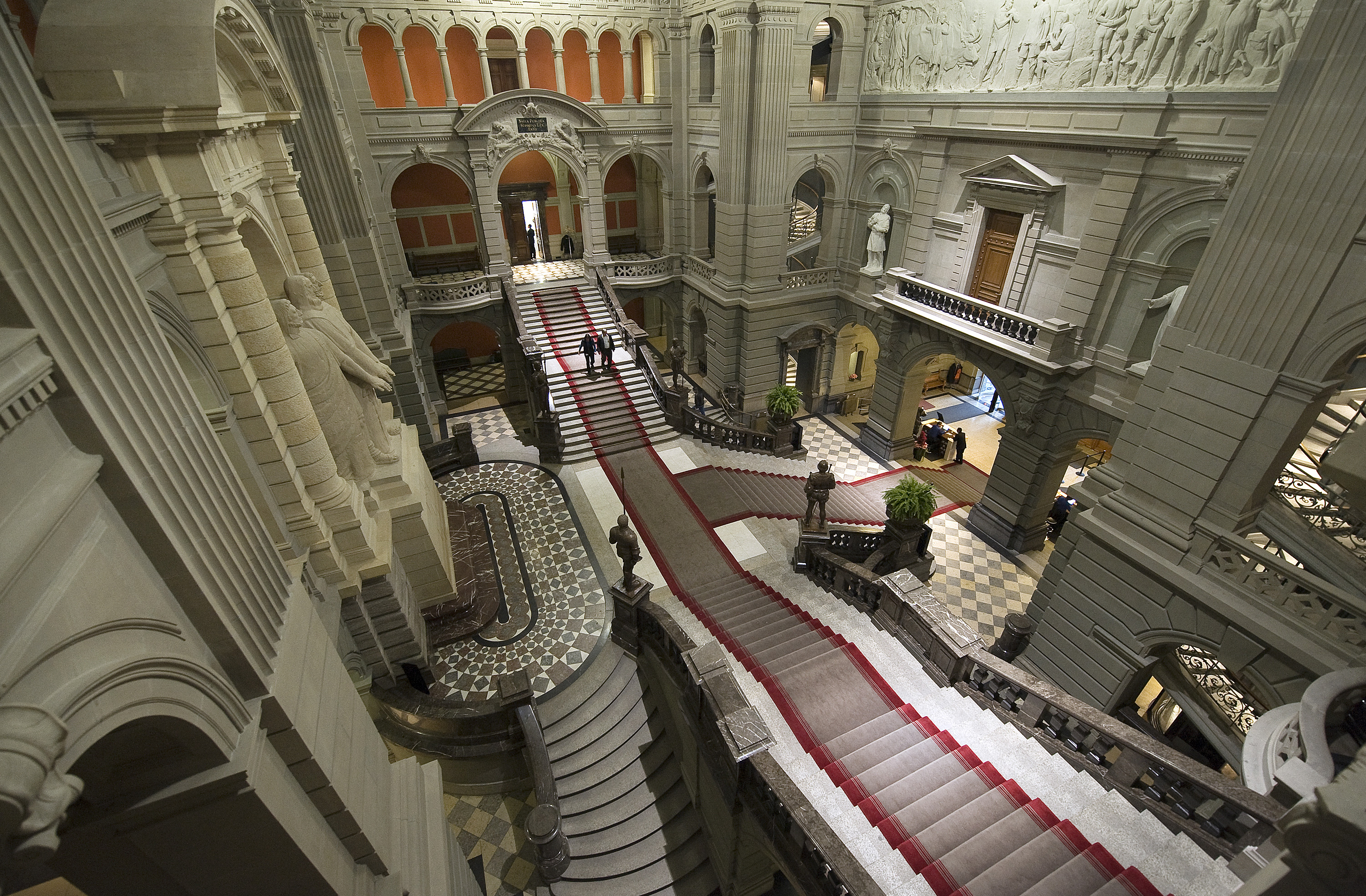
Spodní část Kopulového sálu

Architektonickým těžištěm a nejdůležitější místností budovy parlamentu je sakrálně vyhlížející kupolový sál, který spojuje vstupní prostor s místnostmi Národní rady a Rady států. Jen zde bylo zpracováno 15 různých druhů hornin; hlavně vápenec, ale i mramor a žuly. Půdorys sálu je ve tvaru řeckého kříže. Nad tupými konci kříže se tyčí valené klenby. Sál je zaklenut skleněnou kupolí, nad kterou se tyčí kupole budovy parlamentu. Auer navrhl volně stojící schodiště tak, že dal výstupu po schodech slavnostní charakter. Ve své architektonické inscenaci přidělil představitelům lidu procházejícím roli kněží, kteří musí svými parlamentními akcemi stále znovu nacházet národ.
Malá vstupní hala vpředu je soubor kamenů s nenápadným barevným schématem. To má návštěvníky upozornit na kupolovou halu za ní. Vlevo a vpravo od odpočívadla jsou dvě sochy medvěda od Urse Eggenschwylera. V tlapách drží švýcarský znak a připomínají nám, že Bernova velkorysost umožnila stavbu Spolkového paláce. Svým sezením se medvědi podobají těm na Erlachově pomníku. Na nejnižším sloupku zábradlí schodiště jsou dvě mísy od Jamese Viberta, které charakterizují Švýcarsko rozlišováním hor a údolí. Pravá mísa ukazuje pastýře na skále, jak fouká na alpský roh, zatímco obyvatelé hor hledají úkryt v jeskyních pod nimi. Vlevo rybář vrhající síť představuje obyvatele údolí a pod ním dvě nymfy hrají na lyru ve vlnách.

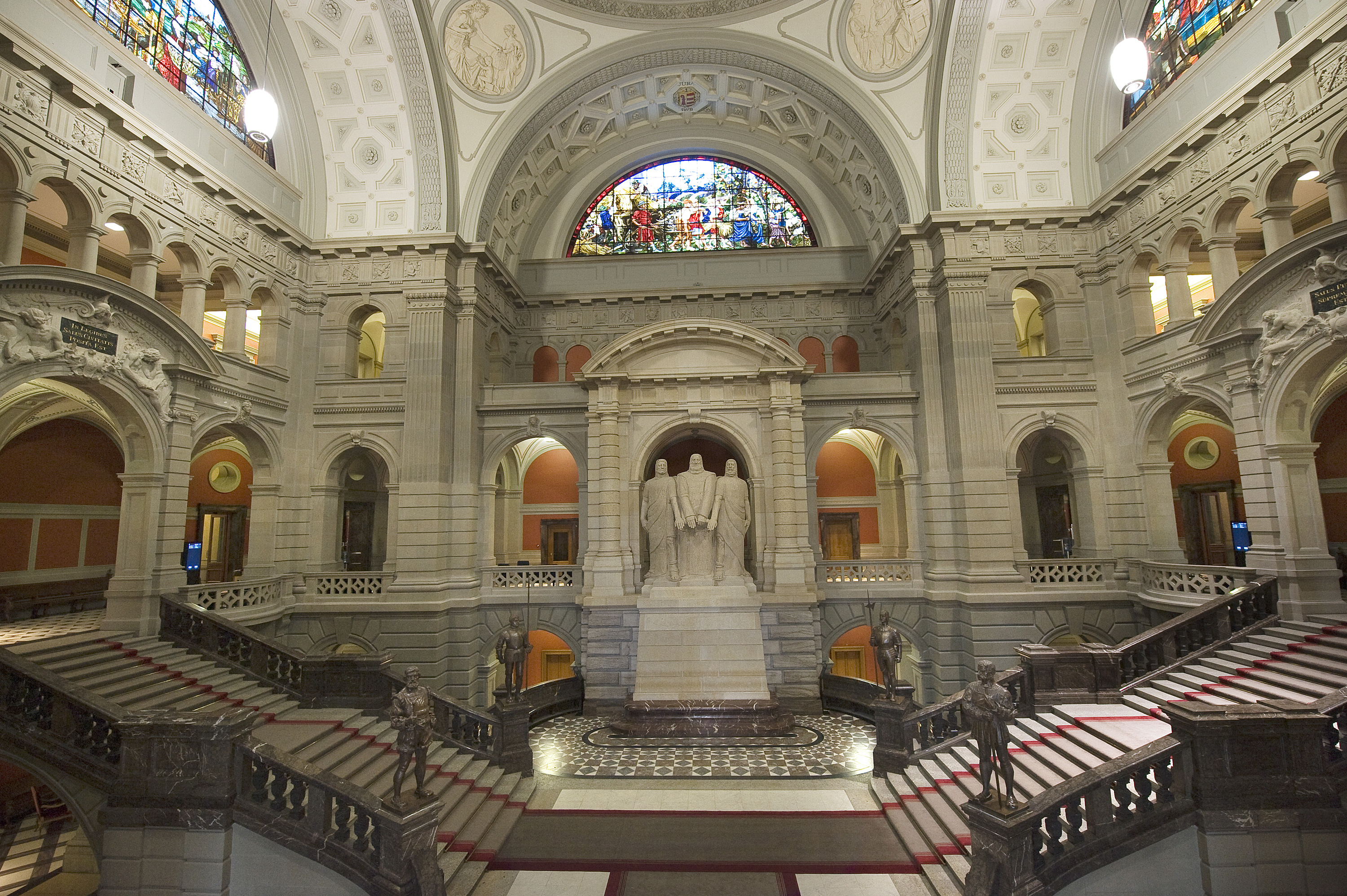
Schodiště se sousoším Tři konfederace a Čtyři landsknechti

Hlavní schodiště ze světlé žuly z Wassenu je záměrně navrženo tak, aby bylo slavnostní a předimenzované. Vede nahoru na plošinu uprostřed haly, kde se rozděluje na dvě ramena vlevo a vpravo. Pódiu na jeho jižní straně vévodí monumentální sousoší Tři konfederace (Die drei Eidgenossen) od Jamese Viberta. Na podstavci, orámovaném obloukem, stojí Werner Stauffacher, Walter Fürst a Arnold von Melchtal, hlavní účastníci Rütliho přísahy. S vážnými výrazy a rozpřaženýma rukama drží v rukou Federální smlouvu. Tři postavy jsou zhotoveny ze žlutého vápence Botticino a dohromady váží 24 tun. Neshody mezi původním vítězem soutěže a porotou vedly k tomu, že podstavec stál při otevření v roce 1902 prázdný. Druhá soutěž o tři roky později nepřinesla uspokojivý výsledek, protože předložené návrhy byly považovány za "příliš teatrální". Nakonec Spolková rada v roce 1910 zadala zakázku Vibertovi. Odhalení sochy se uskutečnilo 15. května 1914, s více než dvanáctiletým zpožděním, a připadlo na zahájení národní výstavy konané v Bernu.
Na sloupech schodiště před ústředním pomníkem stojí čtyři bronzové sochy nazvané Čtyři landsknechti (Die vier Landsknechte), jejichž autorem je rovněž Vibert. Čtyři landschneti jsou realisticky vytvarovaní vojáci v životní velikosti ve zbroji z 16. století, ozbrojení kopím, halapartnou nebo obouručním mečem. Představují čtyři národnostní skupiny Švýcarska - vlevo Německé Švýcary a Rétoromány, vpravo Romandy a Ticiny. Společně tvoří čestnou stráž Třem konfederacím. Z pódia vedou schody do spojovacích chodeb v prvním patře. Segmentové frontony nad schodišti zdobí figurální reliéfy od Luigiho Vassalliho, které jsou uspořádány kolem nápiů. Nad západním schodištěm stojí „Salus publica suprema lex esto“ („Veřejné dobro je nejvyšší zákon“), nad východním schodištěm „In legibus salus civitatis posita est“ („Dobro státu se zakládá na zákonech“). Svorníky nad arkádami v hlavním patře zobrazují ženy v různých tradičních švýcarských krojích.

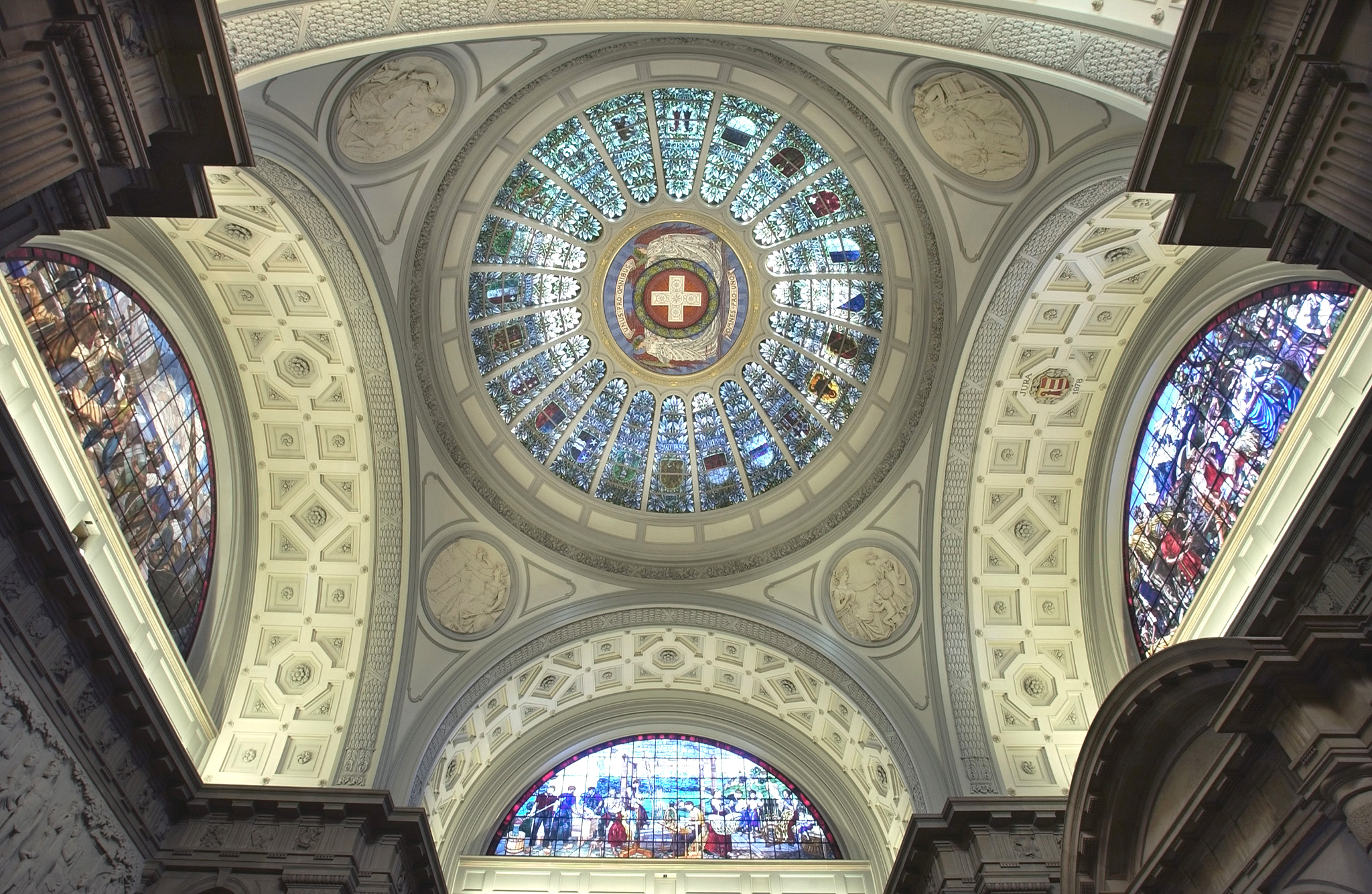
Klenba kopule se znaky všech kantonů ve vitráži. Kanton Jura se nachází ve štuku.

V prvním patře, mezi vstupní halou a kopulovitým sálem, se nachází úzký balkon s čestnou bránou. Je zakončen frontonem a má čistě dekorativní funkci. Po obou stranách tohoto portálu jsou obloukové niky se sochami od Huga Siegwarta. Ta vlevo ztělesňuje Arnolda Winkelrieda jako symbol sebeobětování. Na rozdíl například od Winkelriedova pomníku ve Stansu není hrdina bitvy u Sempachu zobrazen klečící nebo ležící, ale ve vzpřímené poloze. Kopí probodávající jeho hruď jsou naznačena pouze svými hroty. Vpravo je zobrazen Mikuláš z Flüe, patron Švýcarska. Oblečen v dlouhém rouchu, pravou rukou dělá varovné gesto a levou uklidňující gesto. Nad čestnou bránou a sochami je 15 metrů dlouhý reliéfní vlys od Adolfa Meyera. Odkazuje na druhé dějství dramatu Friedricha Schillera Vilém Tell, přesněji na příchod předků, založení města Schwyz a následný odchod části obyvatel do Altdorfu a Stansu.
Na vrcholu kopulovitého sálu je uprostřed skleněné kopule umístěn švýcarský státní znak. Mozaikový znak pochází z dílny Clementa Heatona. Je propleten dubovými listy a nesou ho dvě ženské postavy svobody. Dva prapory nesou heslo: Unus pro omnibus/omnes pro uno („Jeden za všechny/všichni za jednoho“). Kolem mozaiky jsou paprskovitě seskupeny znaky tehdejších 22 kantonů (půlkantony mají každý společný znak). Ve spojení s mozaikou symbolizují tyto vitráže od Alberta Lüthiho na jedné straně centralizační funkci Konfederace a na druhé straně vzájemnou závislost Konfederace a kantonů. Po založení kantonu Jura v roce 1978 již nebylo místo pro další erbovní pole. Z tohoto důvodu byl o tři roky později vymodelován kantonální znak Jury v barevné štuce a umístěn do středu jižního pásového oblouku.
Ve spandrelech kopule jsou čtyři medailony od Antonia Soldiniho, které symbolizují části smlouvy:
- Athéna, která učí mladíka střílet z luku, symbolizuje vojsko.
- Justitia, soudící obžalovaného, symbolizuje spravedlnost.
- Antická ženská postava, která dává lekce, symbolizuje vzdělání.
- Ženská postava držící výkres Federálního shromáždění symbolizuje stavebnictví.

A konečně čtyři velká, pestře malovaná lunetová okna, která kombinují výjevy z pracovního života obyvatelstva se švýcarskou krajinou, zdobí štítové oblouky ramen kříže. Jižní okno od Hanse Sandreutera zobrazuje zemědělství v jižních Alpách a alpském podhůří, východní okno od Alberta Weltiho představuje textilní průmysl ve východním Švýcarsku a západní okno od Ernesta Biélera kovoprůmysl v západním Jurovi. V severním okně od Émila-Davida Turriana představuje překladiště zboží v basilejském přístavu na Rýnu exportní a importní průmysl. 

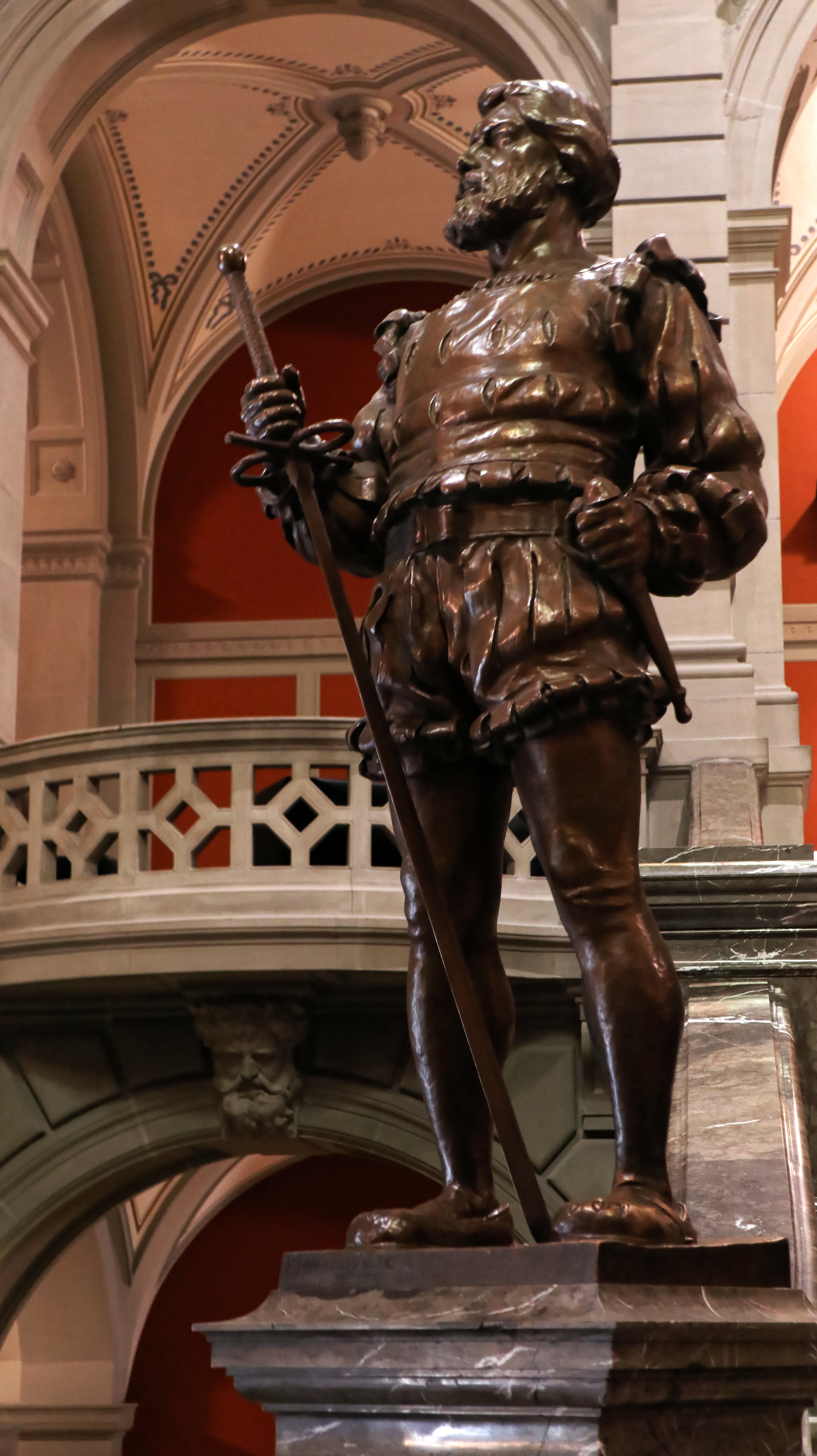
Jedna ze soch ze sousoší Čtyři landsknechti
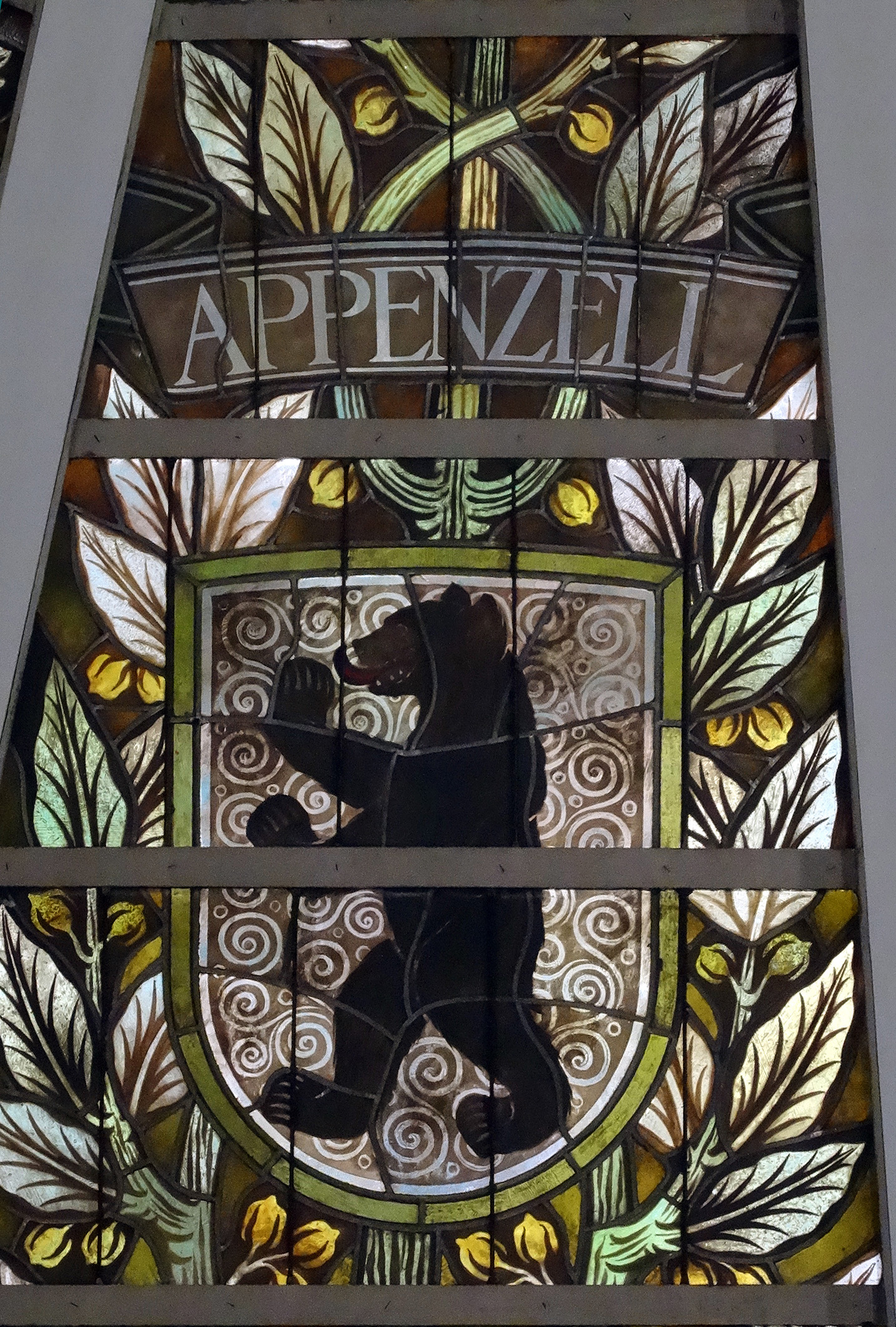
Znak kantonu Appenzell ve vitráži v kupoli
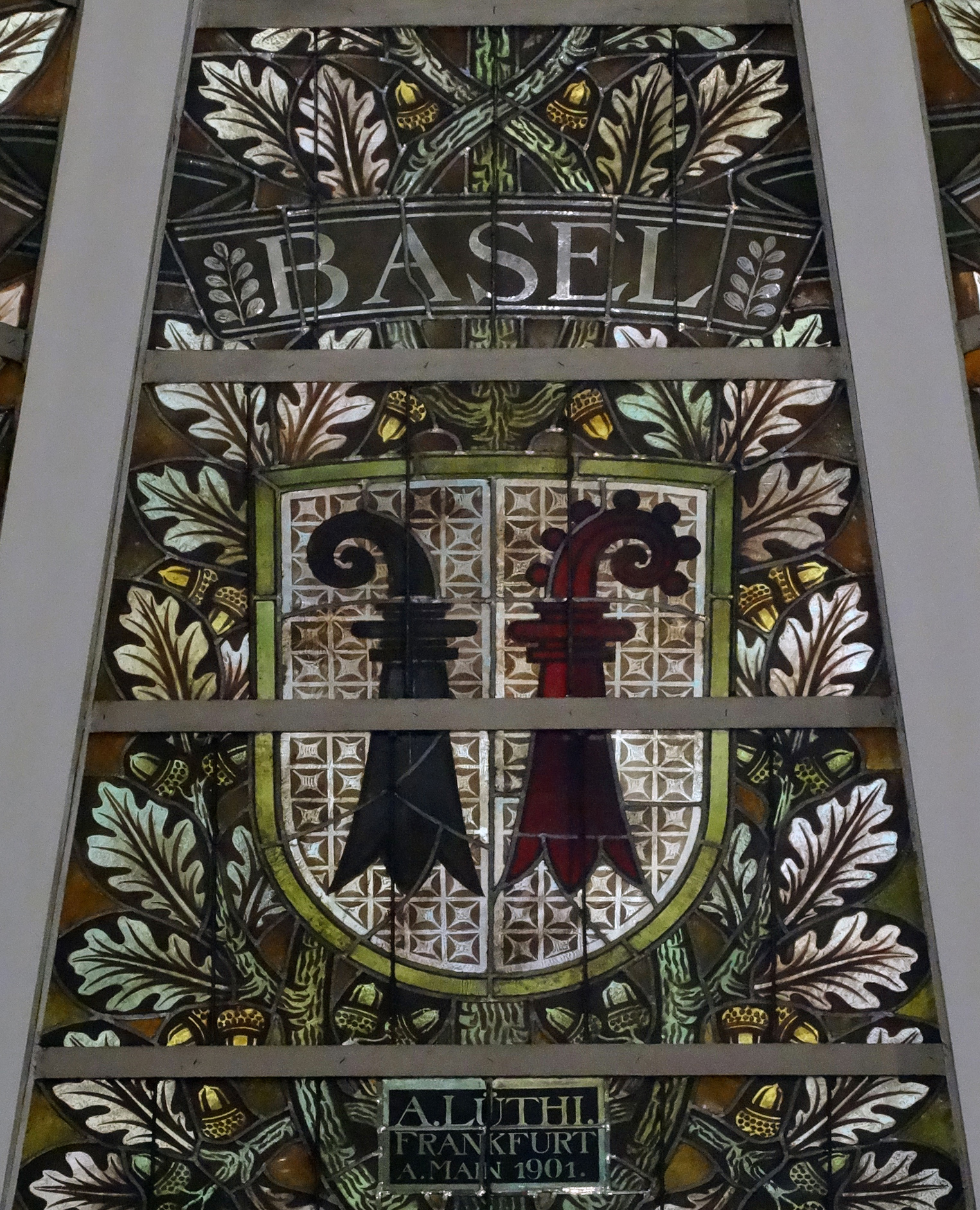
Znak kantonu Basilej ve vitráži v kupoli
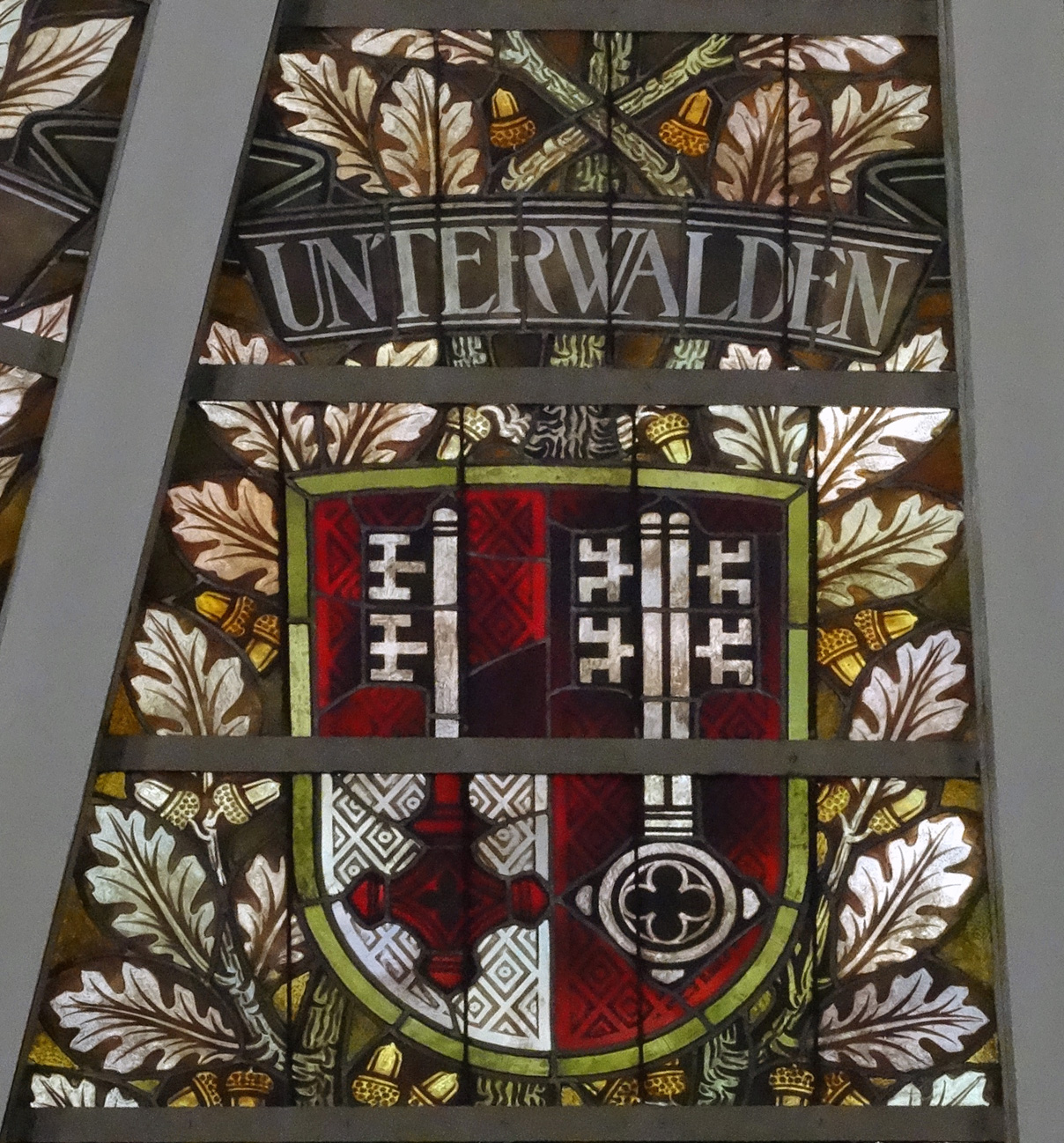
Znak kantonu Obwalden ve vitráži v kupoli
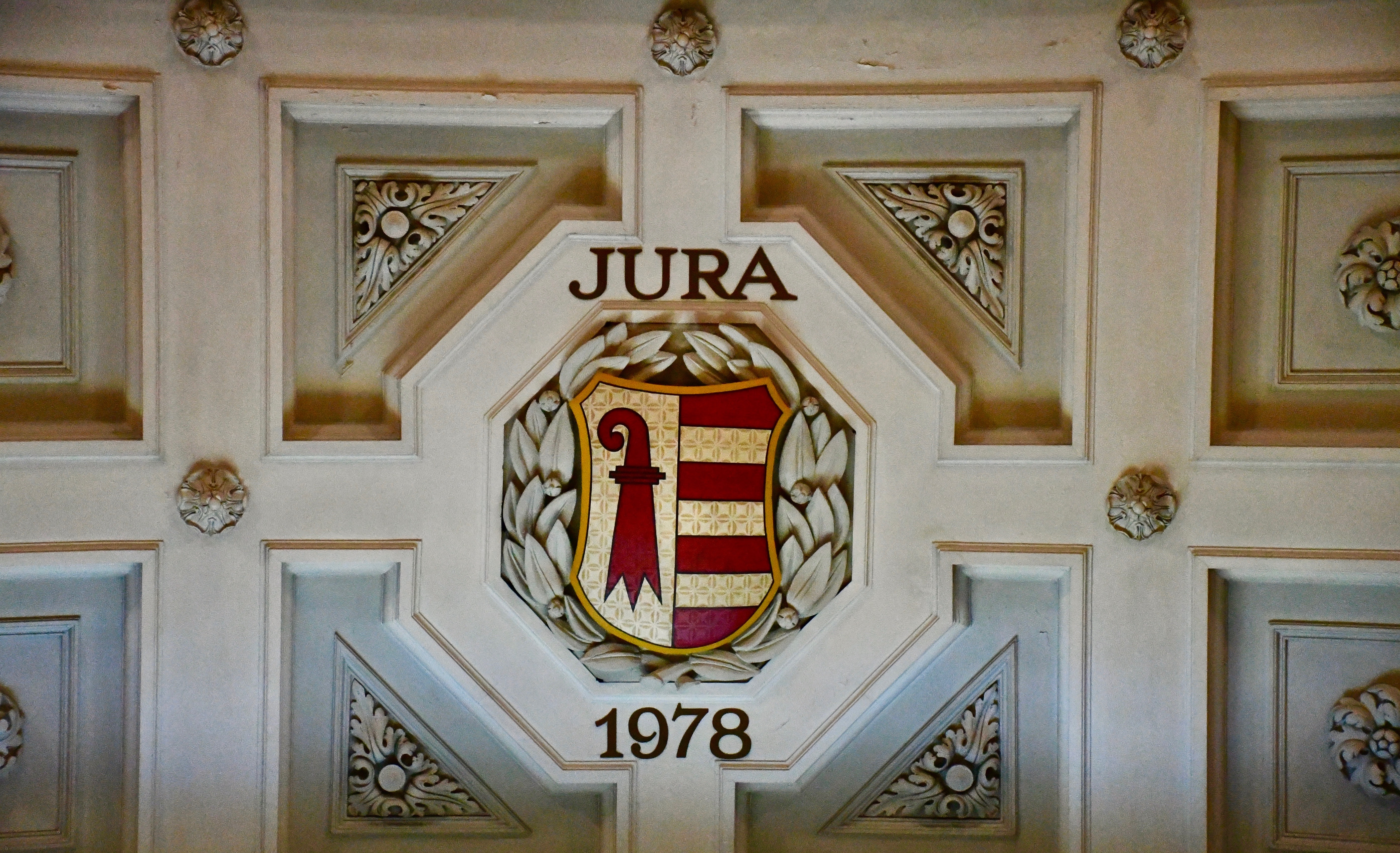
Znak kantonu Jura přidaný v roce 1978 do štuky
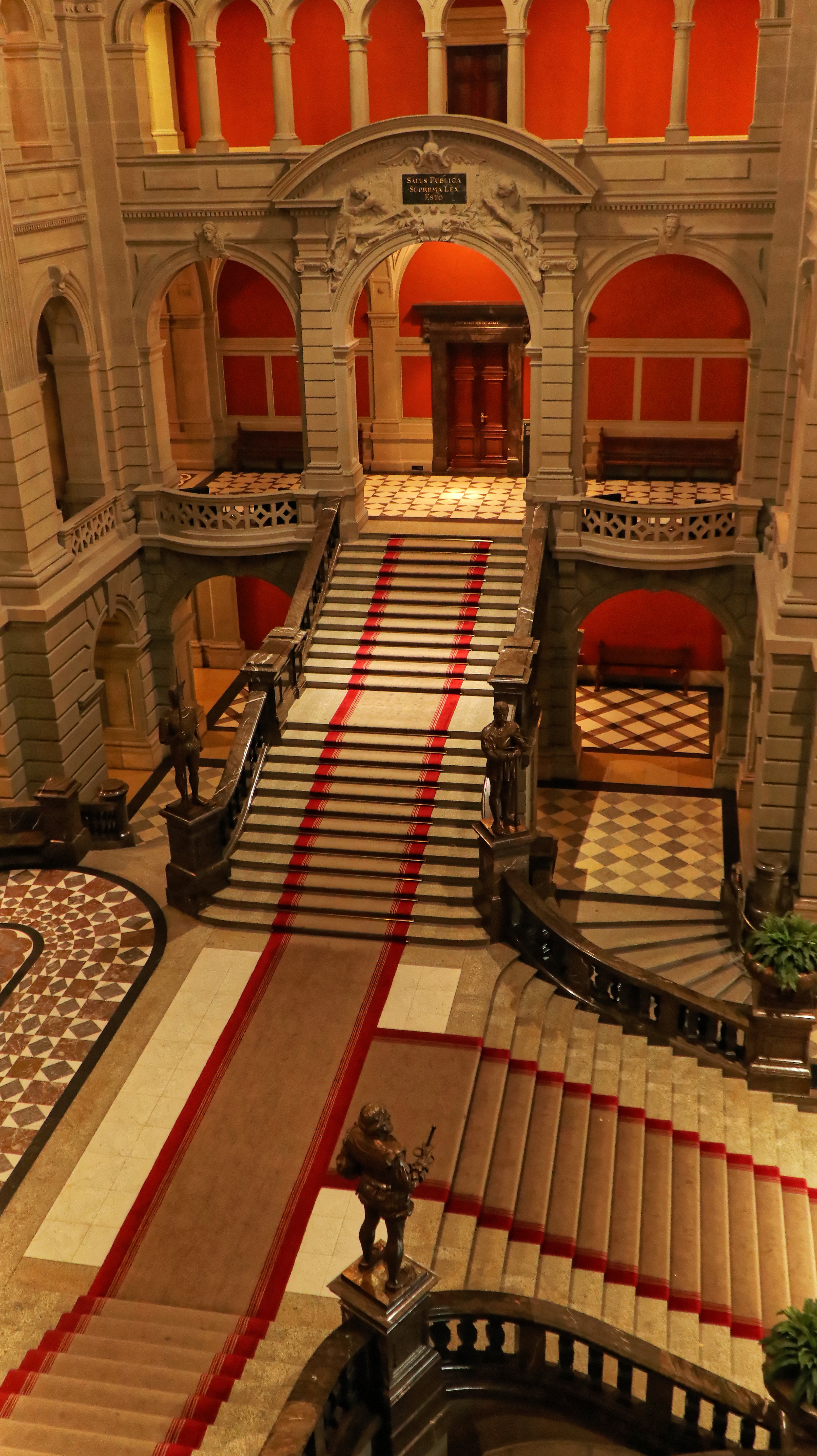
Východní schodiště
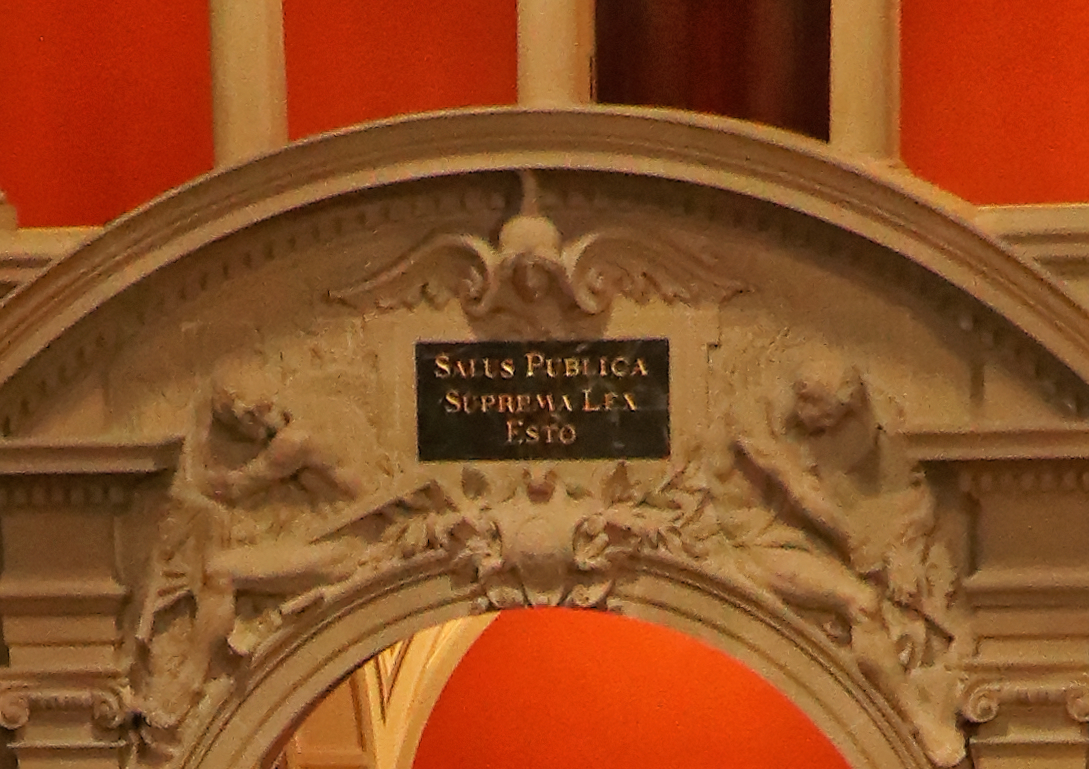
Nápis „Salus publica suprema lex esto“ („Veřejné dobro je nejvyšší zákon“) nad vchodem z východního schodiště
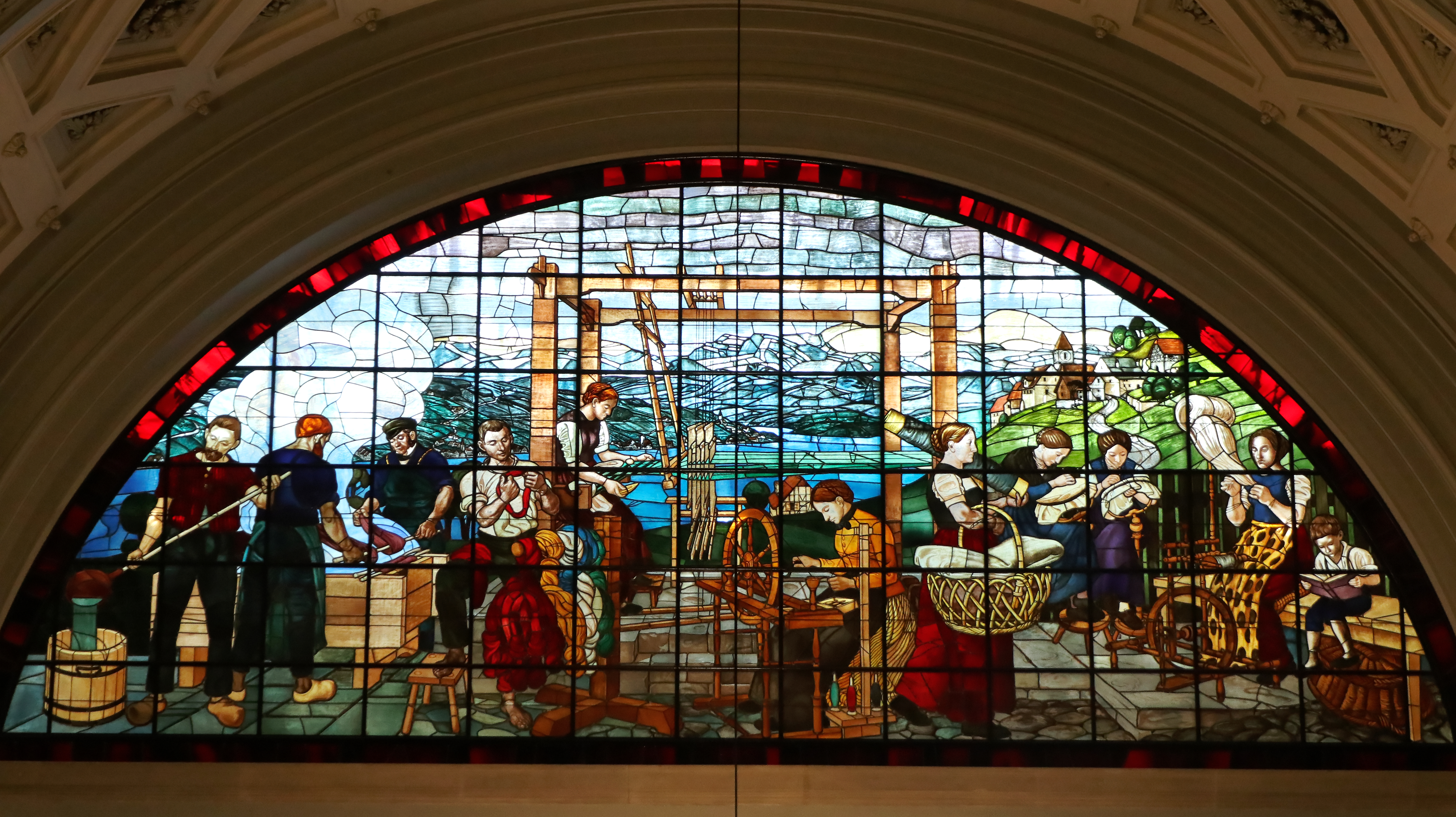
Východní okno od Alberta Weltiho představuje textilní průmysl ve východním Švýcarsku
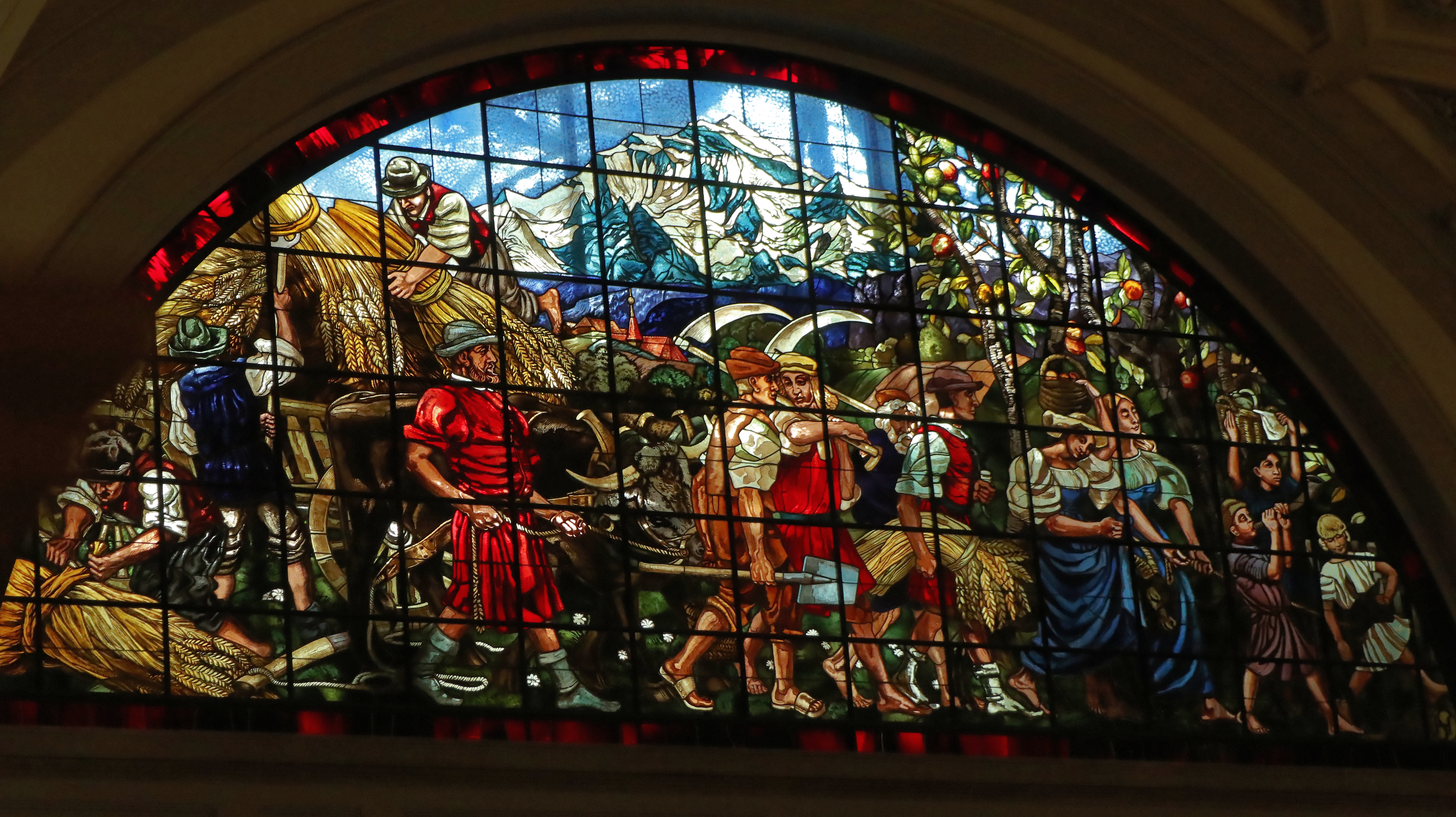
Jižní okno, jehož autorem je Hans Sandreuter, zobrazuje zemědělství v jižních Alpách a alpském podhůří
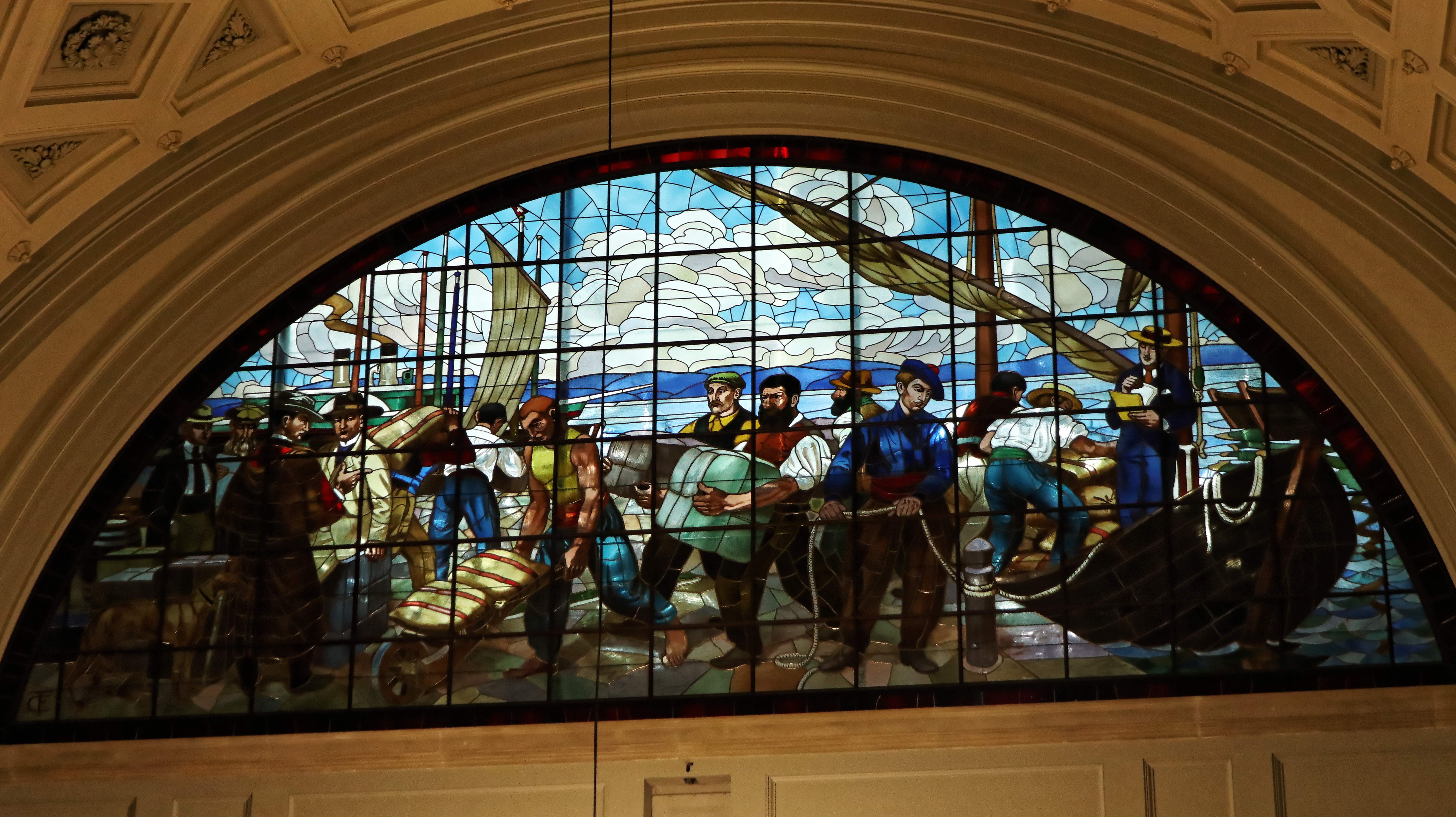
Severní okno od Émila-Davida Turriana ukazuje překladiště zboží v basilejském přístavu na Rýnu jako symboliku exportního a importního průmyslu.
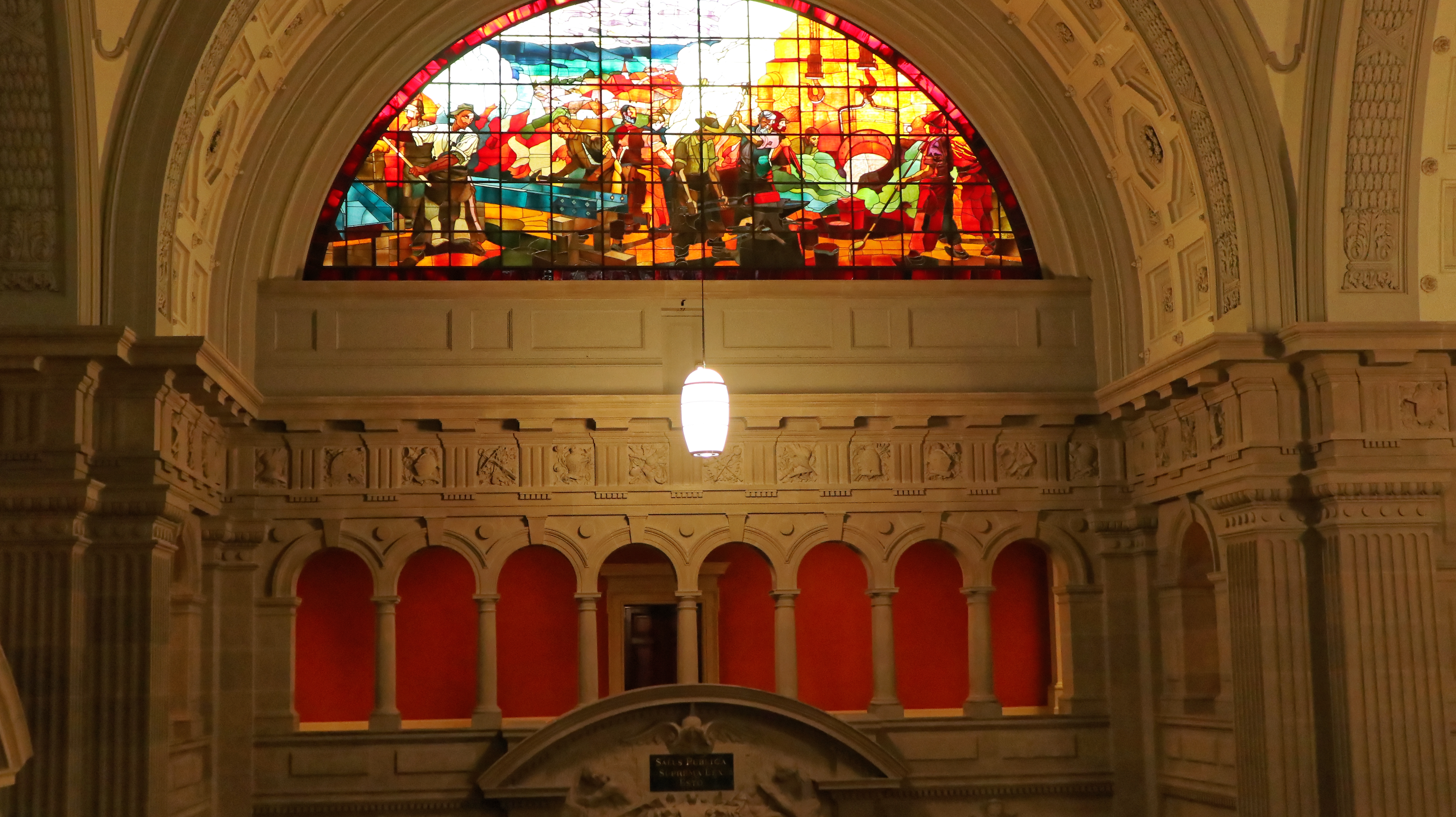
Západní okno od Ernesta Biélera symbolizuje kovoprůmysl v západním Jurovi.
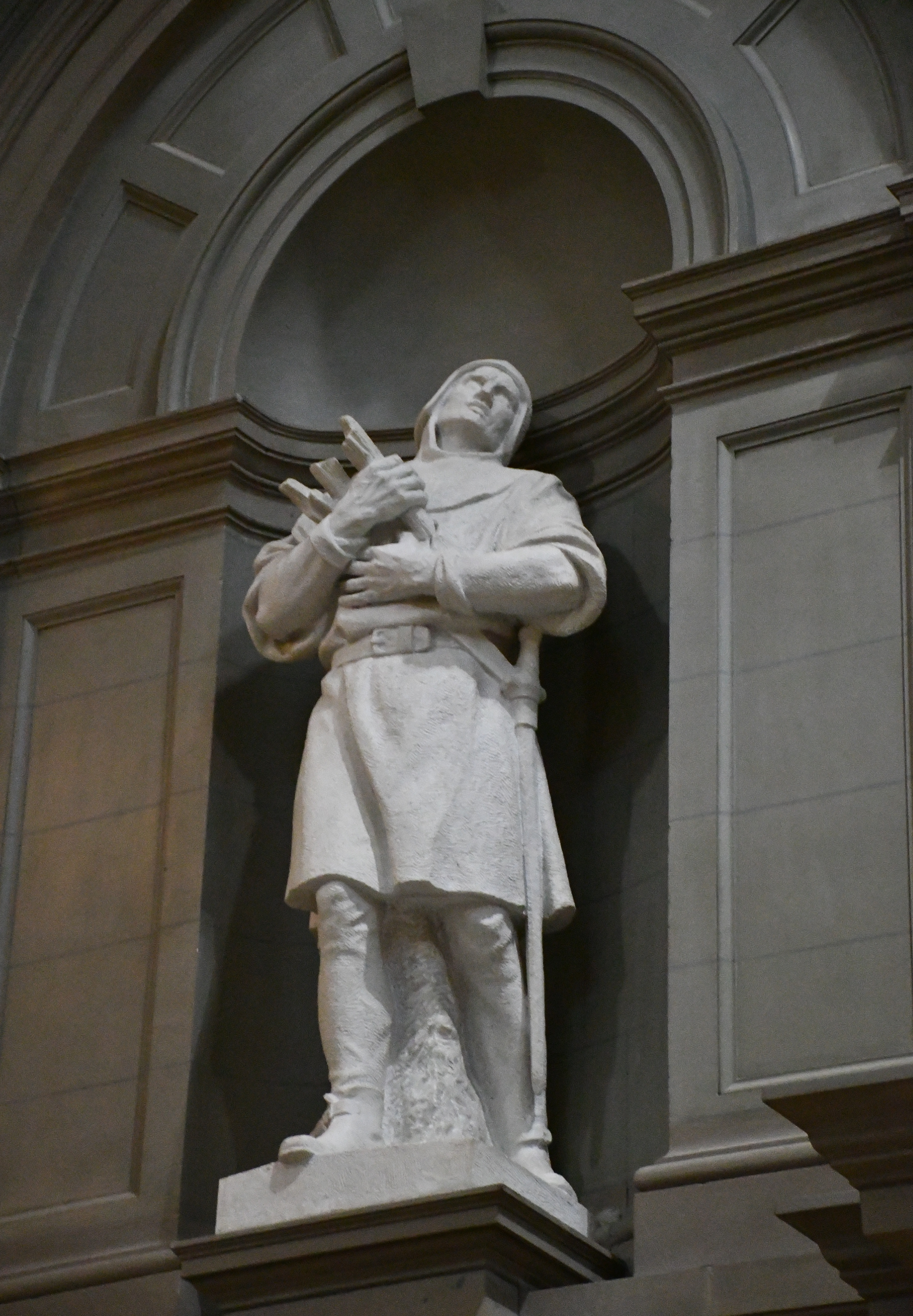
Socha Arnolda Winkelrieda
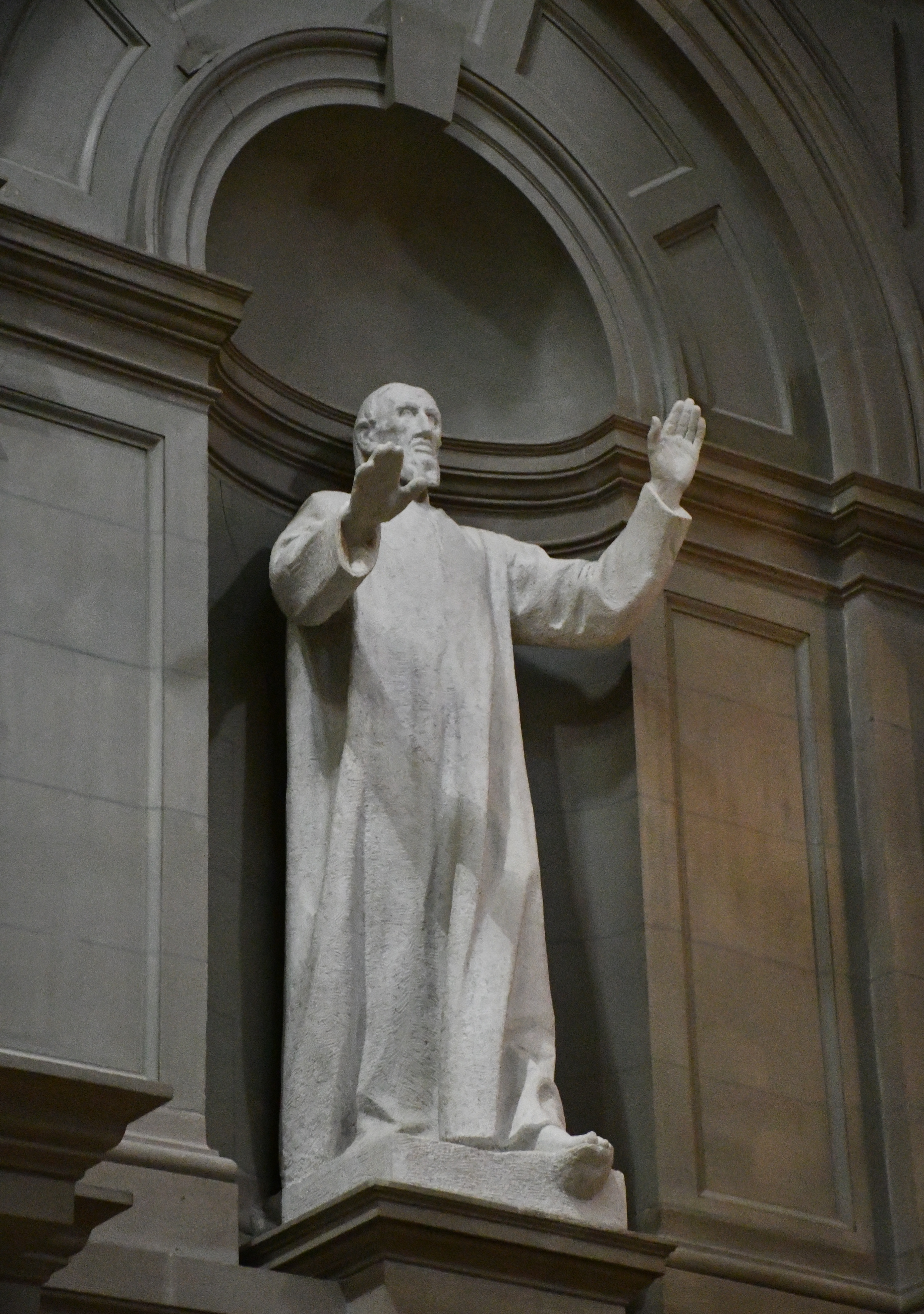
Socha Mikuláše z Flüe

### Sál Národní rady

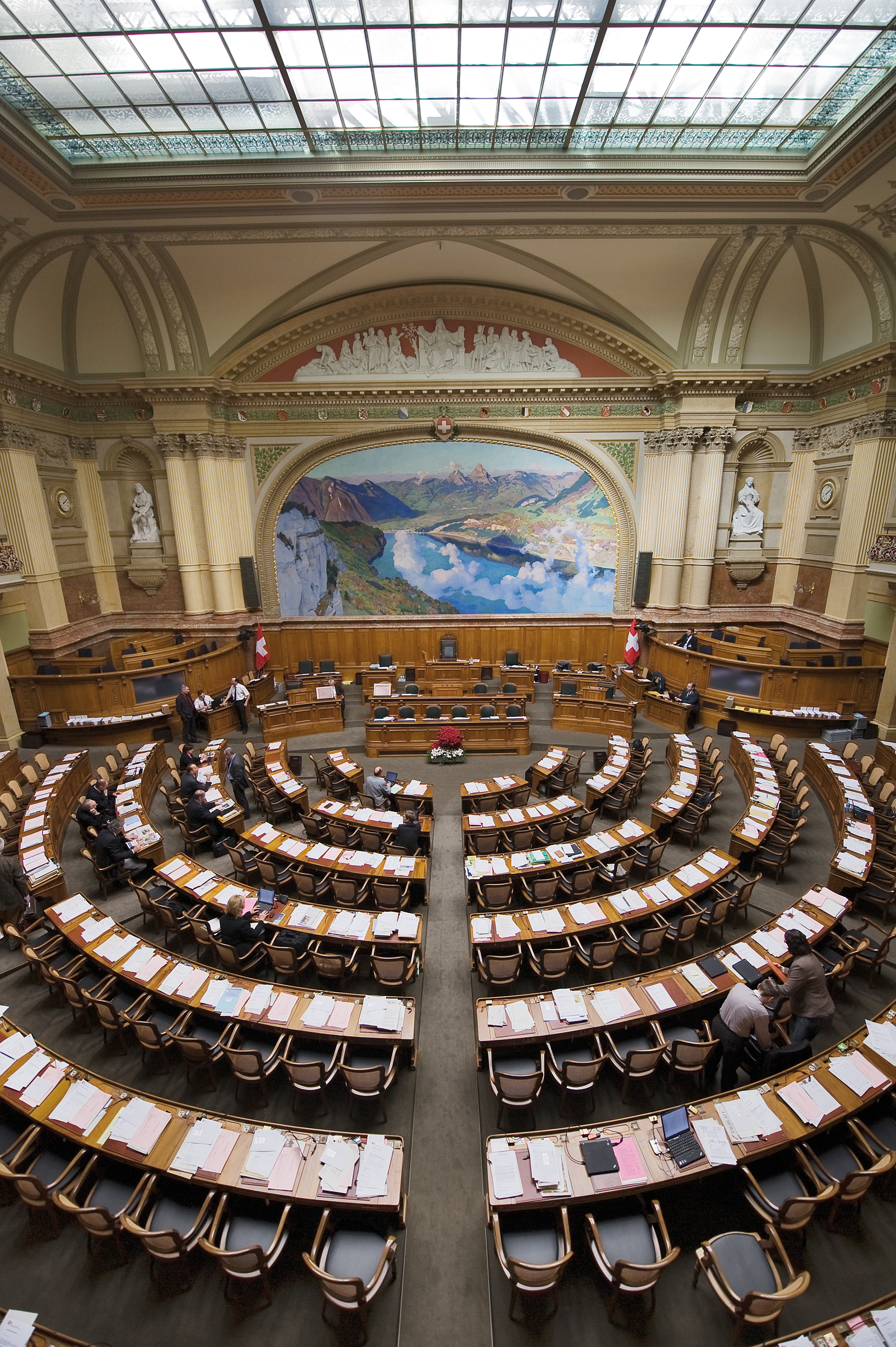
Pohled na sál Národní rady

Sál Národní rady se nachází v prvním patře na jižní straně. Stěny jsou ze žlutavého vápence. Na stropě je světlík ve tvaru obdélníku s připojenou kruhovou výsečí, který umožňuje průnik denního světla. Předsednictvo Rady se nachází v přední části sálu. Zasedá zde předseda Národní rady, dva místopředsedové a devět dalších národních radních. Dále je zde místo až pro šest spolkových radních, generálního tajemníka Národní rady a dva další tajemníky. Místa a stoly ostatních národních radů jsou seskupeny kolem předsednictva ve tvaru vějíře, přičemž průchody rozdělují půlkruh na čtyři sektory. Zástupci médií mají přístup ke dvěma zaobleným tribunám v rozích na straně předsedy. Na rozdíl od většiny parlamentů mají v Národní radě největší vliv zadní členové. Sedí v zadních řadách, aby měli lepší přehled o dění v sále a co nejkratší vzdálenost ke svým místům.
V zadní části haly se nachází vyvýšená tribuna pro diváky rozdělená arkádovými sloupy. Zahraniční diplomaté sedí na tribunách na levé a pravé straně sálu. Ty jsou podepřeny vápencovými sloupy a v horní úrovni rozděleny karyatidami podle návrhu Augusta Bösche. Část galerie na západní straně je oddělena jako prosklená kabina a slouží jako pracoviště překladatelů. V sále Národní rady se konají schůze Spolkového sněmu jako celku. Členové Rady kantonů při nich sedí na kůží potažených sedadlech u zadní stěny, která jsou řešena ve stylu chórových lavic. Dvě sedadla spojuje dřevěný kruhový oblouk, v němž je vyřezán kantonální znak. Ferdinand Huttenlocher vyřezal do zadní části oblouků obrazy místních květin a zvířat v secesním stylu, zatímco Anna Hallerová vytvořila kožené řezby.

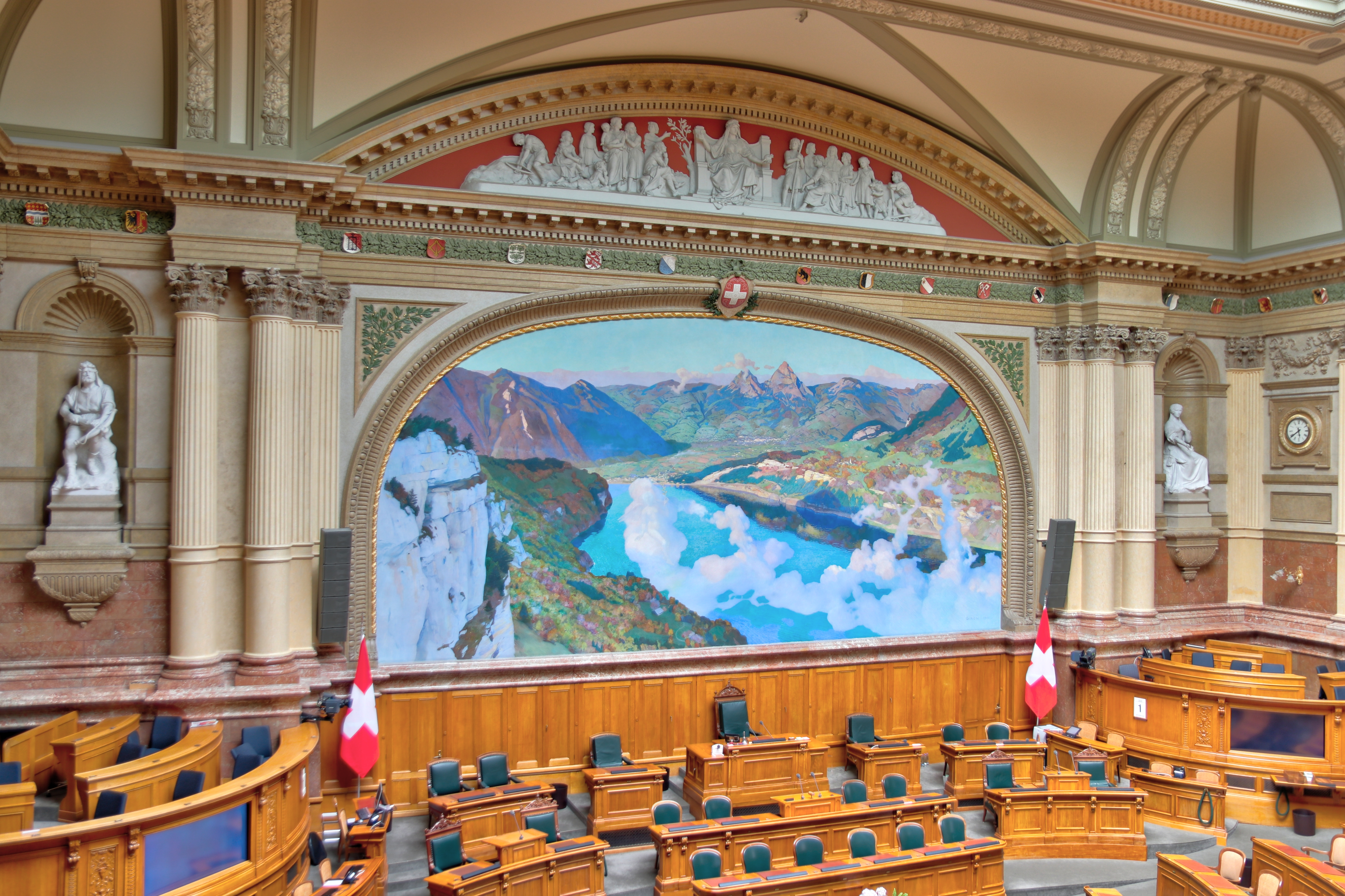
Nástěnná malba Kolébka Švýcarské konfederace od malíře Charlese Girona.

Stěně za předsednictvím Rady dominuje nástěnná malba Kolébka Švýcarské konfederace od malíře Charlese Girona. Znázorňuje krajinu kolem jezera Urnersee. V levém popředí pod skalní stěnou Seelisbergu je vidět Rütli, bájné místo založení Švýcarské konfederace. Nad středem je vidět obec Schwyz, za níž se tyčí dva horské vrcholy Mythen. V oblacích lze rozpoznat alegorickou nahou ženskou postavu, která drží v ruce olivovou ratolest jako symbol míru. V Auerových představách měli spolkoví radní, kteří měli složit přísahu, stát před touto „kulisou“ v přeneseném slova smyslu na louce Rütli a přehrát tak přísahu na tomto bájném místě.
Po stranách nástěnné malby stojí dvě sochy: vlevo je to Vilém Tell od Antonia Chiattoneho a vpravo Stauffacherin od jeho bratra Giuseppeho Chiattoneho. Socha švýcarského hrdiny za svobodu Viléma Tella je velmi podobná Tellovu pomníku v Altdorfu. Vyobrazení však nelze zasadit do žádné scény z legendy o Tellovi, kterou zpopularizoval Schiller. Místo toho Tell pasivně sedí na skále s odjištěnou kuší. Stauffacherin je symbolickou postavou odvážné a energické švýcarské ženy. Socha drží levou ruku na hrudi a pravou ukazuje k zemi.

Ve frontonu nad nástěnnou malbou je umístěn reliéf Legenda od Aloyse Brandenberga. Ženská postava sedí na trůnu a v levé ruce drží jablko probodnuté Tellovým šípem. Vypráví skupině dětí shromážděných kolem ní o velkých činech jejich předků a vybízí je k vlasteneckému jednání. Chlapec úplně vlevo si z toho bere příklad a natahuje kuši. Kolem celého sálu se táhne věnec ozdobený švýcarským znakem a znaky 59 měst.

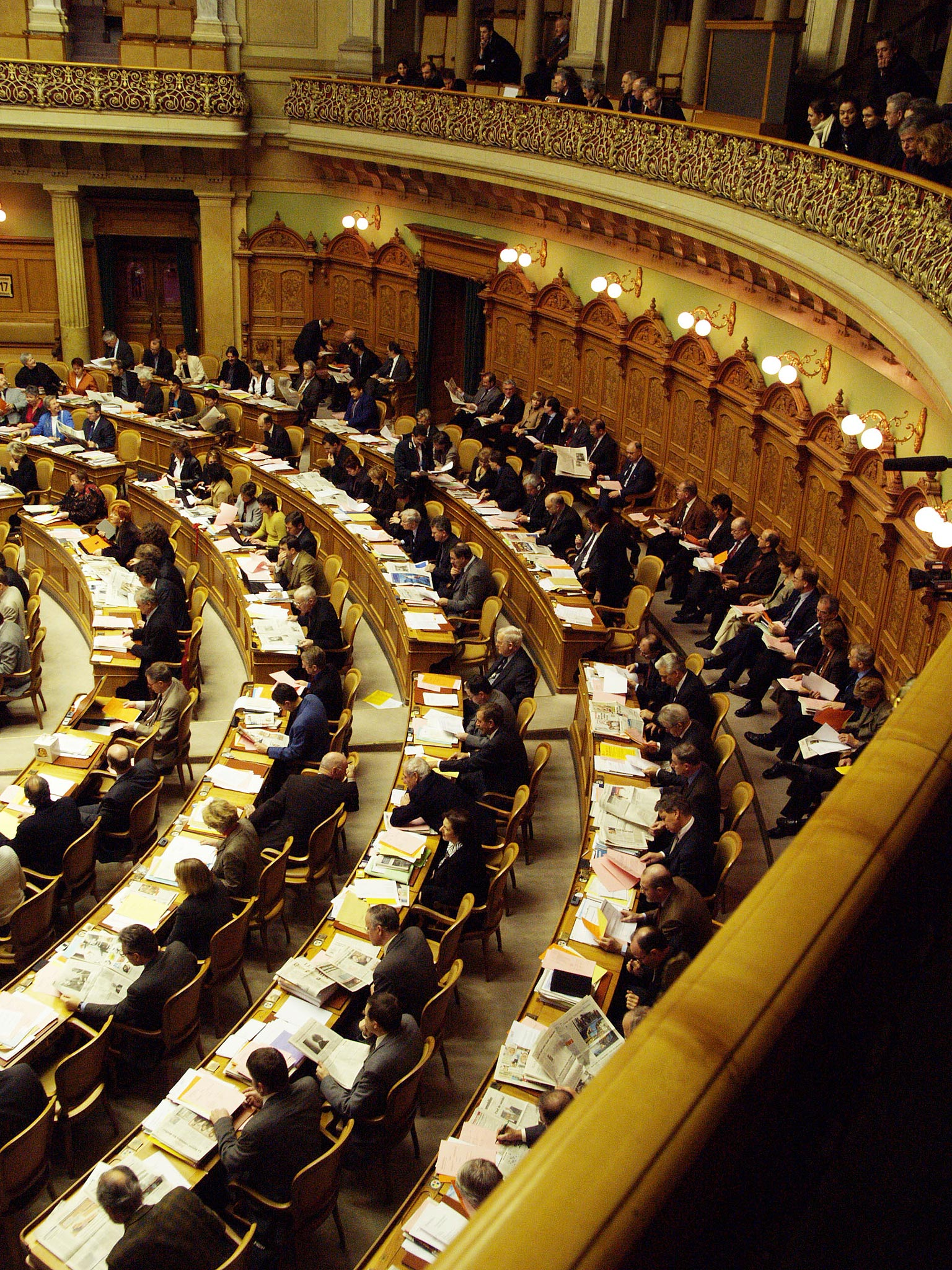
Zasedání obou komor parlamentu v sále Národní rady
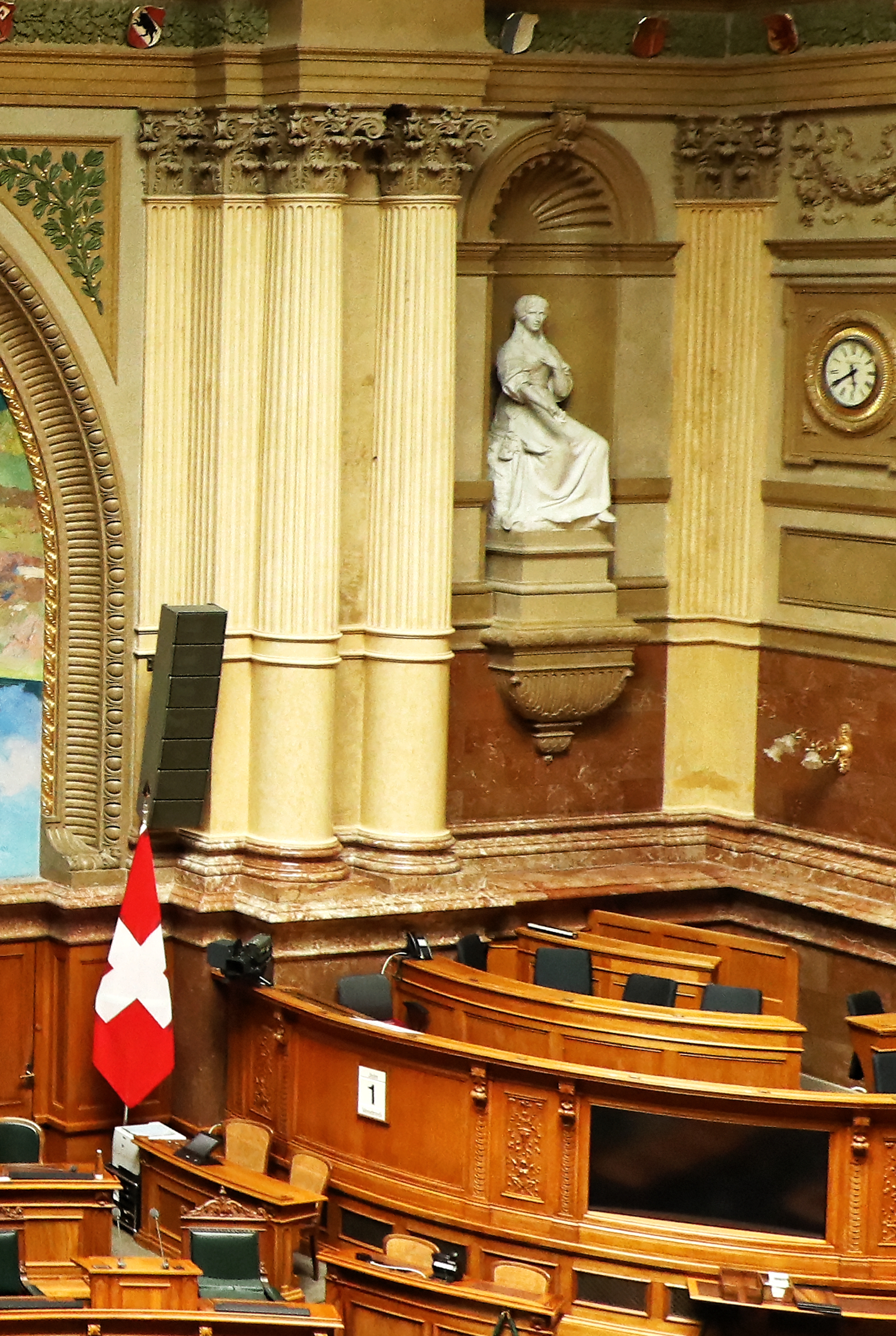
Socha Stauffacherin je symbolická postavoa odvážné a energické švýcarské ženy
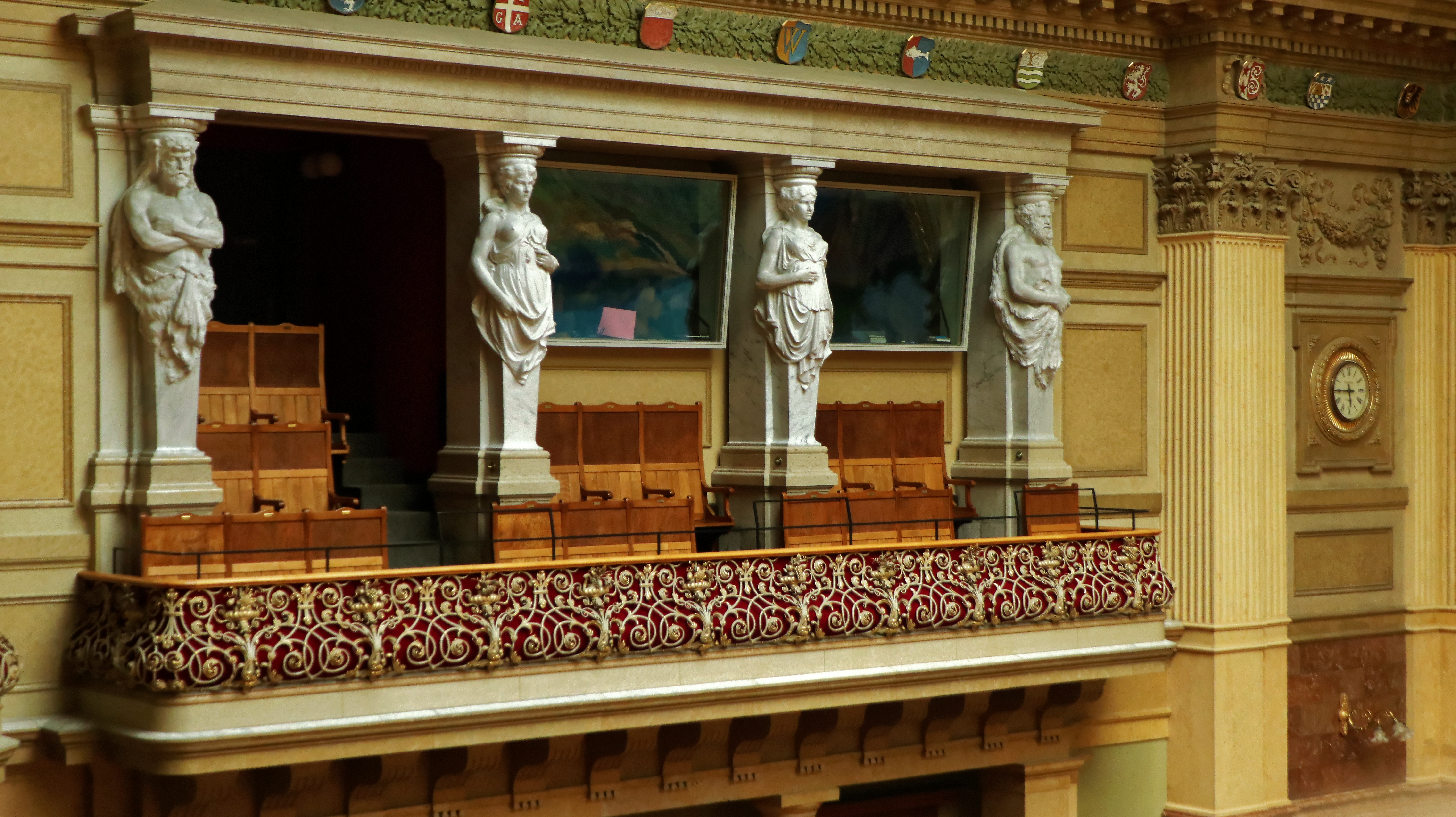
Karyatidy v západní části sálu

### Sál Rady kantonů

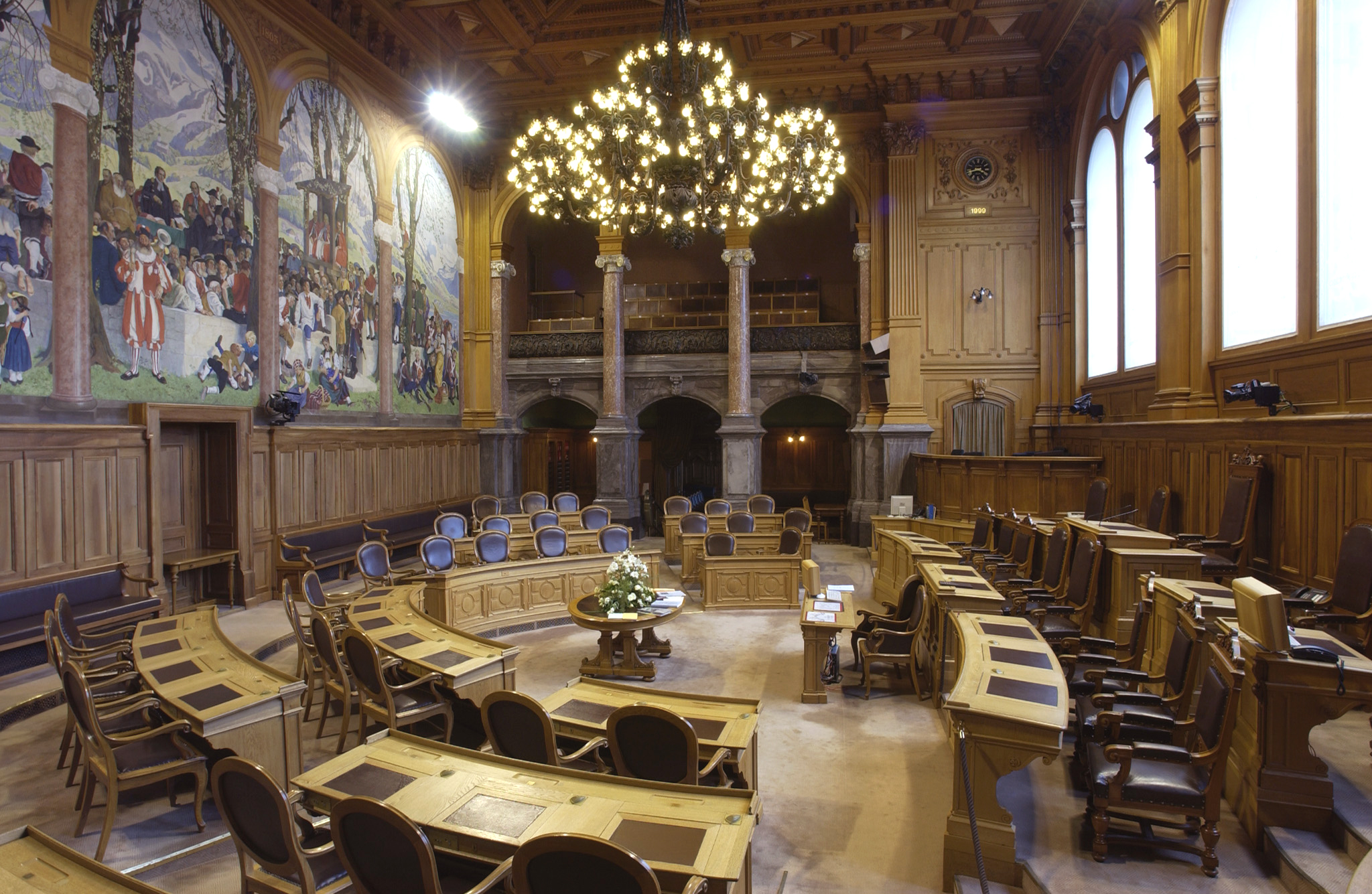
Sál Rady kantonů

Sněmovna Rady kantonů se nachází v prvním patře na severní straně. Tři vysoká klenutá okna zdobená svatogallenskou výšivkou propouštějí denní světlo. Stěny obdélníkového sálu v renesančním stylu jsou kompletně obloženy tmavým dubovým a ořechovým obložením. Připomíná tak raně novověké radní síně ve staré švýcarské konfederaci. Další reminiscencí na toto období je oválný stůl uprostřed sálu. Kolem něj jsou v půlkruhu seskupeny židle a stoly členů Rady. Předseda Rady kantonů, oba místopředsedové a sčítač hlasů sedí naproti svým kolegům radním pod okny, stejně jako zapisovatel a tajemník Rady. Kromě toho je šest míst na straně předsedy k dispozici federálním radním, kteří se účastní zasedání.
Z dubového kazetového stropu nad zasedacím stolem visí kovaný lustr. Váží 1,5 tuny a má 208 žárovek, což z něj činí jeden z největších dochovaných lustrů své doby ve Švýcarsku. Teprve při renovaci v roce 2001 vyšlo najevo, že jej vyrobil lucernský umělecký zámečník Ludwig Schnyder von Wartensee. Řada arkád obklopuje sál ze tří stran; zatímco sloupy na úzkých stranách u vchodů jsou z mramoru a mají vápencovou podezdívku, na dlouhé stěně jsou pouze namalovány jako freska. Na spandrelech oblouků arkád lze zlatě vyčíst důležitá data švýcarské ústavní historie: 1291 (Federální smlouva), 1370 (Pfaffenbrief), 1393 (Sempacherbrief), 1481 (Smlouva ze Stans), 1803 (Zprostředkovací akt), 1848 (Švýcarská ústava), 1874 (první celková revize ústavy) a 1999 (druhá celková revize).

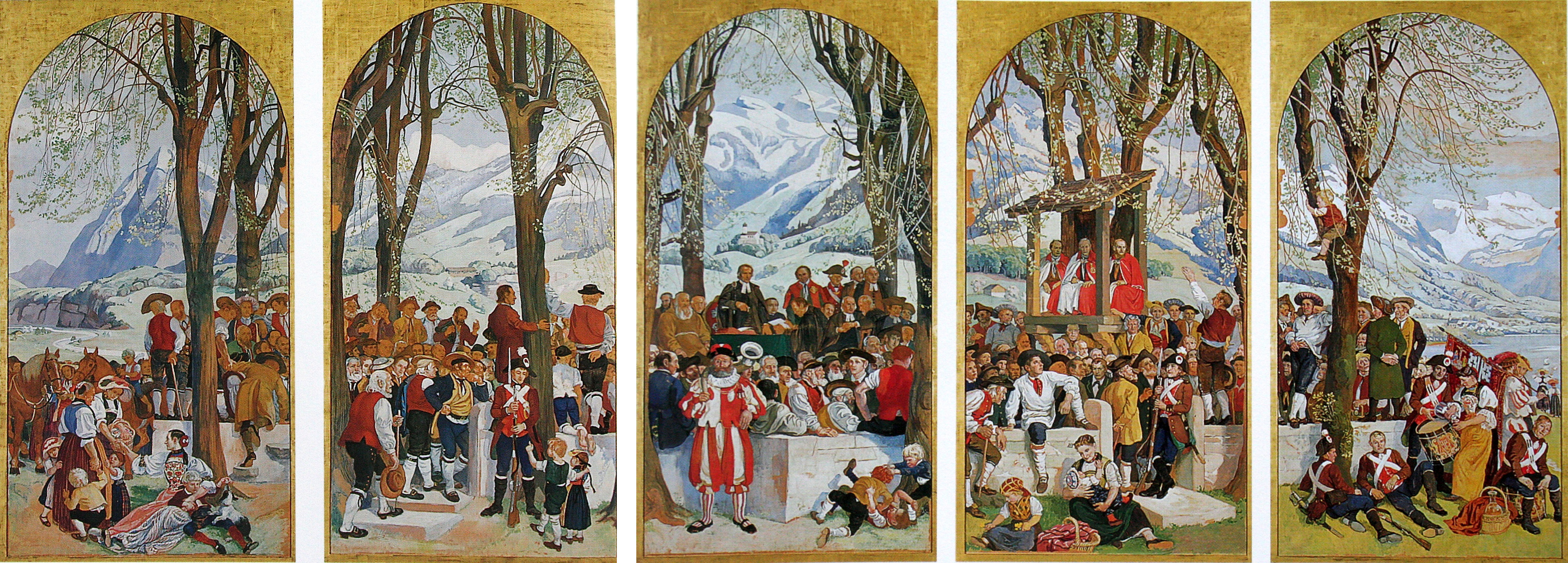
Freska Landsgemeinde od Alberta Weltiho a Wilhelma Balmera z roku 1914

Přes celou jižní stěnu sálu se táhne freska Landsgemeinde od Alberta Weltiho a Wilhelma Balmera, rozdělená malovanými sloupy na pět panelů. V době otevření budovy parlamentu v roce 1902 byly panely ještě nenamalované. O čtyři roky později navrhl státní rada Paul Usteri vyzdobit stěnu historickou nebo krajinomalbou. Welti získal zakázku v roce 1907, ale pod podmínkou, že se na ní bude moci podílet i jeho přítel Balmer. Když se Welti v roce 1911 chystal začít přenášet model na stěnu haly, vážně onemocněl a následujícího roku zemřel. Balmer dokončil nástěnnou malbu sám do března 1914.

Freska zobrazuje venkovské shromáždění v 18. století. Jejím vzorem bylo náměstí Landsgemeindeplatz u Oberdorfu NW v kantonu Nidwalden, ačkoli okolní krajina odpovídá krajině v okolí Sarnenu, hlavního města Obwaldenu. Na obraze je zobrazeno více než 150 osob, z nichž většina naslouchá gestikulujícímu řečníkovi ve čtvrtém poli zleva. Jsou mezi nimi členové vlády a zástupci církve. Za ohrazeným kruhem jsou vojáci, trubač, ženy a hrající si děti.

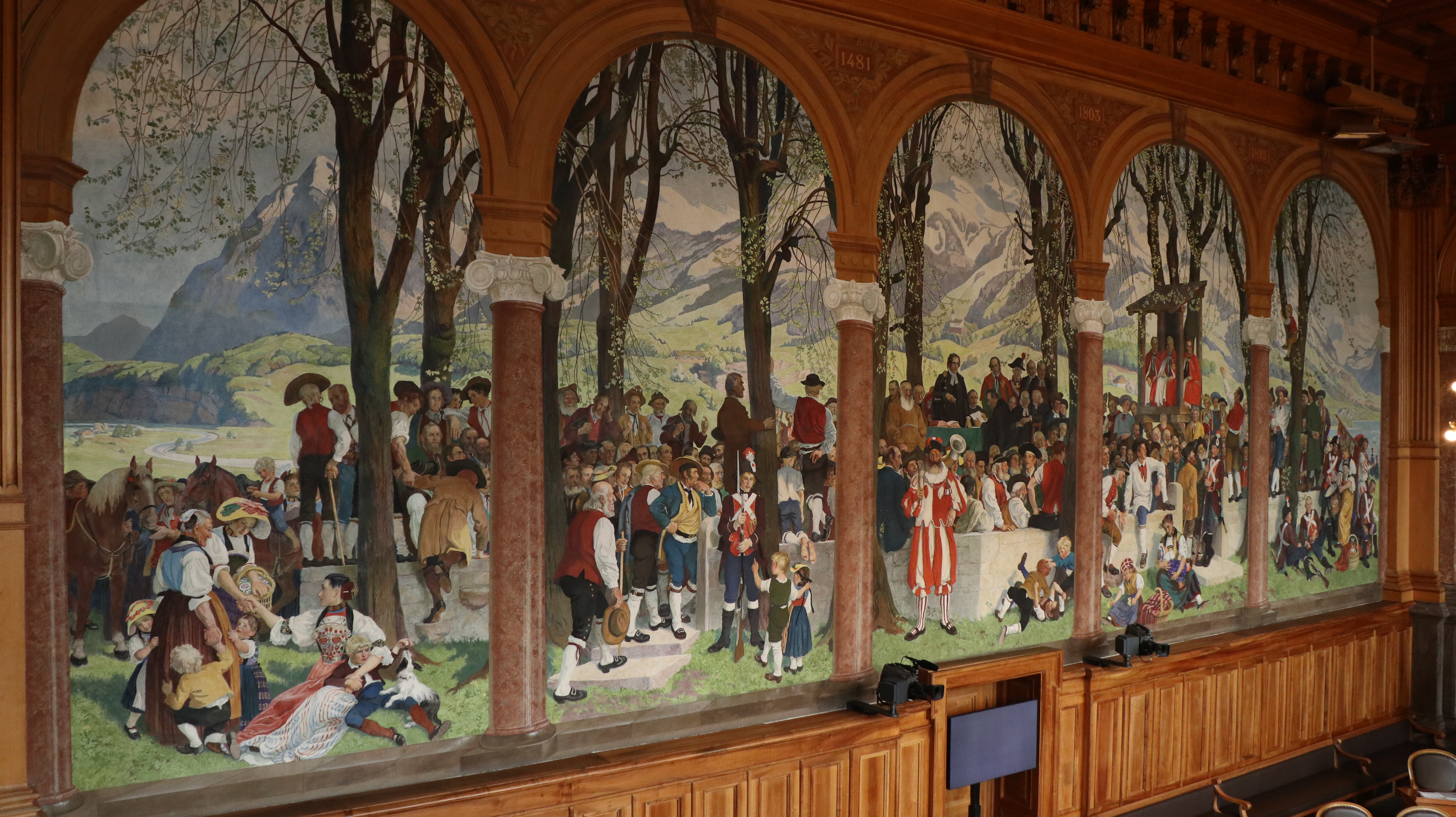
Malba Landsgemeinde, táhnoucí se přes celou zeď sálu
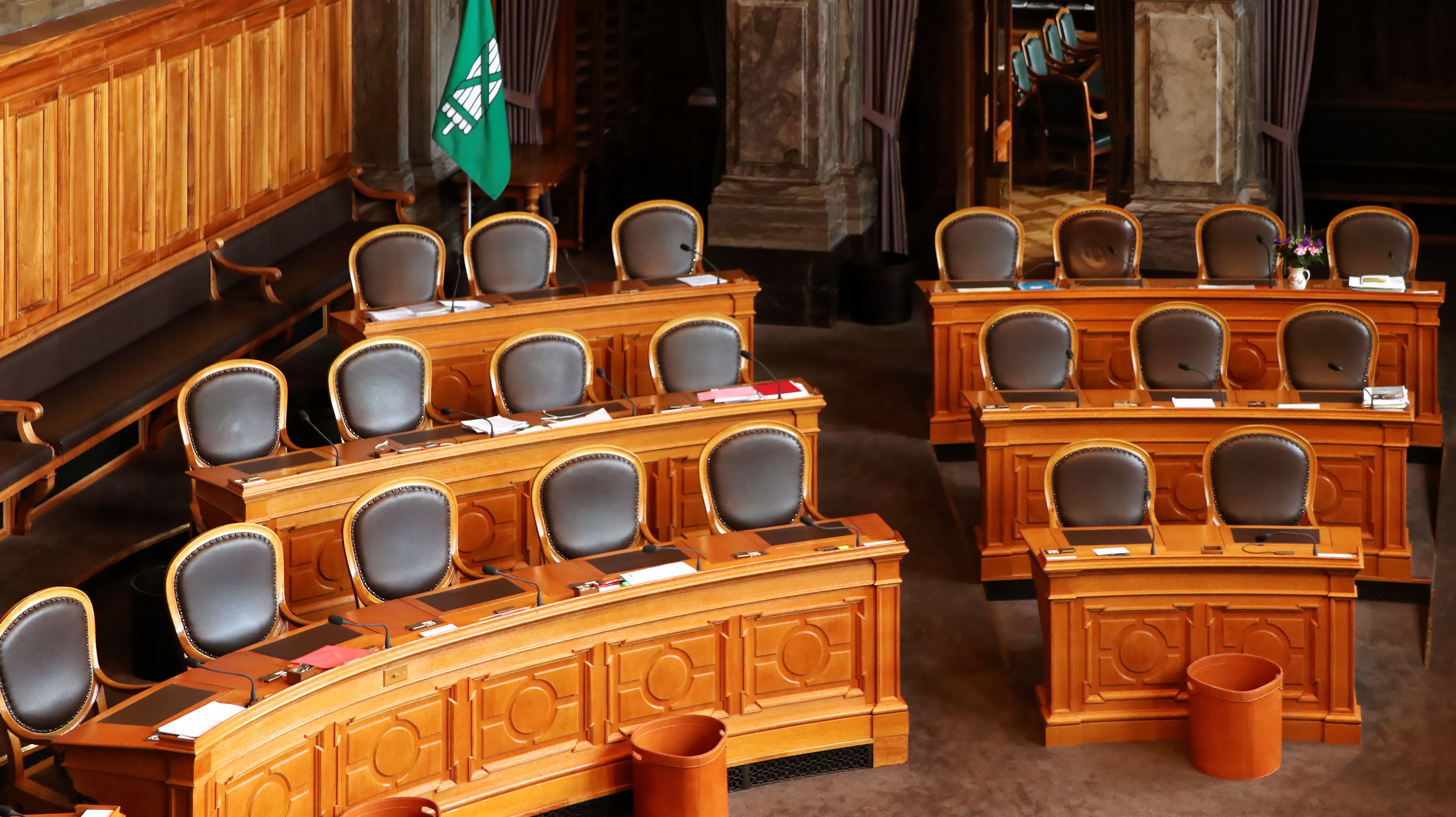
Sedadla v sále
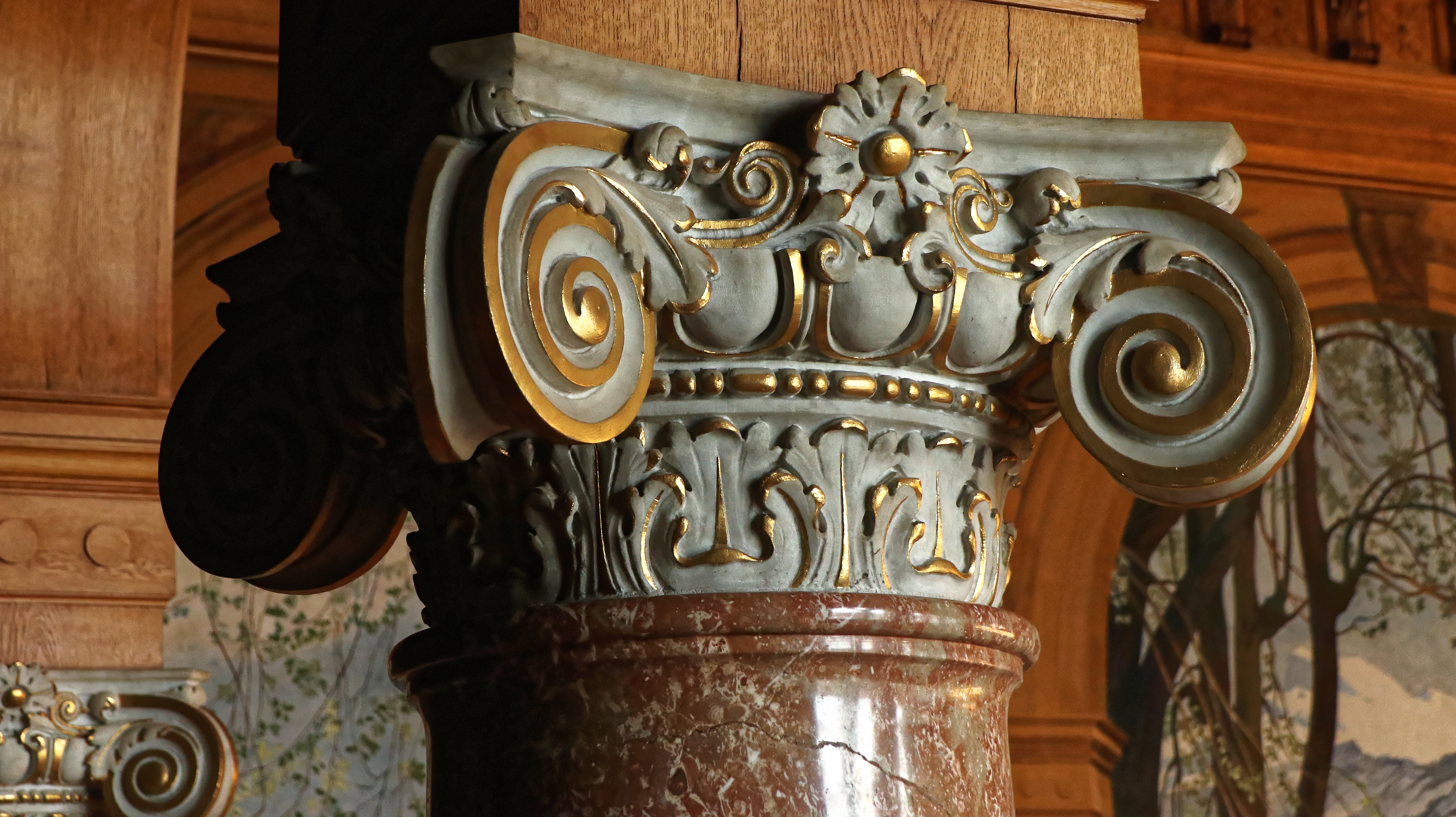
Detail hlavice sloupu v sále
Zasedání Rady kantonů v roce 1992

### Foyer

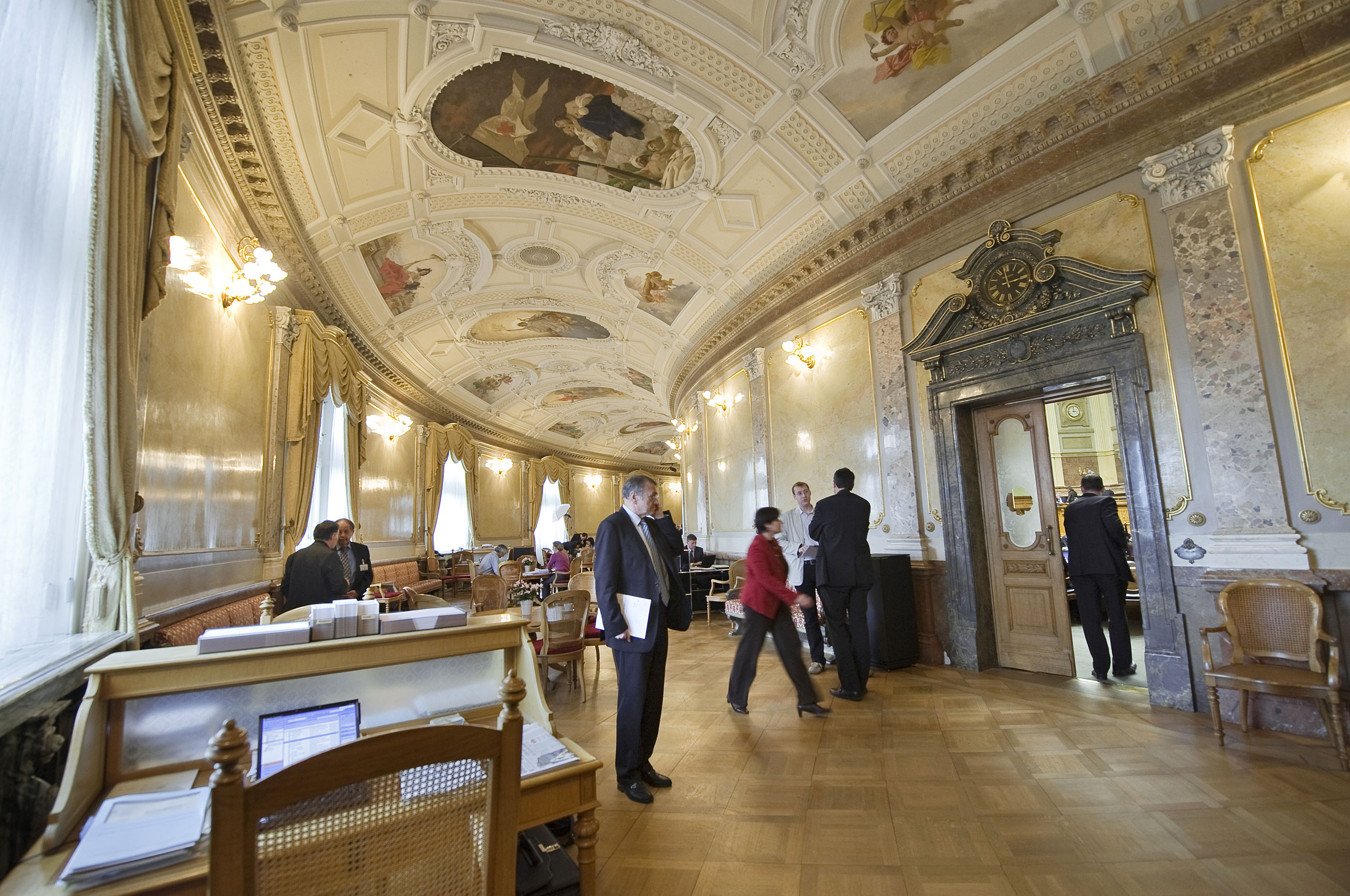
Foyer

Foyer uzavírá na jižní straně podlouhlým obloukem sál Národní rady. Slouží jako banketní sál, přijímací místnost pro významné státní hosty, salonek a společenský prostor pro poslance a pro setkání s lobbisty a médii. Díky použití světlých materiálů, jako je štuk a mramor, vyzařuje foyer určitou lehkost. Kromě toho byly na římsy, sloupy a dveřní zárubně použity různé švýcarské dekorační kameny. Obložení radiátorů, které zdobí lví hlavy, je vyrobeno ze saillonského mramoru.

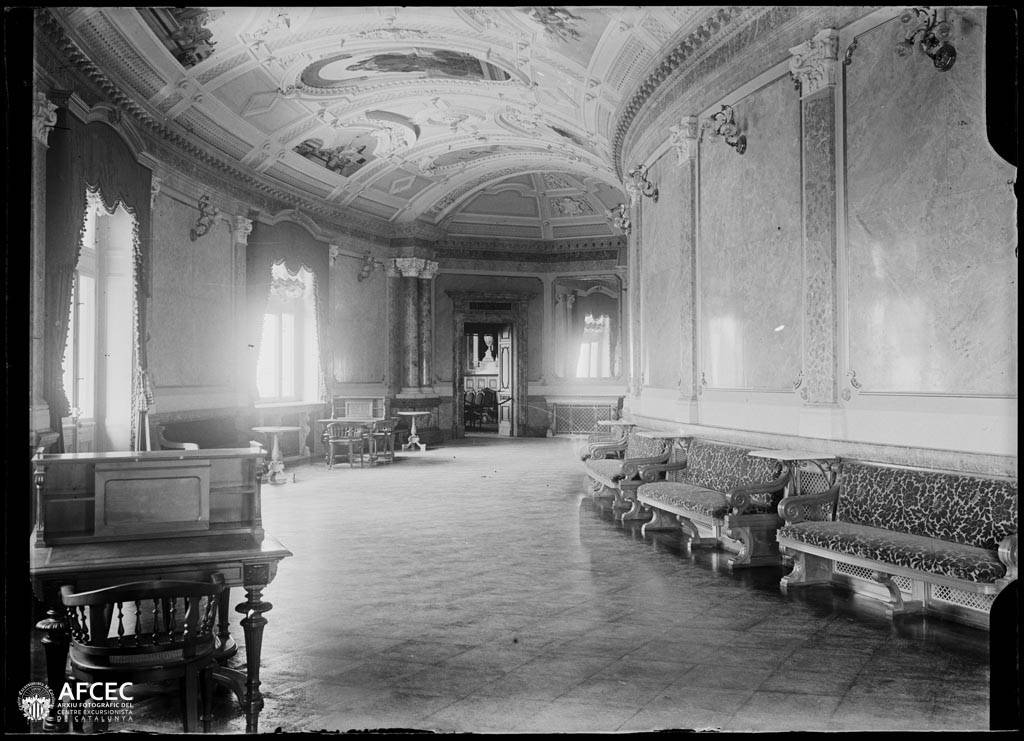
Původní vybavení foyer

Strop foyer zdobí ve třech řadách několik alegorických obrazů od Antonia Barzaghi-Cattanea. Šest obrazů v prostřední řadě zobrazuje ctnosti státu. Žena zvedající masku a závoj symbolizuje pravdu. Moudrost symbolizuje žena s vavřínovým věncem. Vlastenectví symbolizuje anděl se švýcarským praporem, doprovázený třemi putti, kteří symbolizují zpěv, gymnastiku a střelecké slavnosti. Žena s rohem hojnosti obklopená slunečními paprsky a vlčími máky symbolizuje plodnost. Milosrdenství představuje žena na bitevním poli pečující o sirotka; nad ní vlaje vlajka Červeného kříže. Žena sedící na obláčku s mečem a váhami symbolizuje spravedlnost. Další dvě řady znázorňují důležitá odvětví obchodu a průmyslu ve Švýcarsku na počátku 20. století. Ve vnější řadě jsou to školství, umění, zemědělství, věda a hodinářství, ve vnitřní řadě pekařství, stavebnictví, kovářství, obuvnictví a cestovní ruch.

### Ostatní místnosti
V jihovýchodním rohu prvního patra nalezneme kancelář předsedy Národní rady. Pozoruhodné jsou nástropní malby Marcela de Cholleta, které jsou namalovány v okrových tónech a karikují každodenní politický život. Putti zobrazují politiky, kteří diskutují o nových zákonech; nejprve na přípravné schůzi, poté na skutečném zasedání výboru a nakonec v Radě. Nakonec lze tytéž politiky spatřit odpočívající, ačkoli klid záhy naruší blížící se posel.
V jihozápadním rohu prvního patra se nachází tzv. místnost Spolkové rady. Zde spolkový prezident přijímá zahraniční diplomaty při tradičním novoročním přijetí, konají se zde zasedání a při volbách do Spolkové rady se zde sčítají hlasovací lístky. Tuto místnost nelze zaměňovat se zasedací místností Spolkové rady v budově západní budově. Čtyři stropní zrcadla od Wilhelma Ludwiga Lehmanna zobrazují pohraniční oblasti Švýcarska: Ženevské jezero u hradu Chillon, Rýn u Basileje, Bodamské jezero a údolí Engadin. Na stěně jsou umístěny kyvadlové hodiny vyrobené firmou Königliche Porzellan-Manufaktur Berlin, které věnoval německý císař Vilém II. při jeho státní návštěvě v roce 1912.
Kancelář předsedy Rady kantonů v severozápadním rohu prvního patra má ořechový strop s ornamentálními řezbami a stěny jsou obloženy ořechovým obložením. Vitráže z roku 1902 od Christiana Baumgartnera, které zobrazují blíže neurčené krajiny, zdobí obě šatny. V roce 1930 byly odstraněny, ale při renovaci byly znovu instalovány. V následujících letech byla ve východní šatně k vidění vitráž od Burkharda Mangolda zobrazující na dvanácti panelech profese a v západní šatně vitráž od Augusta Giacomettiho zobrazující selský pár a pohled na vesnici Stampa. Obě jsou nyní vystaveny ve Vitromusée, švýcarském muzeu vitráží a sklářského umění v Romontu.

V přízemí v jihovýchodním rohu se nachází tzv. Brienzský sál, který slouží k jednání. Obložení je dílem Schnitzlerovy školy v Brienzu. Před instalací ve Spolkovém paláci bylo představeno na Světové výstavě v Paříži v roce 1900 a bylo oceněno zlatou medailí.

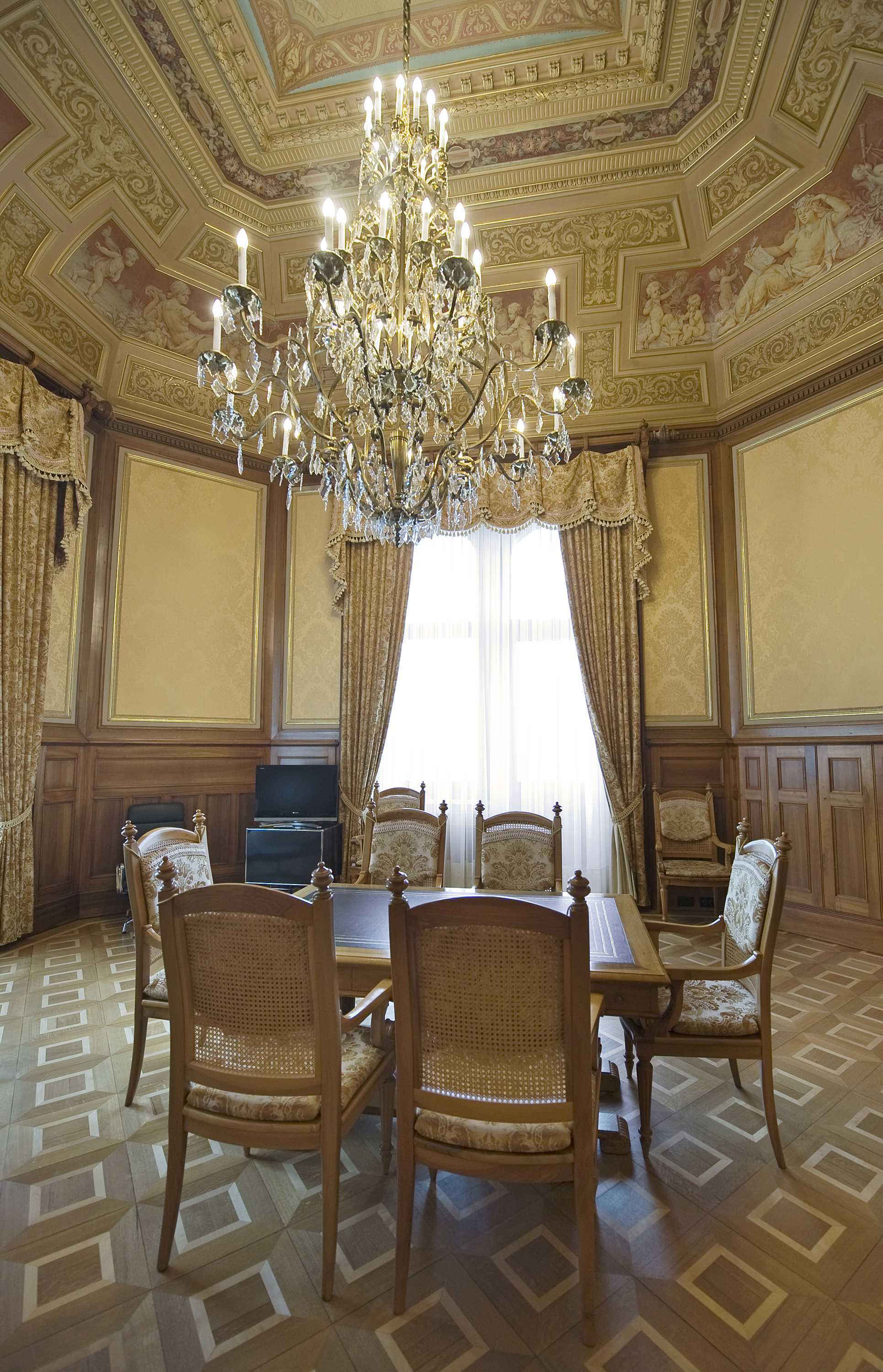
Kancelář předsedy Národní rady
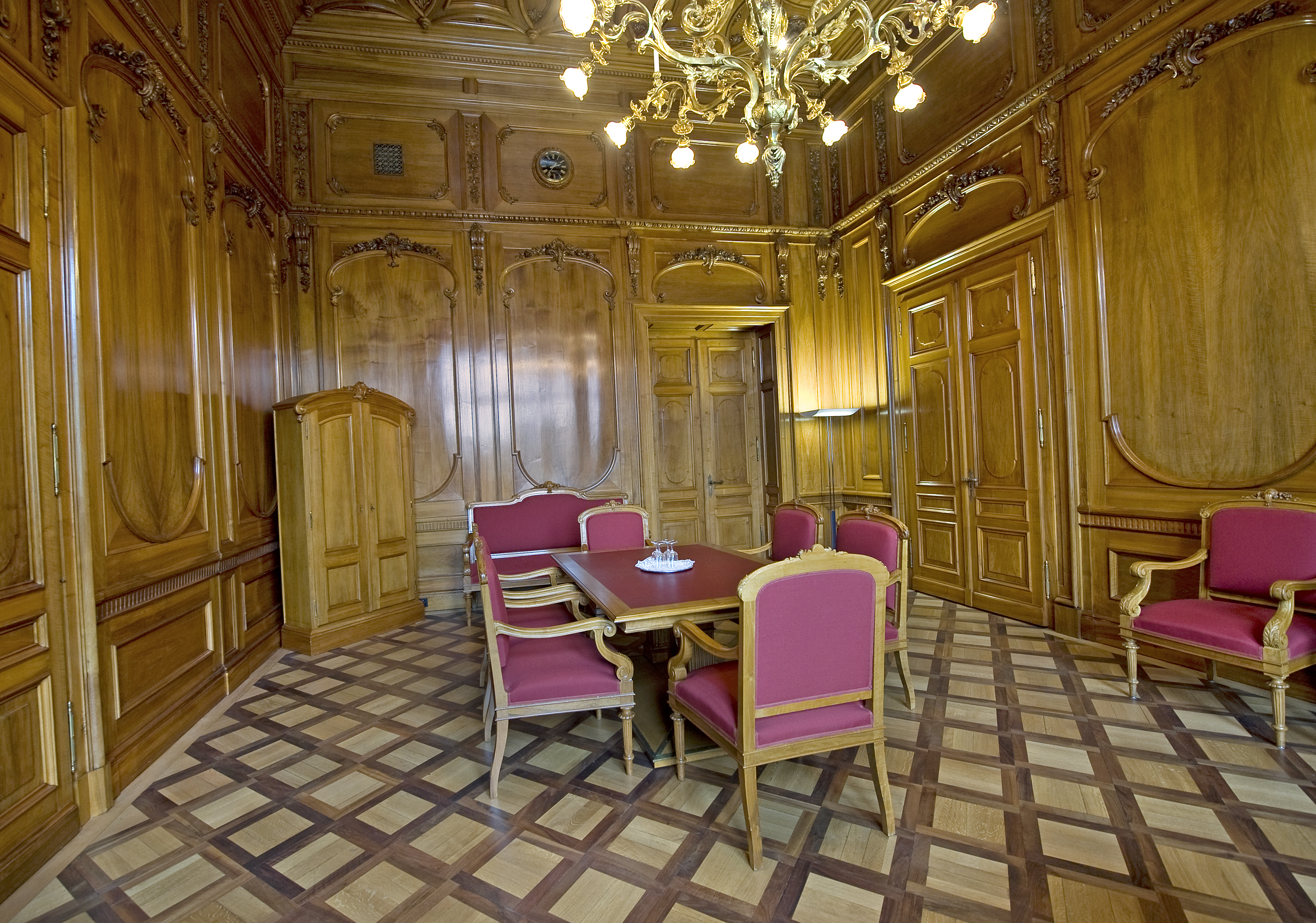
Kancelář předsedy Rady kantonů
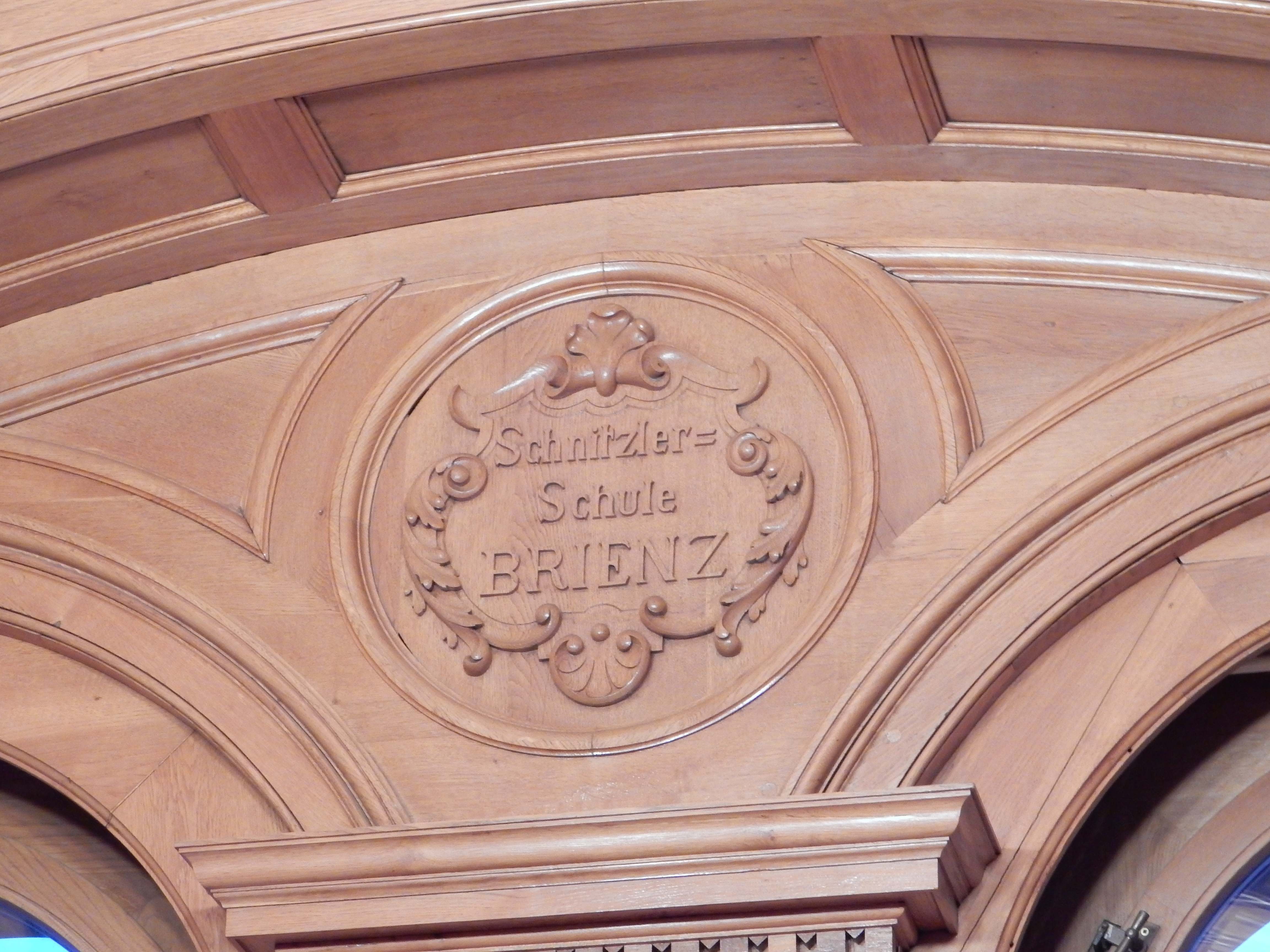
Vstup do Brienzského sálu
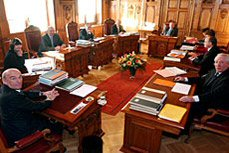
Místnost spolkové rady

## Západní budova

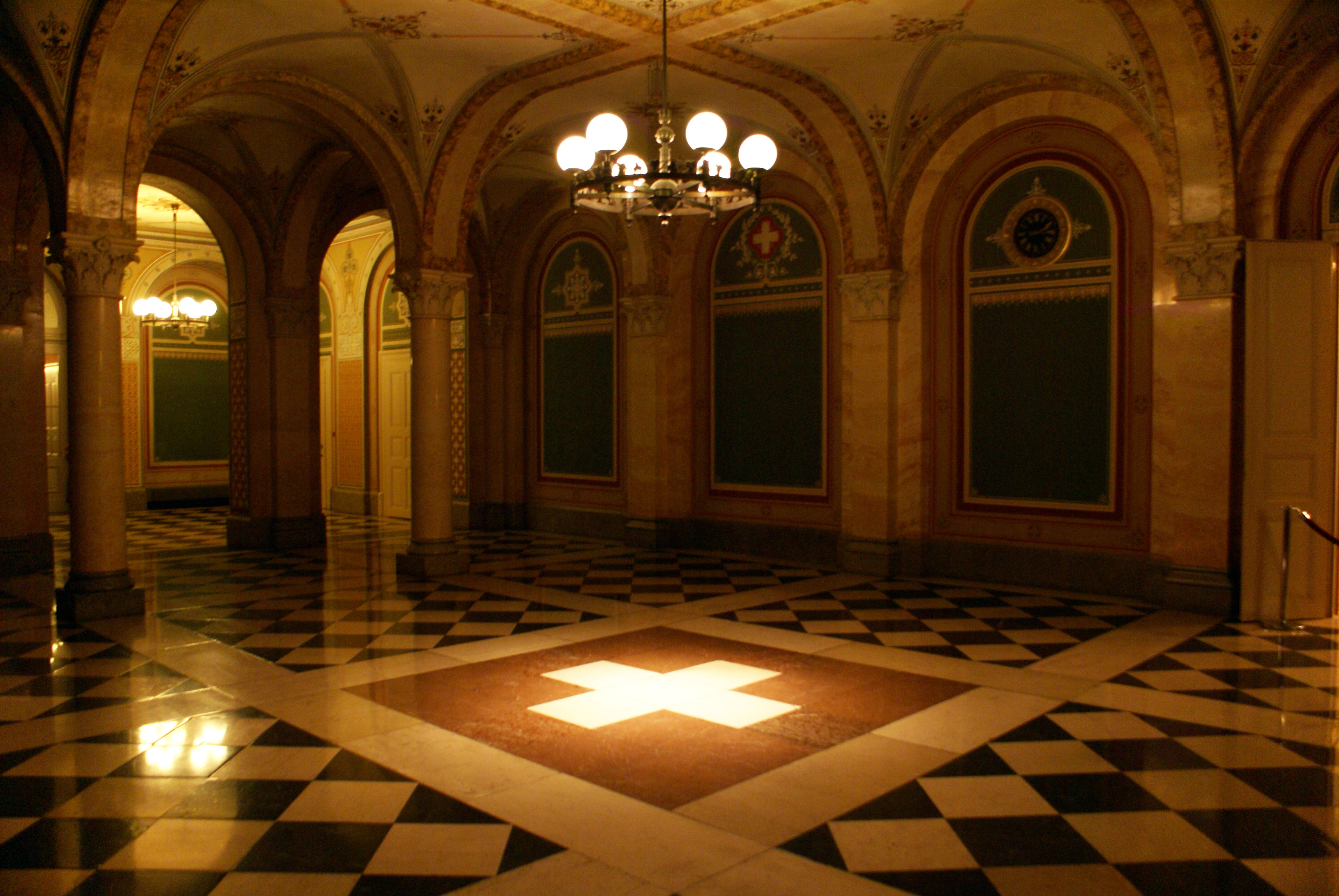
Vestibul západní budovy v prvním patře

V západní budově (bývalá Spolková radnice, německy Bundeshaus West) sídlí Švýcarské ministerstvo zahraničních věcí (FDFA), ministerstvo spravedlnosti a policie (FDJP) a Spolkové kancléřství.
Budova má půdorys ve tvaru písmene U a uzavírá čestné nádvoří s Bernabrunnenskou fontánou. Socha na kašně znázorňuje Bernu, ženskou postavu zosobňující město Bern. S výjimkou čtyřpodlažního centrálního rizalitu má Bundeshaus West v celém rozsahu tři podlaží. S budovou parlamentu jej spojují dvě arkády. Fasáda je zachována v jednoduchosti a tvoří ji kvádry z bernského pískovce se širokými spárami. Sokl je ze dvou druhů vápence. Centrální risalit je tvořen vápencem z Gsteigwileru, který má místy intenzivní světlé žilkování. Na zbytek stavby byl použit vápenec ze skalního řícení u Merligenu, na němž jsou patrné zkameněliny numulitů, ústřic a korálů.

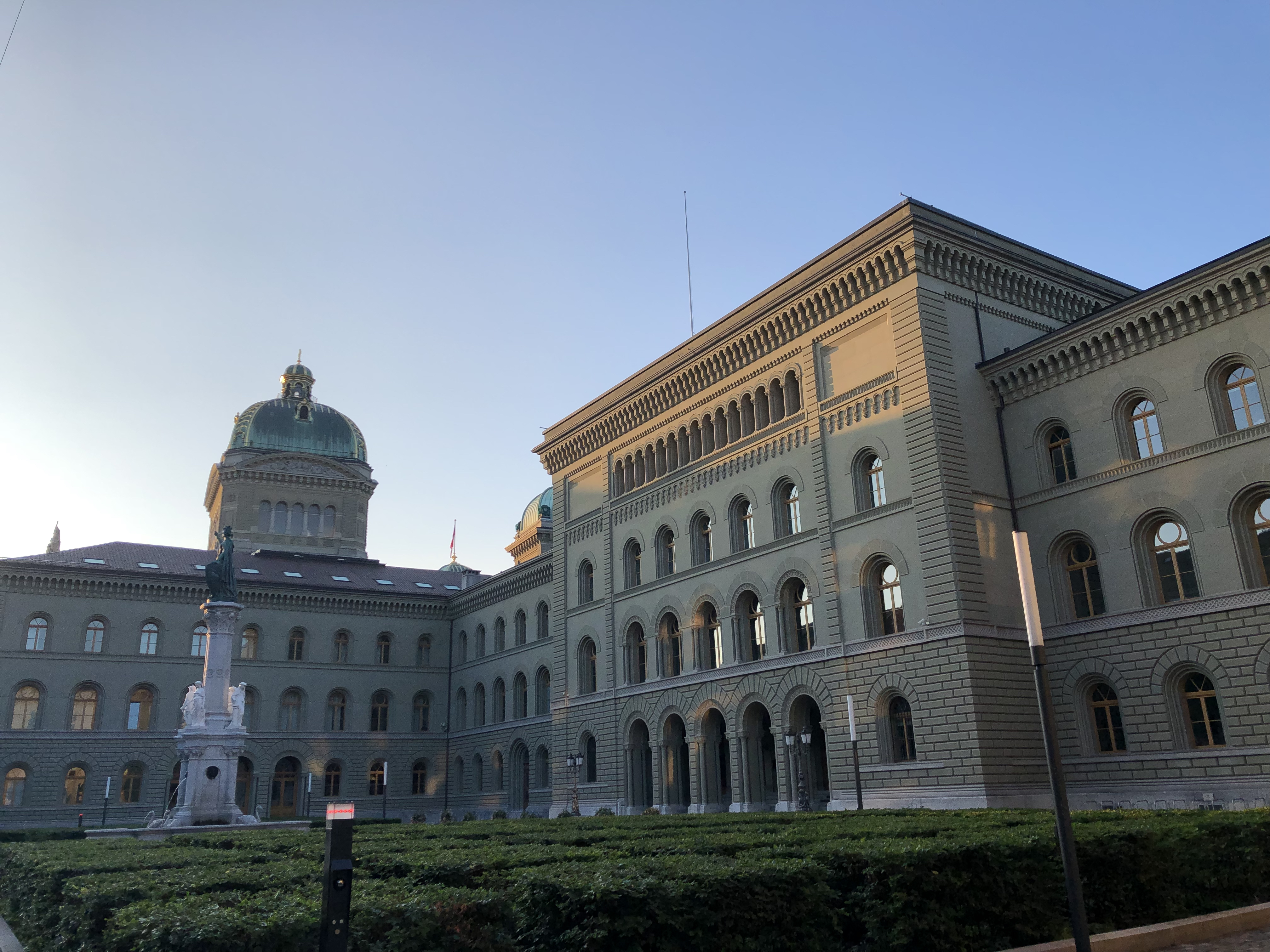
Pohled na západní budovu

Ze staré struktury radních síní v bočních křídlech už není téměř nic patrné. Výjimkou je stará sněmovna Národní rady v západním křídle (nyní parlamentní knihovna), kde se dochovalo pět sousedních obloukových oken s rozetami. Ze vstupní haly ve středním rizalitu se návštěvníci po hlavním schodišti dostanou do hlavního sálu v prvním patře. Toto spojení je zdobeno ornamentálními malbami na stěnách a stropech. Do podlahy hlavního sálu je zasazen kamenný švýcarský kříž. Jižně od hlavního sálu se nacházejí čtyři místnosti, které jsou souhrnně označovány jako Sál Spolkové rady. Jedná se o předsíň, zasedací místnost Spolkové rady, salonek prezidenta a kancelář prezidenta.

Spolkoví ministři a ministryně se scházejí v zasedací místnosti na svých týdenních zasedáních, obvykle ve středu. Hans Wilhelm Auer v roce 1889 místnost upravil, zejména obložení. Převzal štukový strop vytvořený v roce 1857 a poslední zbývající plynové svícny (z původních 162). Stoly spolkových radních a spolkového kancléře jsou uspořádány do kruhu. V salonu a v kanceláři jsou audienční místnosti. Čtyři místnosti jsou navrženy ve slohovém sledu: Místnost předsednictva je v rokokovém slohu, salón v barokním slohu a zasedací místnost v renesančním slohu. Předpokoj původně představoval gotický sloh, ale kolem roku 1930 byl kompletně přestavěn a opatřen obložením ve stylu art deco.

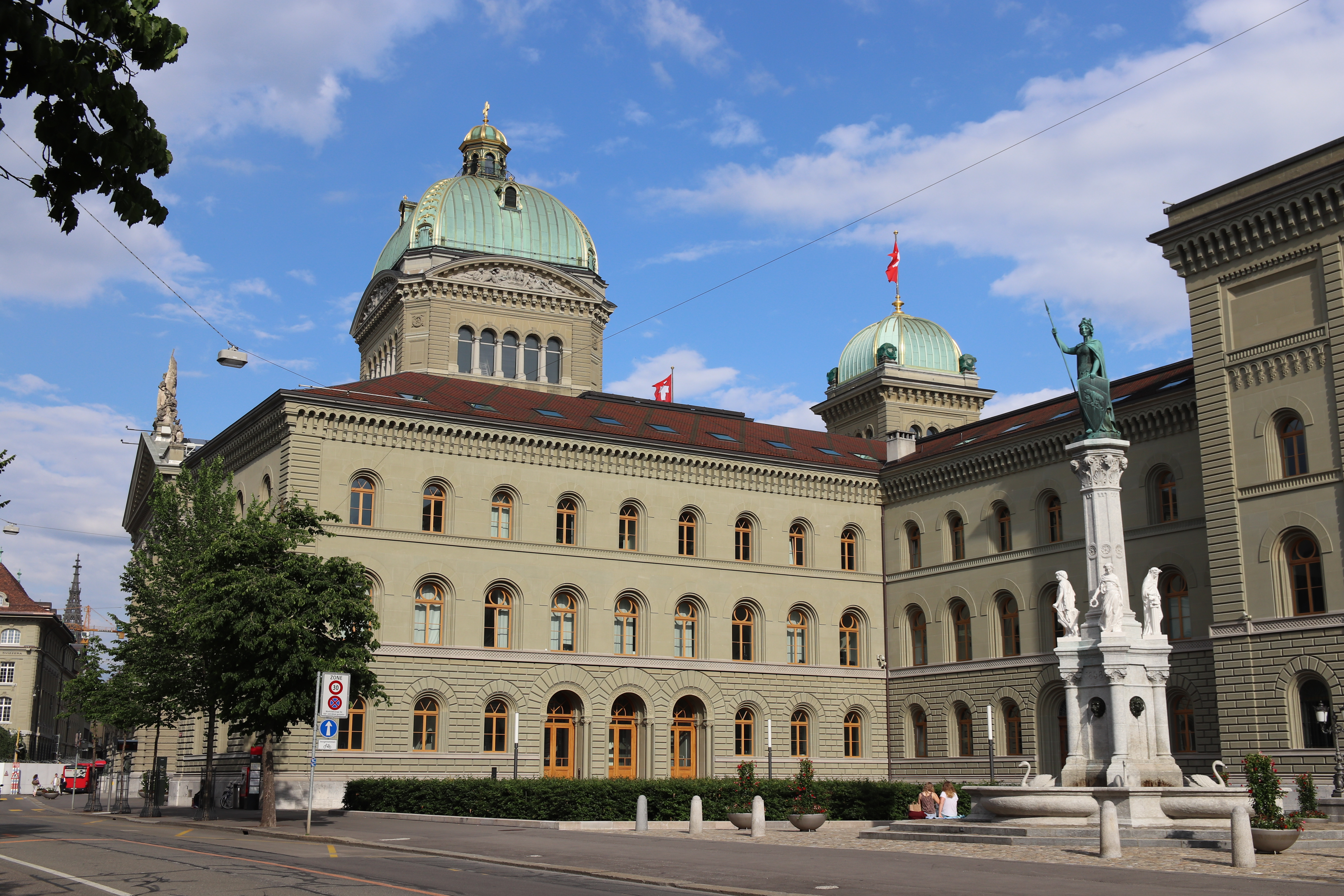
Západní budova s kašnou
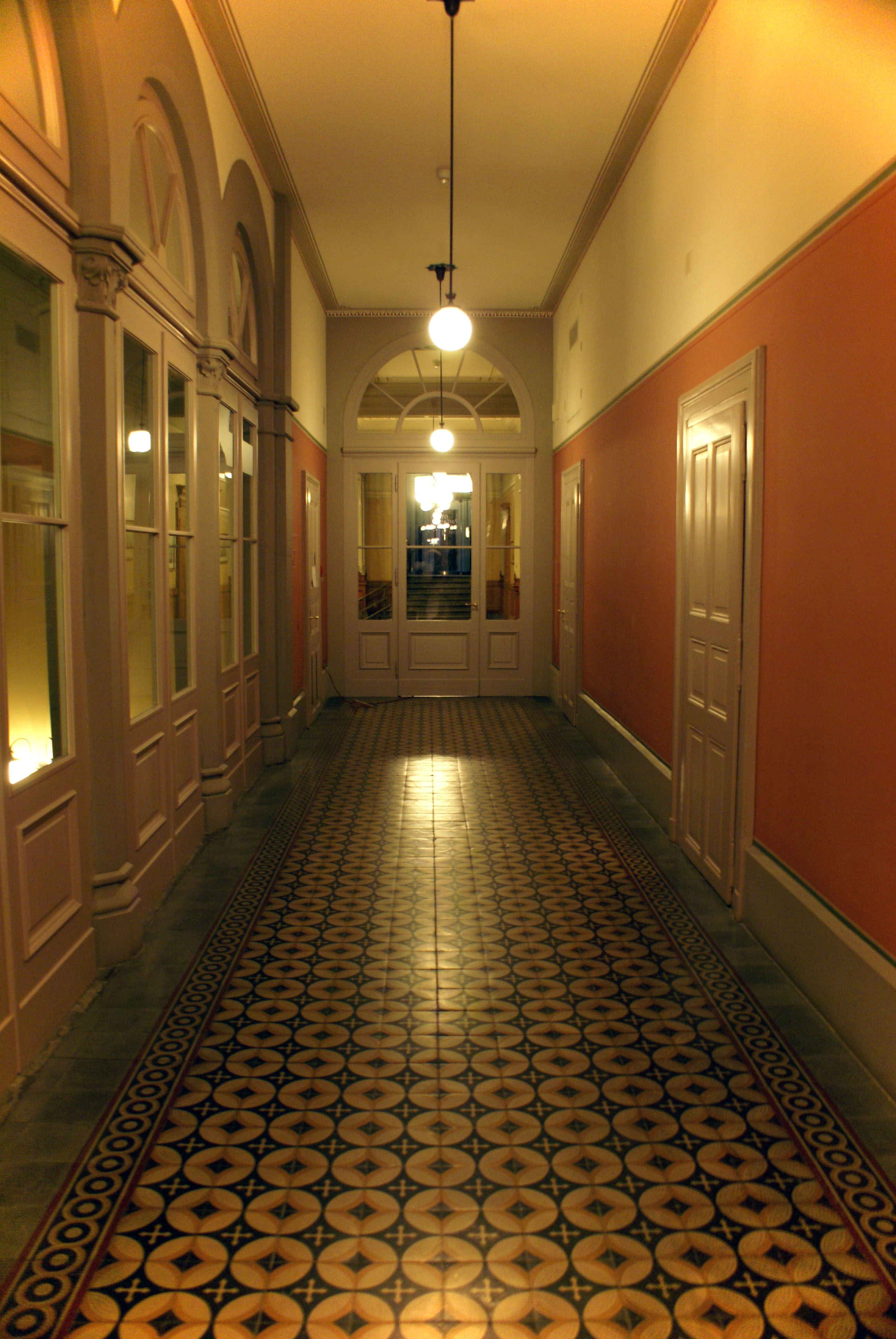
Chodba v západní budově
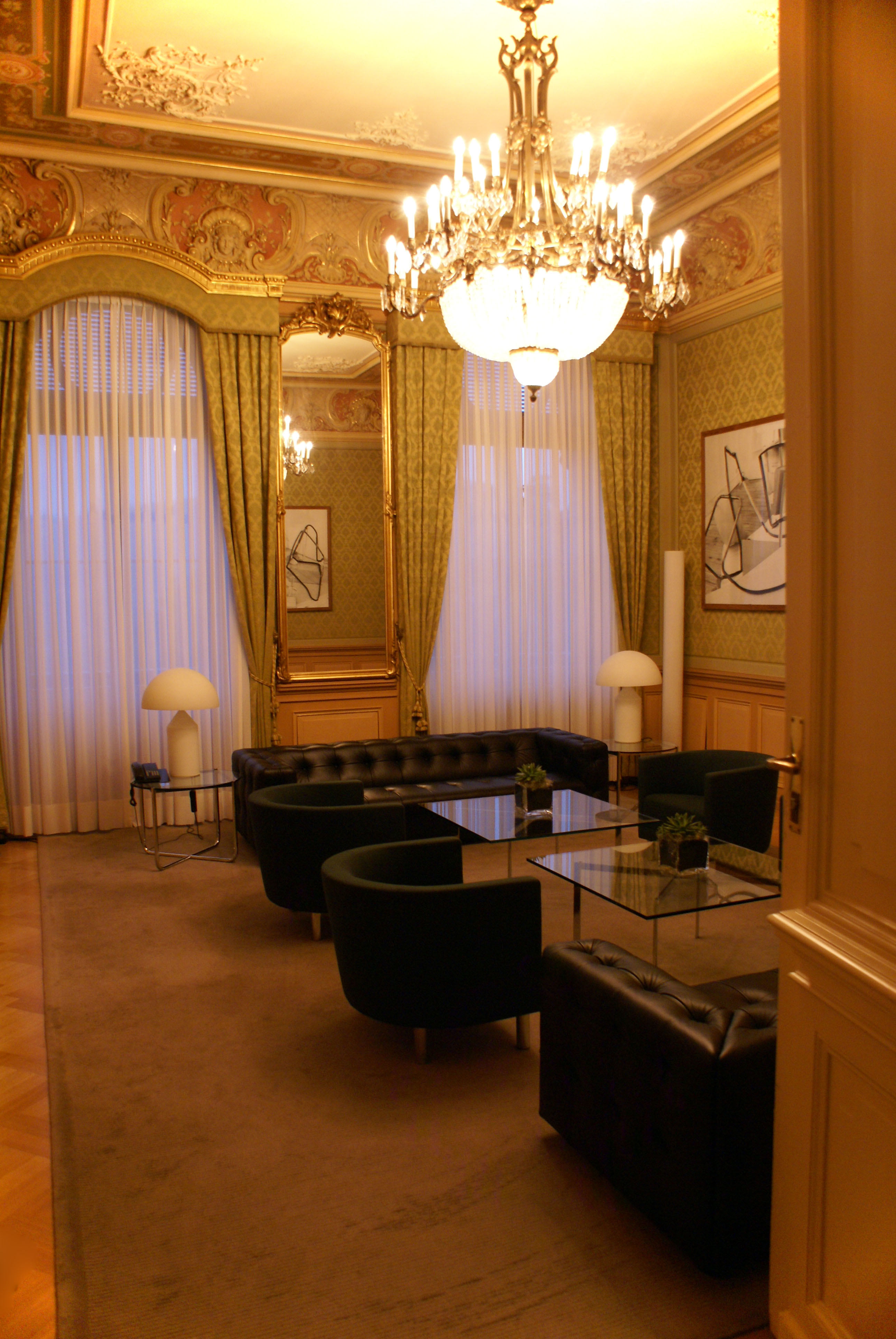
Předsíň
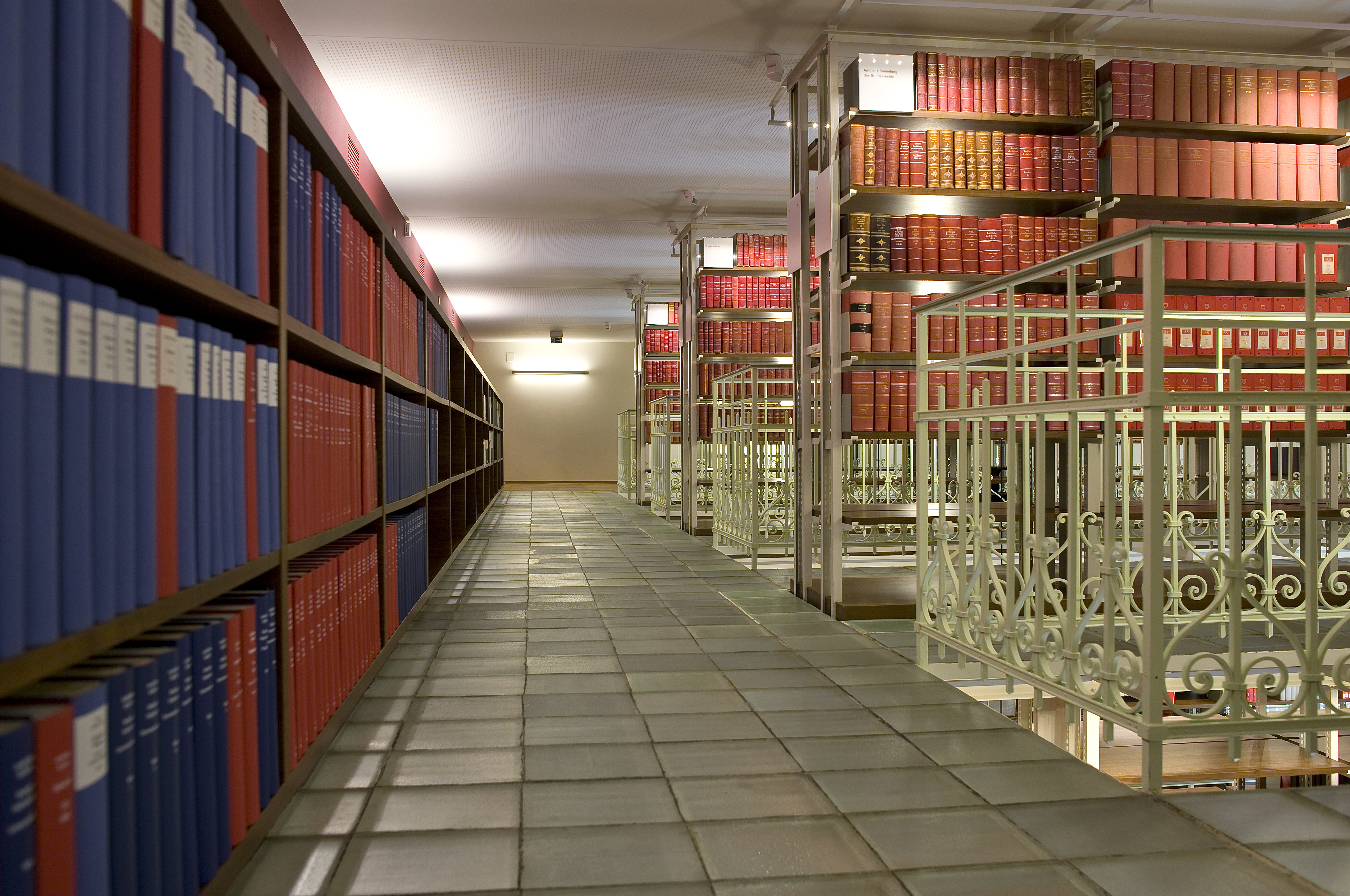
Parlamentní knihovna

## Východní budova

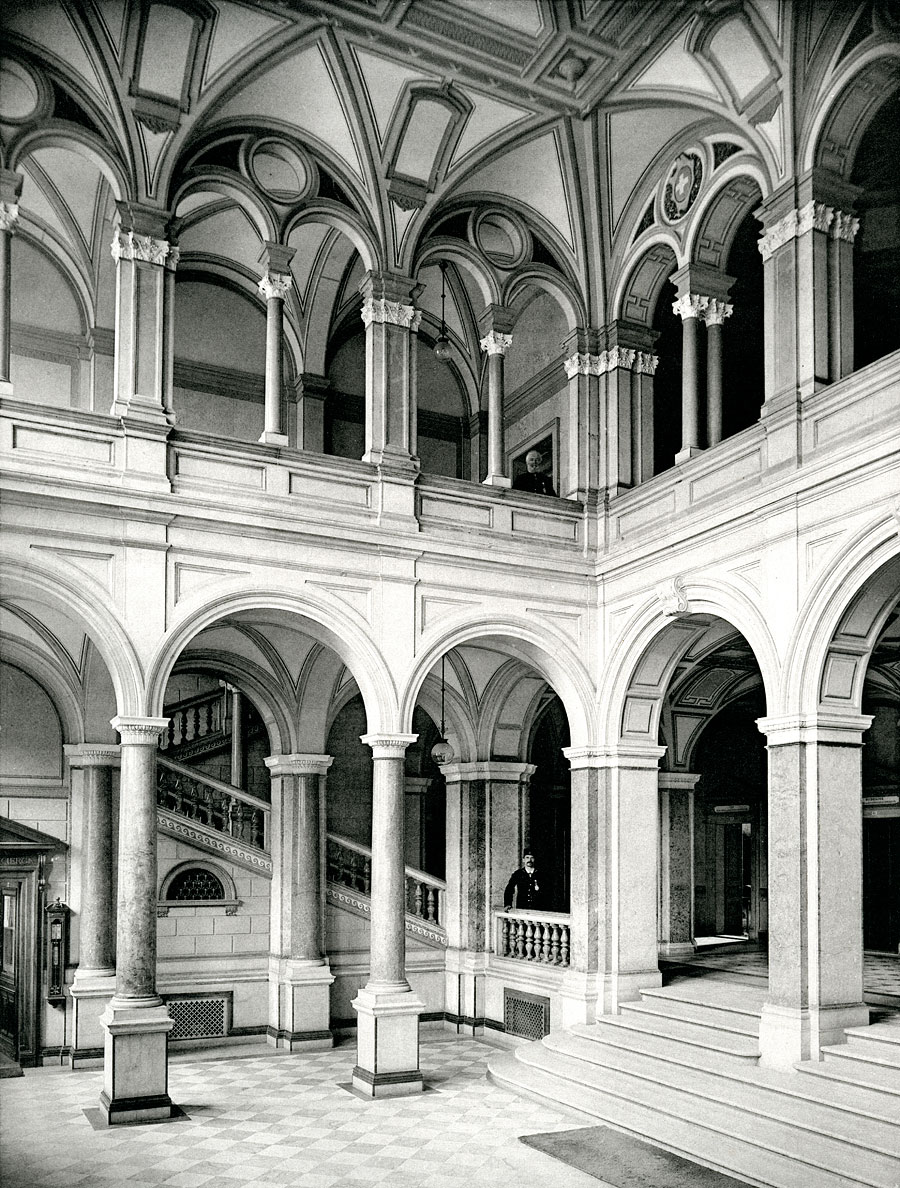
Vstupní hala východní budovy (1895)

Od svého otevření slouží východní budova výhradně správě. Sídlí zde ministerstvo obrany, civilní ochrany a sportu (DDPS) a ministerstvo hospodářství, vzdělávání a výzkumu (EAER).
Půdorys je stejný jako u západního paláce, stejně jako styl kruhové klenby a počet podlaží. Také tato část budovy je spojena s budovou parlamentu dvěma arkádami. Rozdíly lze spatřovat v řešení fasády. Sokl je vyšší a tvoří ho nažloutlý solothurnský vápenec s vrstvami zkamenělých spirálovitých šneků, reliéfy z jaspisů sahají až do prvního patra, nad nimi jsou široce kloubové pískovcové jaspisy. Část podkladového a zdicího materiálu pochází ze zbořeného Inselspitalu. Do severní fasády středního rizalitu jsou vsazeny dva mramorové basreliéfy, které odkazují na oddělení, jež zde sídlí. Ten vpravo je dílem Charlese Iguela a zobrazuje generální štáb obklopený různými složkami ozbrojených sil. Reliéf vlevo od Alfreda Lanze zobrazuje personifikace různých profesí.
Ze vstupní haly vedou dvě schodiště do arkádové haly v prvním patře. Tato osa se vyznačuje použitím vápence v sedmi různých nažloutlých odstínech. Auer se pokusil opticky zvětšit místnosti, které byly vnímány jako stísněné, jejich prosvětlením. Otevření Gotthardského úpatního tunelu v roce 1882 umožnilo poprvé ve větším měřítku použít kámen z jižních a středních alp. Černý vápenec a bílý mramor na podlahu a dveřní zárubně, jemně zrnité dřevo na výplně dveří a štuk na strop a stěny propůjčují arkádovému sálu slavnostní, až vznešenou atmosféru. Bronzové sochy od Rosy Langeneggerové, které byly instalovány ve čtyřech výklencích v roce 1912, symbolizují „válečníky v prehistorických dobách.“ Na jižní straně k sálu přiléhají kanceláře dvou spolkových radních, kteří zde pracují.

V letech 2012–2016 proběhla rozsáhlá rekonstrukce východní budovy a bylo vybudováno nové podlaží v suterénu.

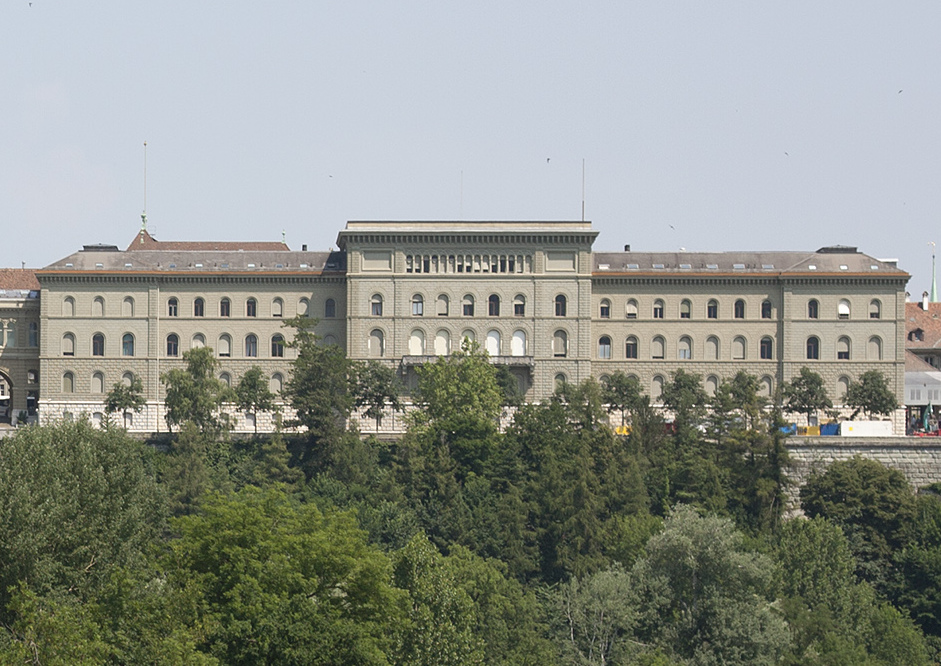
Celkový pohled na východní budovu
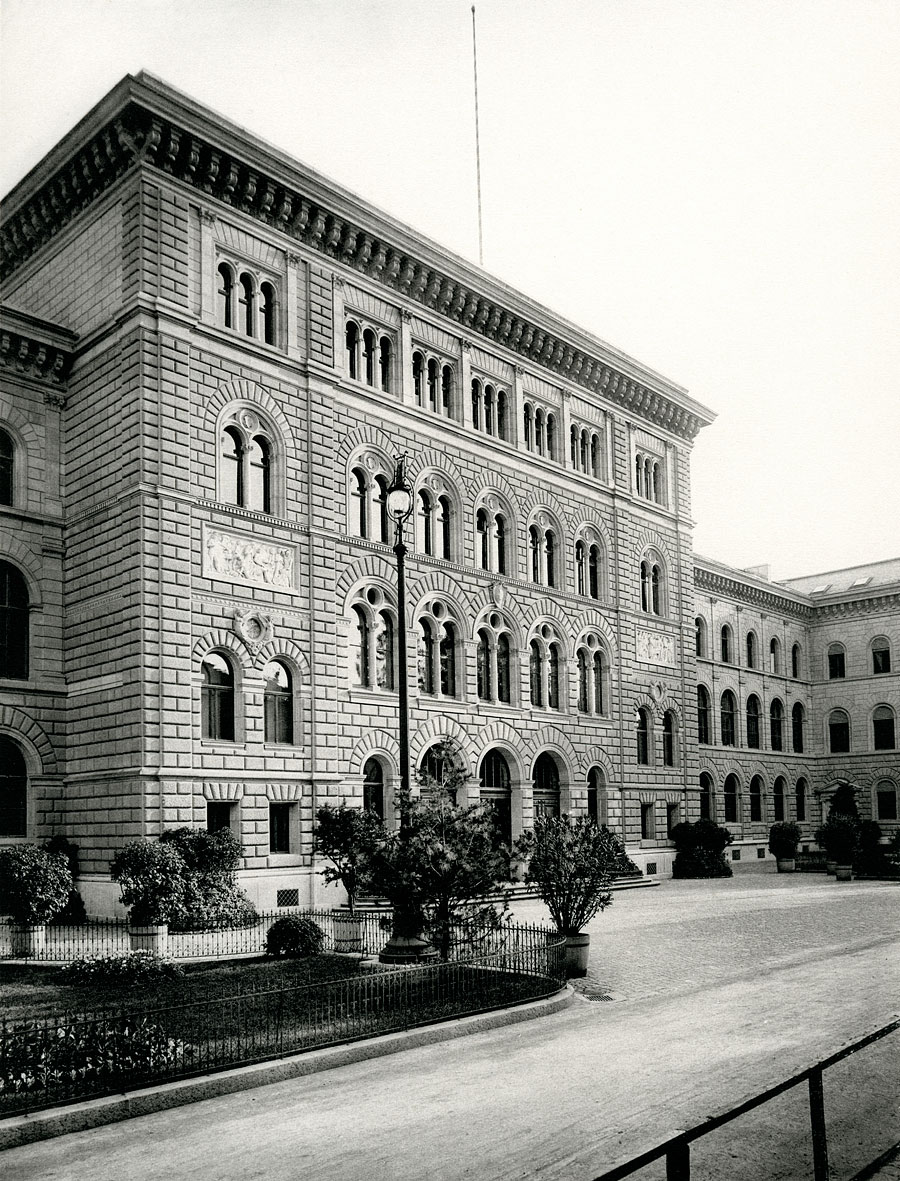
Prakticky nově postavená východní budova v roce 1895

## Bezpečnost
Za bezpečnost ve Federálním paláci odpovídá Federální bezpečnostní služba, hlavní útvar Federálního policejního úřadu. Její „oddělení osobní bezpečnosti“ odpovídá za ochranu soudců, poslanců a federálních zaměstnanců. Úkoly bezpečnostní služby se omezují na vnitřní prostory budovy, zatímco za bezpečnost v okolním areálu odpovídá kantonální policie v Bernu. Patří sem zejména monitorování povolených a rozhánění nepovolených demonstrací na náměstí před budovou parlamentu. Kanton Bern dostává od spolkové vlády paušální částku 4 miliony švýcarských franků ročně za bezpečnostní služby, které na území města poskytuje ve prospěch spolkové vlády.
Na přelomu tisíciletí se stále častěji ozývaly obavy o bezpečnost, protože hlavním vchodem do Federálního paláce vstupovali nejen poslanci a zaměstnanci, ale také návštěvníci, a to většinou bez kontroly. Dne 19. prosince 2000 se kurdští aktivisté nejprve vmísili do skupiny turistů a poté se zabarikádovali v předsálí Rady kantonů, kde rozvinuli transparent a z okna pronášeli protiturecká hesla. Teroristické útoky 11. září 2001 a útok v Zugu o 16 dní později vedly k zásadní revizi a zpřísnění bezpečnostních předpisů. V roce 2003 byly ve vstupní hale instalovány oddělovací prvky a bezpečnostní brány, které umožnily cílené kontroly osob a nahradily různá dočasná, ale pracná opatření.